# Geschichte der Stadt Rapperswil

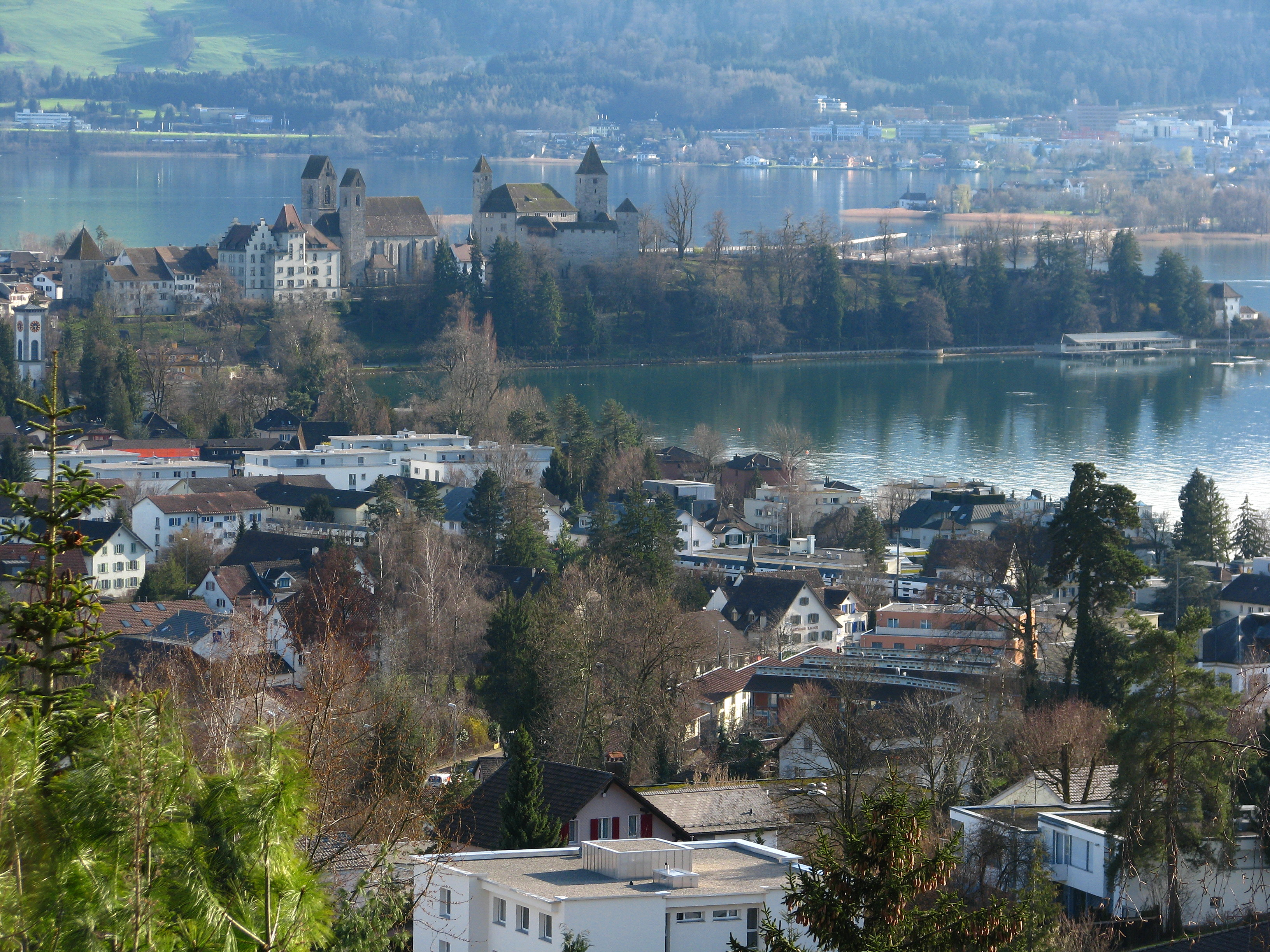
Rapperswil mit der Stadtpfarrkirche und Schloss Rapperswil

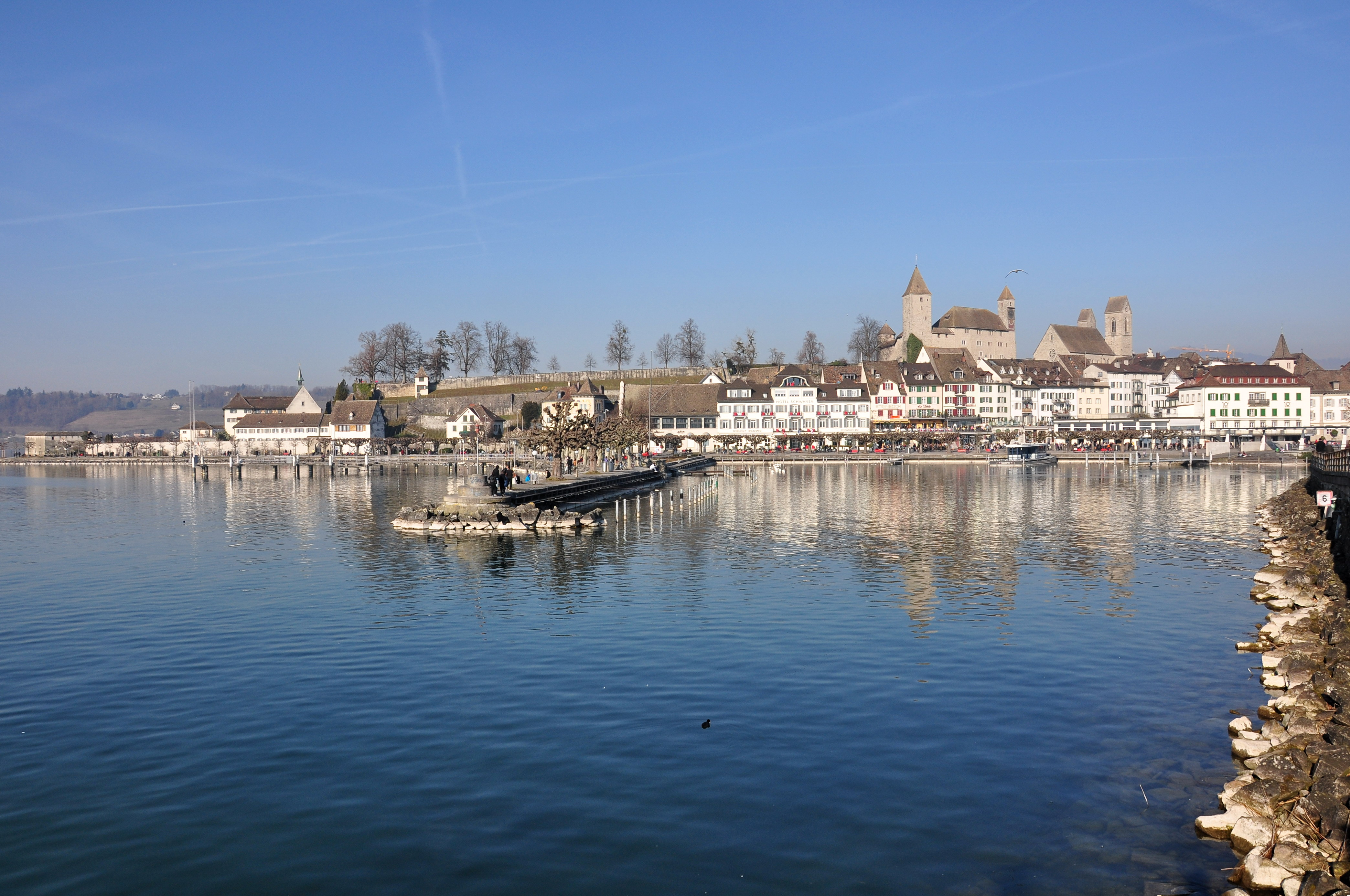
Sicht vom Seedamm auf Rapperswil

In diesem Artikel wird die Geschichte der Stadt Rapperswil bis zur Fusion von Rapperswil und Jona am 1. Januar 2007 behandelt. Seitdem ist Rapperswil ein Ortsteil der neuen Gemeinde Rapperswil-Jona im Schweizer Kanton St. Gallen.
Die Besiedlungsgeschichte der unmittelbaren Umgebung von Rapperswil reicht ins 4. Jahrtausend v. Chr. zurück. Der Siedlungsstandort im Umfeld des Schlosshügels Lindenhof lässt sich bis ins späte 10. Jahrhundert historisch gesichert zurückverfolgen. Im Jahr 1229 wird die Stadt erstmals urkundlich erwähnt.

## Name
Der Name Rapperswil ist eine Bildung aus dem althochdeutschen Personennamen «Ratbrecht» (Ratpreht) und der Ortsnamenendung «wilari»; als Grundform ist «ratprehtes-wilare», also «beim Gehöft des Ratpreht» anzunehmen. Historisch geht der Name Rapperswil auf eine mehrfache Namensübertragung zurück. Der ursprüngliche Name des heutigen Altendorf am gegenüberliegenden Seeufer wurde zunächst auf die dortige Burg «Alt-Rapperswil» und dann auf die Burg «Neu-Rapperswil» übertragen. Rapperschwyl ist eine frühere Schreibweise, die beispielsweise Mitte des 19. Jahrhunderts in der Topographischen Karte der Schweiz verwendet wurde.

## Wappen
Das Stadtwappen zeigt auf silbernem Grund zwei rote Rosen mit roten Kelchzipfeln, goldenen Butzen und roten, geraden spiegelbildlich gezeichneten Stielen. Es ist dem Dreirosenwappen der Rapperswiler Grafen nachempfunden. Rapperswil wird daher auch die «Rosenstadt» genannt. Von den 2636 Gemeinden der Schweiz führen rund einhundert eine oder auch mehrere Rosen in ihrem Wappen, von denen viele ihren Ursprung in der Anfangszeit der Heraldik haben. Zu den wohl bekanntesten zählt das Rosenwappen von Rapperswil, das nebst dem ehemaligen Stadtwappen von Estavayer, das eine rote, goldbeputzte Rose auf silbernem Grund zeigt, zu den ältesten Ortswappen der Schweiz zählt. Bei welchem es sich nun wirklich um das ältere handelt, ist jedoch bis heute nicht geklärt.
Eine nicht zweifelsfrei gesicherte Erklärung für das Wappen von Rapperswil und Uznach ist, dass der Toggenburger Diethelm VI. zwischen 1180 und 1195 Guta von Rapperswil geheiratet und die Grafschaft Uznach sowie eine Rose aus dem Rapperswiler Wappen als Mitgift erhalten haben soll: Das alte Wappen der Rapperswiler hatte drei Rosen, das Einrosenstädtchen Uznach führt noch heute eine Rose im Wappen und Rapperswil bekanntlich deren zwei. Auf die Grafen von Rapperswil geht auch das Wappen von Altendorf zurück, das eine Rose zeigt.
Ursprünglich enthielt das Wappen der Rapperswiler nur eine Rose, später drei. Im Stadtsiegel von 1346 ist es bereits in der heutigen Form mit zwei Rosen abgebildet. Ab 1918 war es das offizielle Stadtwappen der Gemeinde Rapperswil. Seit 2007, nach der Fusion mit Jona, ist es das  Wappen von Rapperswil-Jona.

Wappen von Rapperswil (seit 2007 das  Wappen von Rapperswil-Jona)
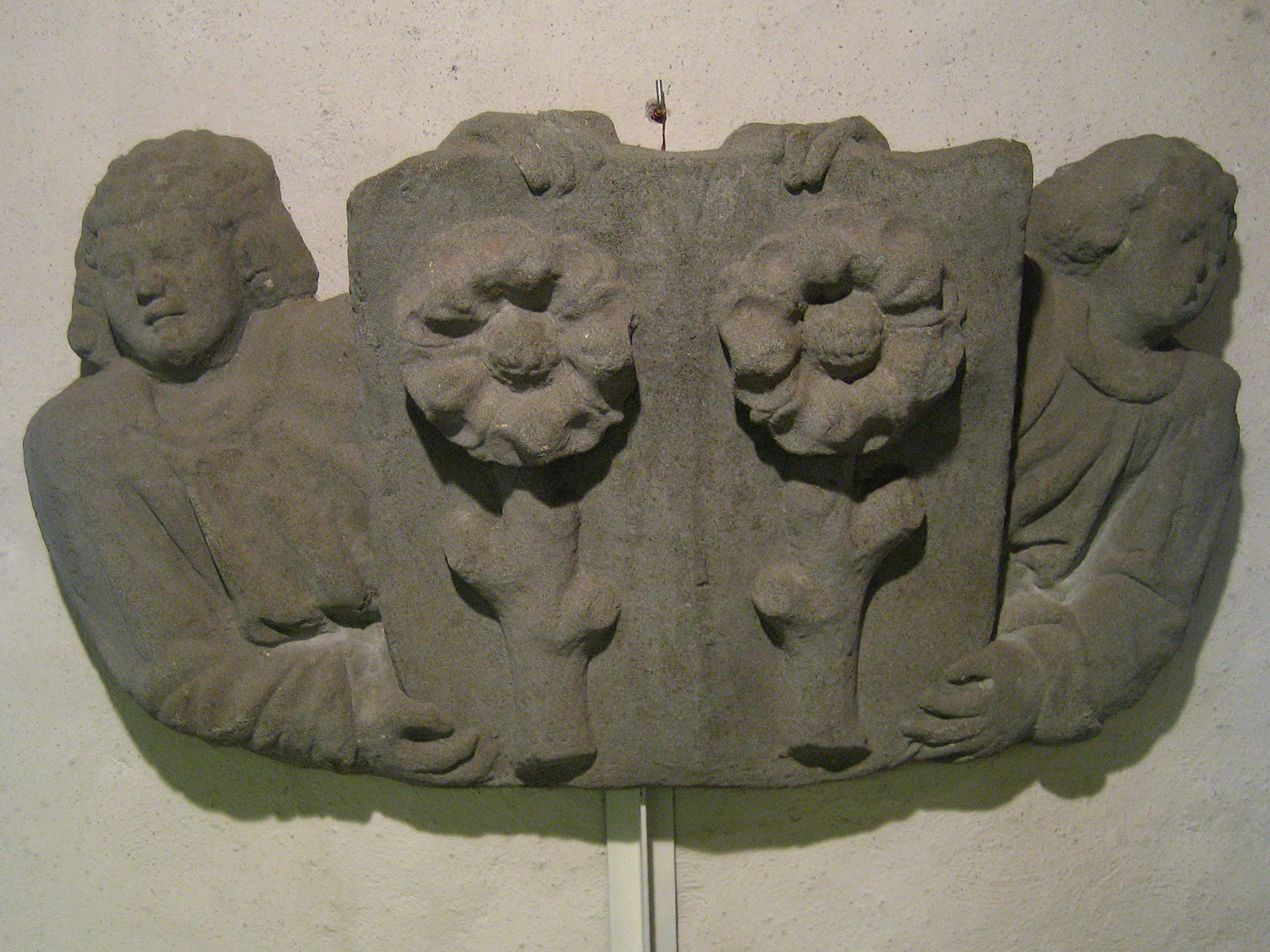
Engelkonsole mit Rosenwappen, um 1440–1450
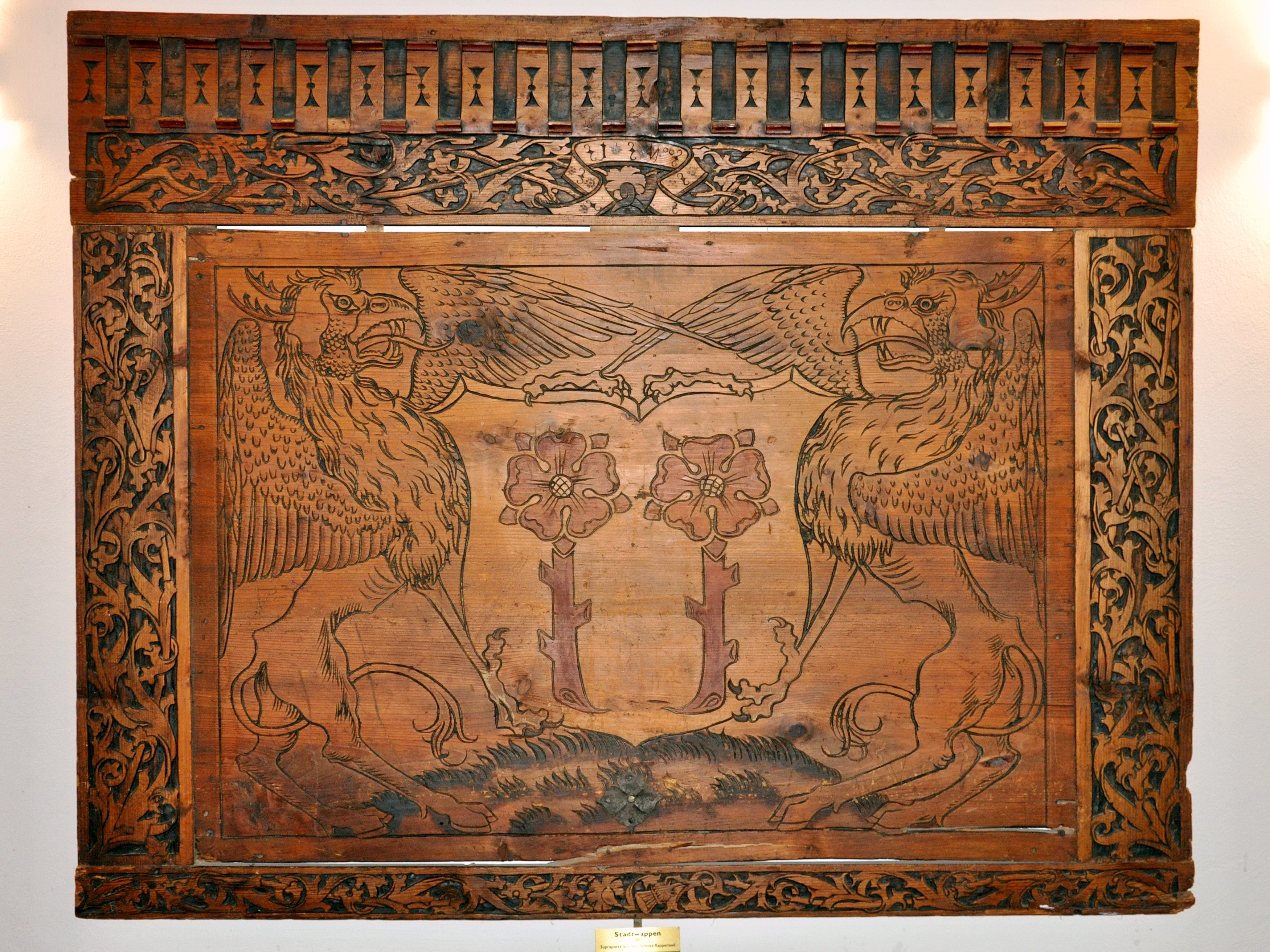
Supraporta Schloss, um 1500
Wappen der Rapperswiler

## Gründungslegende
Die Entstehung des heutigen Städtchens – ursprünglich «Neu-Rapperswil» – wird in einer Legende beschrieben:
«Eines Morgens in der Früh fuhr der Herr von Rapperswil [Rudolf II. von Neu-Rapperswil] zusammen mit seiner Frau und einigen Knechten (von Altendorf) über den See, um zu jagen. Kaum waren sie am Ufer angelangt, spürten seine Hunde eine Hirschkuh auf und verfolgten sie bis auf die Höhe des Felsrückens (Schlossberg). Hier verbarg sich das Tier in einer Höhle. Als die Jäger zur Höhle kamen, sahen sie, dass sich darin neben der Hirschkuh auch zwei Kälbchen befanden. Da erbarmte sich die Frau der Tiere und brachte ihren Gatten dazu, die Hunde zurückzuziehen und der Hirschkuh das Leben zu schenken. Um die Mittagszeit ruhten der Graf und seine Frau im Schatten, da erschien die Hirschkuh und legte ihren Kopf in den Schoss der Frau, um ihr für die Rettung des Lebens zu danken. Der Graf war gerührt und befahl, die drei Tiere nach Altendorf zu bringen und sie in einem Gehege grosszuziehen. Er sah in dieser Begebenheit auch einen Wink des Himmels und beschloss bereits am folgenden Tag, auf dem Felsen eine neue Burg und am südlichen Abhang eine kleine Stadt zu gründen.»
Heute erinnert der Hirschpark beim Schloss an diese 800 Jahre alte Überlieferung.

## Frühgeschichte
Zahlreiche archäologische Funde etwa an den Fundstellen Seegubel und Hurden-Seefeld zeigen, dass das Gebiet um Rapperswil-Jona mindestens seit dem 4. Jahrtausend v. Chr. besiedelt ist. Prähistorische Pfahlreste, die an der Fundstelle Hurden Rosshorn gefunden wurden, lassen darauf schliessen, dass es schon in der Zeit der Horgener Kultur hölzerne Brücken zwischen Rapperswil und Hurden als Querverbindung zwischen den Ufern des Zürichsees gab.
Unweit des Technikums (HSR) liegt die etwa 1 Hektar grosse Fundstelle Rapperswil-Jona-Technikum. Hier war früher eine Insel, die heute als Untiefe im oberen Zürichsee unter Wasser liegt. In der zweiten Hälfte des 17. Jahrhunderts v. Chr. (Ende der frühen Bronzezeit) befand sich eine Siedlung auf der Insel, die mit den Holzstegen zwischen den Seeufern in Verbindung stand. Die Siedlung war von mehreren Palisadenreihen umgeben.
Bei Benken–Kastlet sind Funde einer bronzezeitlichen Siedlung belegt, zwischen Schmerikon und Eschenbach wurden sorgfältig angelegte Grabhügel aus ungefähr der gleichen Zeitepoche entdeckt. Diese Funde weisen auf eine frühe Besiedlung der direkten Umgebung von Rapperswil am Obersee hin.
In Kempraten wurden Körpergräber aus der Latènezeit gefunden. Aus der vorrömischen Epoche liegt eine Vielzahl archäologischer Befunde vor. Wer die Bewohner des Gebiets waren, geht daraus nur indirekt hervor – vermutlich Helvetier (ein Stamm der Kelten) oder Räter.

## Römische Zeit

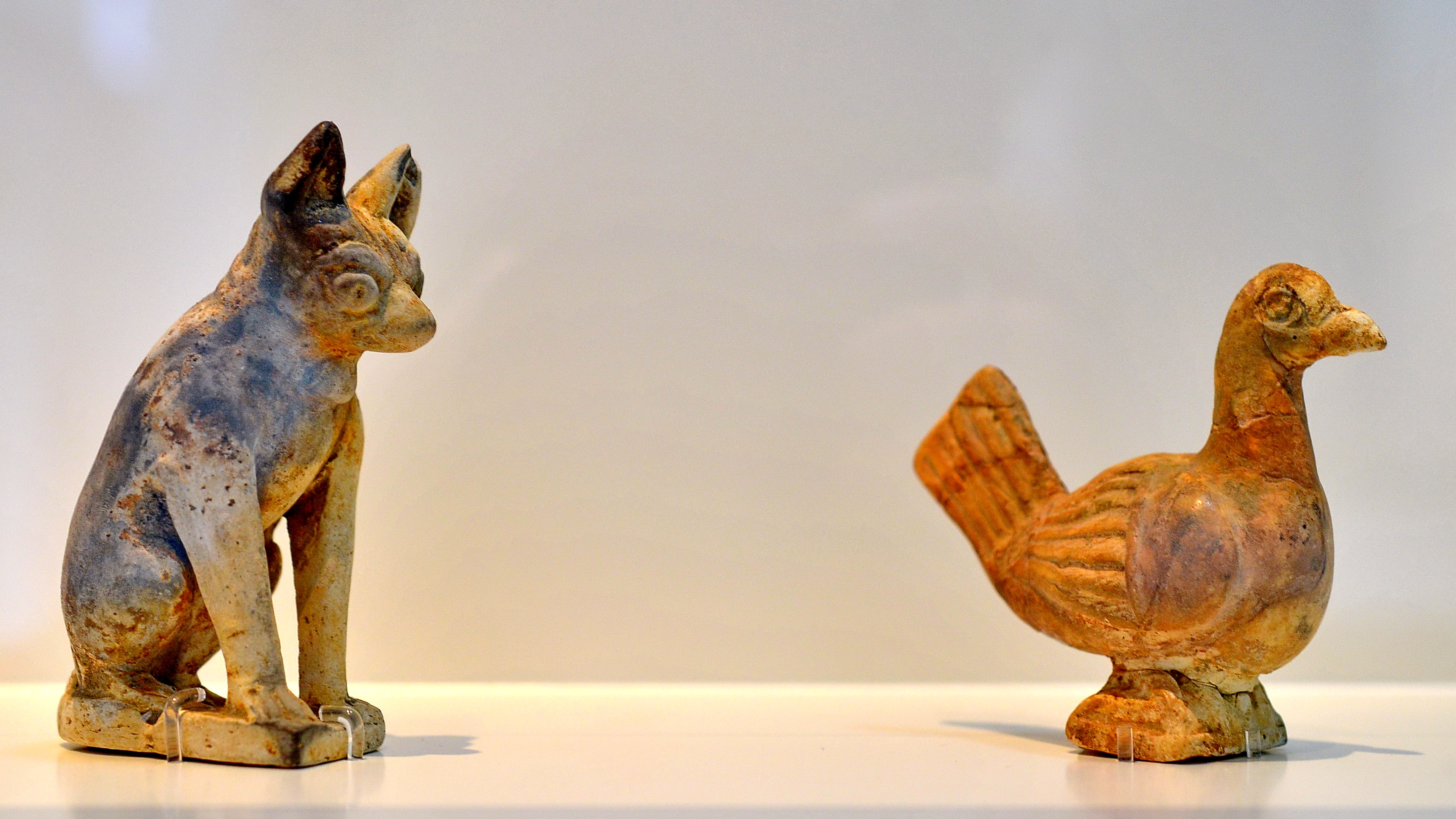
Gallorömische Fundstücke aus der Siedlung «Centum Prata» (Kempraten) im Stadtmuseum Rapperswil

Um 15 v. Chr., nach der Eroberung durch Drusus und seinen Bruder Tiberius, beide Stiefsöhne des Augustus, lag das Gebiet am rechten Ufer des Zürichsees im Grenzbereich der römischen Provinzen Raetia und Germania superior (siehe auch Die Schweiz in römischer Zeit). Im Umfeld einer vermutlich rätischen oder keltischen Siedlung entstand an der Kempratner Bucht der überregional bedeutende Vicus Centum Prata, der vom 1. bis 4. Jahrhundert ein militärisches und wirtschaftliches Zentrum der Region war. Weitere Überreste von römischen Bauten finden sich bei der Kapelle St. Ursula (Kempraten), unter der Kirche St. Martin in Busskirch sowie auf der Römerwiese, an der Meienbergstrasse (Villa Rustica Wagen-Salet).
An der Fundstelle Hurden Rosshorn wurden Pfosten aus Eichenholz gefunden, die belegen, dass es in der römischen Zeit eine Holzbrücke zwischen Rapperswil und Hurden gab. Die Eichen wurden im Jahr 165 gefällt, während der Herrschaft des Kaisers Mark Aurel.
Die römischen Siedler trugen zur wahrscheinlich dichten Besiedlung der Region bei, und so wurden verschiedene Fundplätze zwischen Kempraten und Uznach sichergestellt. Dazu zählen Münzfunde und Mauern römischer Wachttürme, die eine frühe Befestigung des oberen rechten Zürichseeufers und vermutlich auch auf Stadtgebiet belegen: Eine römische Befestigung des heutigen Burghügels mit seiner strategisch günstigen Position durch den nahen Vicus Centum Prata (Kempraten) gilt als sehr wahrscheinlich, wenn auch bislang archäologisch nicht nachgewiesen.

## Frühmittelalter

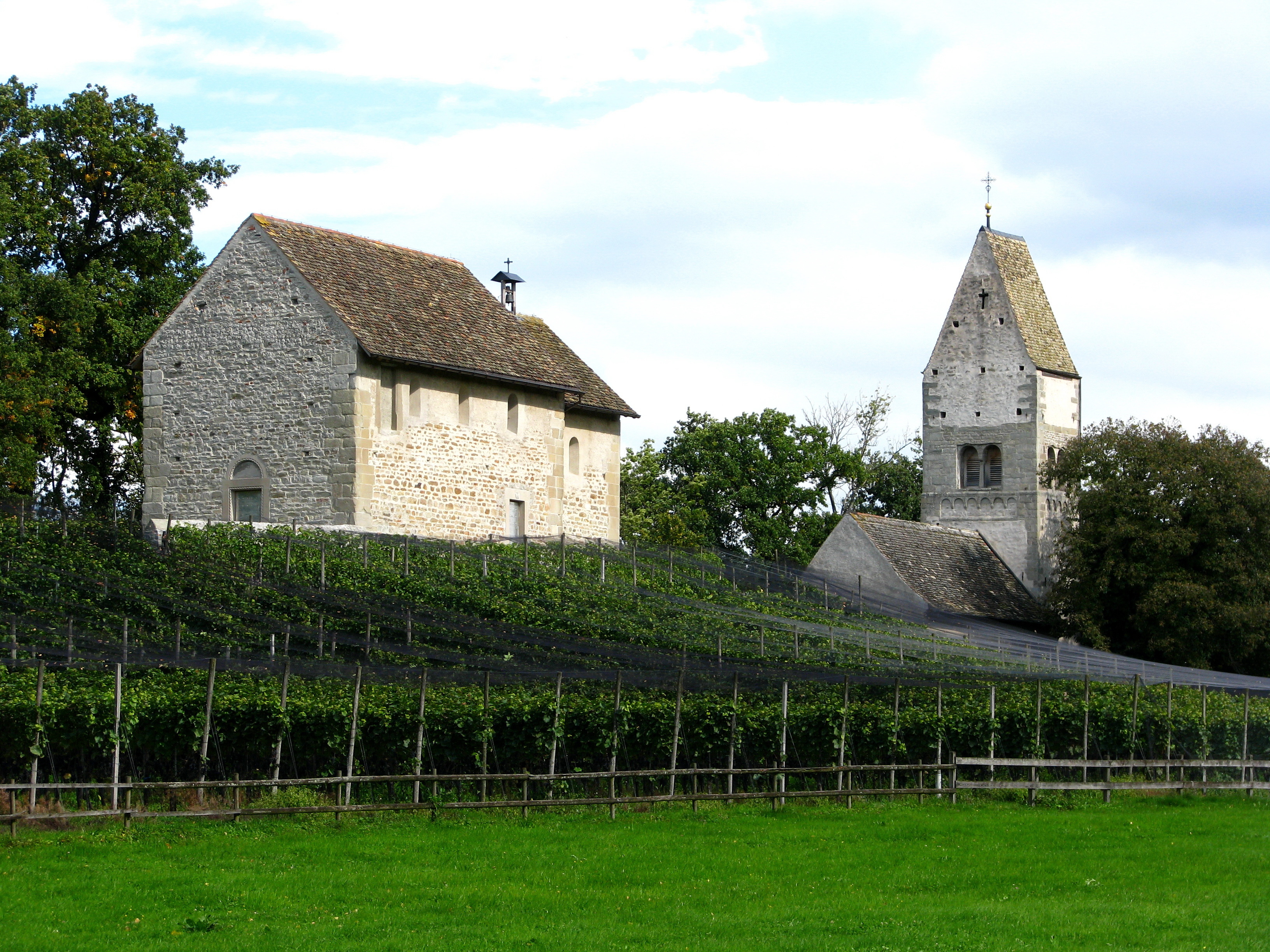
St. Martinskapelle und St. Peter und Paul auf der Ufenau

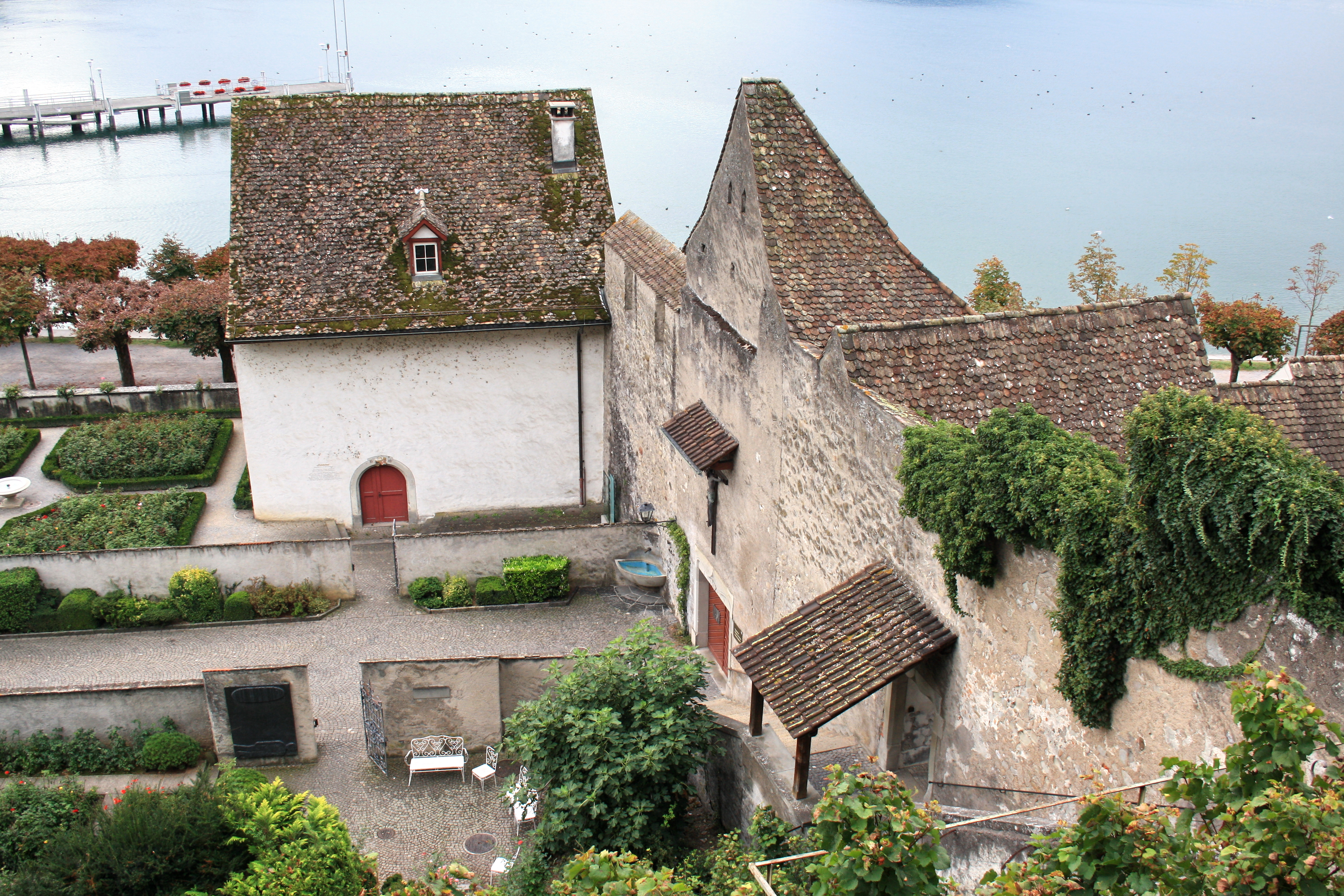
Stadtbefestigung im Westen mit Einsiedlerhaus und angegliedertem Wehrturm

Nach dem Abzug der römischen Truppen und Verwaltung um das Jahr 401 nach Italien liegen für die unmittelbare Umgebung des heutigen Rapperswil nur wenige gesicherte Erkenntnisse vor. Wie andernorts auch hat die Siedlung in Kempraten-Lenggis weiterbestanden, und die gallorömische Bevölkerung dürfte mit der alamannischen Einwanderungswelle im 5. Jahrhundert verschmolzen sein – in den römischen Ruinen wurden Körpergräber aus dem 7. Jahrhundert gefunden.
Auf der Insel Ufenau (Ufnau), die heute zur Gemeinde Freienbach gehört, lässt sich mit der Kirche St. Peter und Paul die Besiedlung ins 12. Jahrhundert datieren. Eine erste Kirche soll aber bereits um 500 bestanden haben und auf den Fundamenten eines gallorömischen Tempels erbaut worden sein. Bereits vor der Stadtgründung bestanden auf der Halbinsel oder in direkter Nähe Lehen der Klöster Einsiedeln, St. Gallen, Pfäfers und Reichenau.
Das Einsiedlerhaus beim sogenannten Endingerhorn, am westlichen Ende der Rapperswiler Halbinsel, diente wie die Siedlung an der Kempratner Bucht vermutlich schon vor dem Jahr 981 mit eigener Schiffanlegestelle den Pilgern, die hier den See überqueren wollten. Das Rebgut auf dem Schlossberg, ursprünglich im Besitz des Klosters Einsiedeln, soll ebenfalls im Jahr 981 erstmals urkundlich erwähnt sein, womit der Siedlungsstandort Rapperswil wieder historisch verbrieft in Erscheinung tritt.

## Rapperswil unter den Grafen von Rapperswil (1220–1352)

### «Alt-Rapperswil» und «Neu-Rapperswil»
Die Rapperswiler waren ein Ostschweizer Adelsgeschlecht, deren Genealogie und der mit ihnen verwandten Habsburg-Laufenburger und der Homberger in der Forschung umstritten ist und sich nicht mehr lückenlos rekonstruieren lässt. Ursprünglich waren die Rapperswiler in der heutigen March, um den Greifensee, um Uster, Wetzikon und Hinwil begütert. Burg «Alt-Rapperswil» («die vestize der alten Rapreswile») in Altendorf wurde um 1040 erbaut – soll aber auf einen Raprecht als Stammvater der Burg St. Johann zurückgehen respektive auf «Rahprehteswilare», erwähnt im Jahr 972. Nach dem Tod des Vogtes Rudolf II. († nach 1192) soll gemäss der modernen Forschung ein direkter Erbe fehlen und um das Erbe der Rapperswiler eine Fehde mit den Toggenburgern ausgetragen worden sein. In der Literatur wird teilweise zwischen «Alt-Rapperswil» (vor 1200) und «Neu-Rapperswil» unterschieden. Nach der Beilegung der Fehde konnten sich die Herren von Neu-Rapperswil ab 1210 als Haupterben der Alt-Rapperswiler Besitzungen durchsetzen.  Unter den Neu-Rapperswilern Rudolf II. und Rudolf III. manifestierte sich der Dynastiewechsel auch durch die Verlegung des Herrschaftssitzes von Altendorf nach Endingen und mit der Gründung von «Neu-Rapperswil».

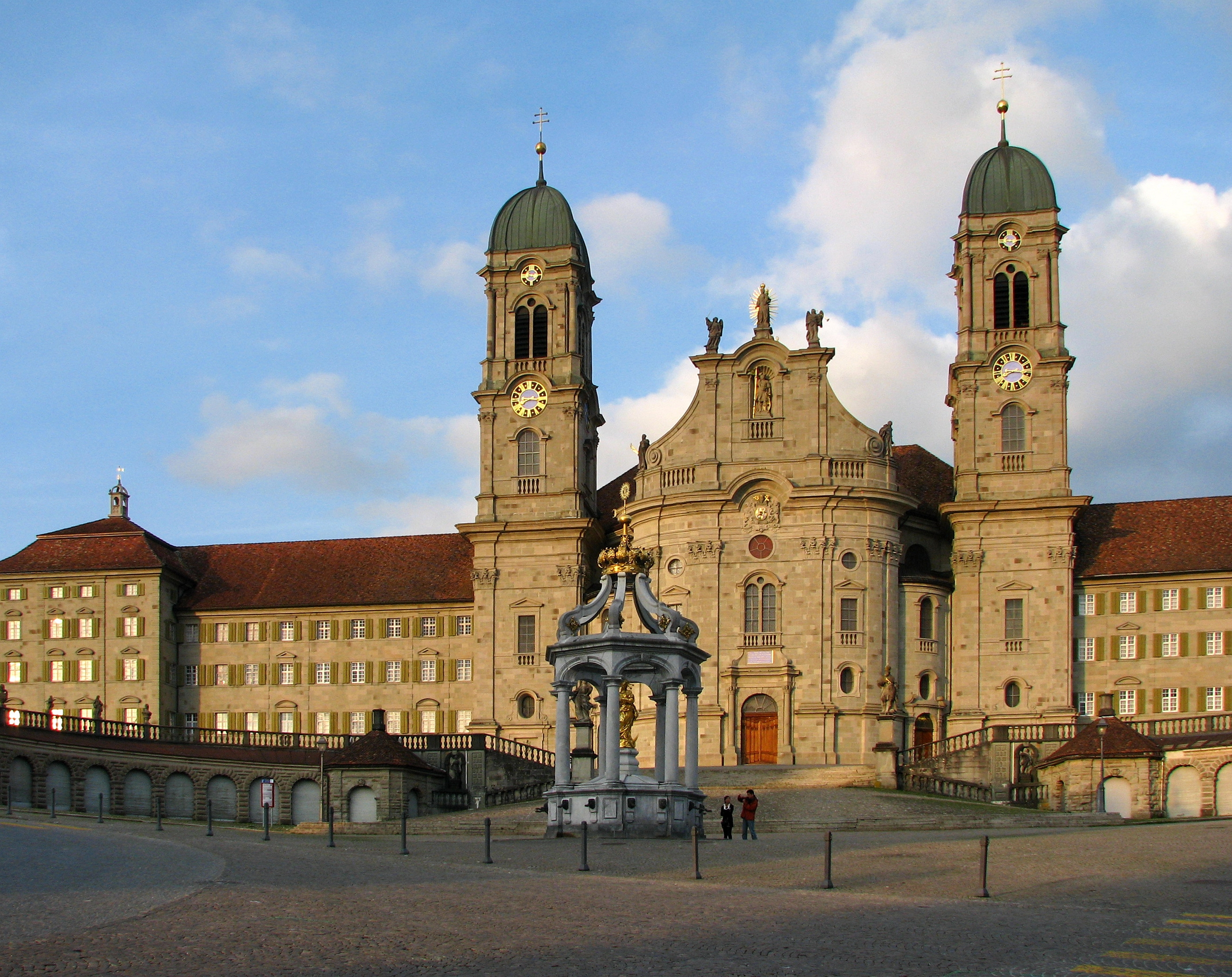
Kloster Einsiedeln

Als Vögte von Einsiedeln spielten die Rapperswiler eine wichtige Rolle im sogenannten Marchenstreit zwischen dem Kloster Einsiedeln und den Bewohnern der Talschaft Schwyz, besonders als dieser nach 1214 eskalierte. Vorübergehende Ruhe kehrte ein, als von Graf Rudolf II. von Habsburg, Vogt von Schwyz, am 11. Juni 1217 den Schwyzern das hintere Sihltal sowie die Täler der Waag, Minster und das obere Alptal zugesprochen wurde. Der ursprüngliche Herrschaftssitz profitierte von der wichtigen Handelsstrasse am linken Ufer des Zürichsees, die Zürich über die Bündner Pässe mit der Lombardei und Venedig verband. Die Erschliessung der Schöllenenschlucht um das Jahr 1200 eröffnete eine direkte Nord-Süd-Handelsroute. Zusammen mit der bedeutenden Pilgerroute (Schwabenweg) nach Einsiedeln und dem weiter schwelenden Marchenstreit dürften die bereits erwähnten Umstände in den Jahren zu Beginn des 13. Jahrhunderts die Errichtung von Burg und Stadt «Neu-Rapperswil» mit beeinflusst haben. Nach der Gründung des neuen Stammsitzes unter Rudolf II. und Rudolf III. wurde für «Alt-Rapperswil» (Altendorf) «Altes Dorf» (Vetus-Villa) gebräuchlich.
Zwischen 1225 und 1232/33 gelang dem Adelshaus mit Rudolf III. als Anhänger der Staufer der Aufstieg in den Grafenstand. Damit wurde ein Teil ihrer Besitzungen aus der Landgrafschaft Zürichgau losgetrennt und bildete nun eine eigene Grafschaft: Rapperswil als Verwaltungszentrum, Jona, Kempraten und Wagen, sowie die March mit dem Wägital und die Höfe Pfäffikon, Wollerau und Bäch, als Lehen vom Kloster Einsiedeln. Die Schirmvogtei sowie die Blutgerichtsbarkeit über die zusammenfassend Höfe genannten Besitzungen oblagen den Rapperswilern von 1250 bis 1342, als das Kloster Einsiedeln die Vogteirechte an Jakob Brun, den Bruder des Zürcher Bürgermeisters Rudolf Brun, verkauften respektive Graf Johann II. verpfändete an ihn die Höfner Vogtei.

### Gründung der Stadt Rapperswil
Erbaut wurde Rapperswil am östlichen Zürichsee, auf einer in den Zürichsee ragenden Halbinsel. Die markante Nagelfluhrippe des langgezogenen Lindenhof genannten Hügels bildete den idealen Platz für eine Burg und anliegende Stadt am Standort der einstigen Fischersiedlung Endingen. Gleichzeitig ist hier die engste Stelle des Zürichsees, ein Nadelöhr des Warenverkehrs zwischen den beiden Seeufern, auf der Wasserstrasse Zürich–Walensee und auf der vermutlich weiter genutzten Römerstrasse sowie eine wichtige Etappe des Pilgerverkehrs auf dem Jakobsweg zum Kloster Einsiedeln.
Die erste urkundliche Erwähnung von Neu-Rapperswil – Rudolf junior (III.) von Rapperswil sowie cives (Bürger) als Gründer des locus Endingen – datiert aus dem Jahr 1229: Mit der Übertragung der Kirche St. Pankratius in Bollingen an das Kloster Rüti wird Rapperswil erstmals namentlich erwähnt, in einer vermutlich auf das Jahr 1229 zurückdatierten Urkunde, in der Rudolf I. von Rapperswil die Kirche dem Kloster Rüti überschrieb. In der in Latein verfassten Schenkungsurkunde an das Kloster Rüti werden erstmals «cives de Rathprehtswiler» (Bürger von Rapperswil) als Zeugen genannt (freie Übersetzung):
«Vogt Rudolf von Rapperswil schenkt wegen Unbotmässigkeit seines nächsten Verwandten die Kirche Bollingen samt Zehnten und Zugehörden dem Kloster Rüti. Damit diese Schenkung von seinen Erben auch in Zukunft nicht angefochten werden kann, wird die vorliegende Urkunde aufgesetzt und mit dem Siegel Rudolfs versehen.»
Unter den Zeugen erscheinen zahlreiche Ritter, beispielsweise Diethelm von Toggenburg, Ulrich von Landenberg sowie die Bürger und Patrizier der Stadt, öffentlich aufgesetzt im Haus des Amtmanns Peter. Mit dieser Urkunde wurde 1229 als «offizielles» Gründungsdatum der Stadt Rapperswil datiert.
Das vermutlich bereits vor der Stadtgründung von ansässigen Fischern, Schiffleuten, Handwerkern und ritterlichen Dienstleuten besiedelte und mit einer Umfassungsmauer befestigte Stadtgebiet vergrösserte sich rasch. Den vermutlich ältesten Kern der Altstadt von Rapperswil bilden die Gebäude an der Hintergasse, der einstigen Burggasse mit den Wohnsitzen der Dienstleute der Grafen von Rapperswil, darunter das Bleulerhaus aus dem 13. Jahrhundert. Sie dürfte bereits mit der ersten Stadtbefestigung in der frühen ersten Hälfte des 13. Jahrhunderts entstanden sein und entwickelte sich zu einer bevorzugten Wohnlage in der Altstadt. In Endingen stehen die ältesten Häuser aus der Zeit nach der Stadtgründung und auch einige der schönsten Gärten der Altstadt: der Klostergarten und das Haus Schlossberg mit den Rebhängen. Das Stadtrecht hat Rapperswil um das Jahr 1250 erhalten. Der ummauerte Siedlungsraum reichte in jener Zeit vom westlich liegenden Einsiedlerhaus nach Osten bis zum heutigen Rathaus, und die nördliche Begrenzung bildete der südliche Burghügel (Herrenberg) mit dem stark befestigten Schloss.

### Stadtbefestigung von Rapperswil

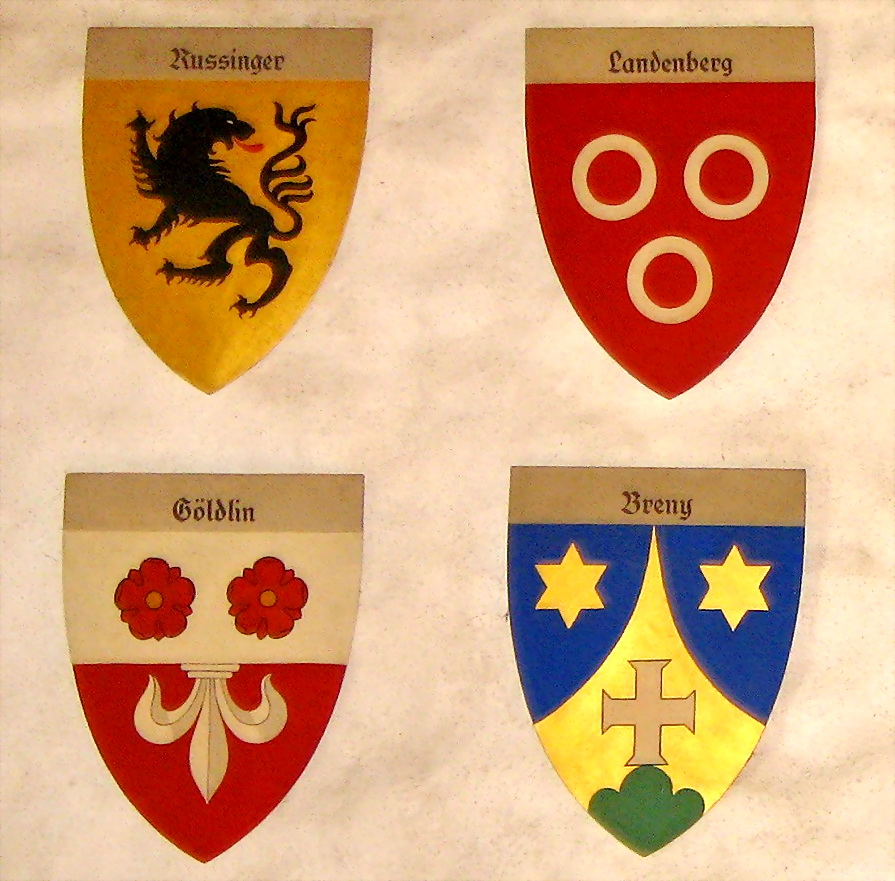
Wappenfolge im Breny-Turm: Herren von Russikon, von Landenberg, Göldlin und Breny

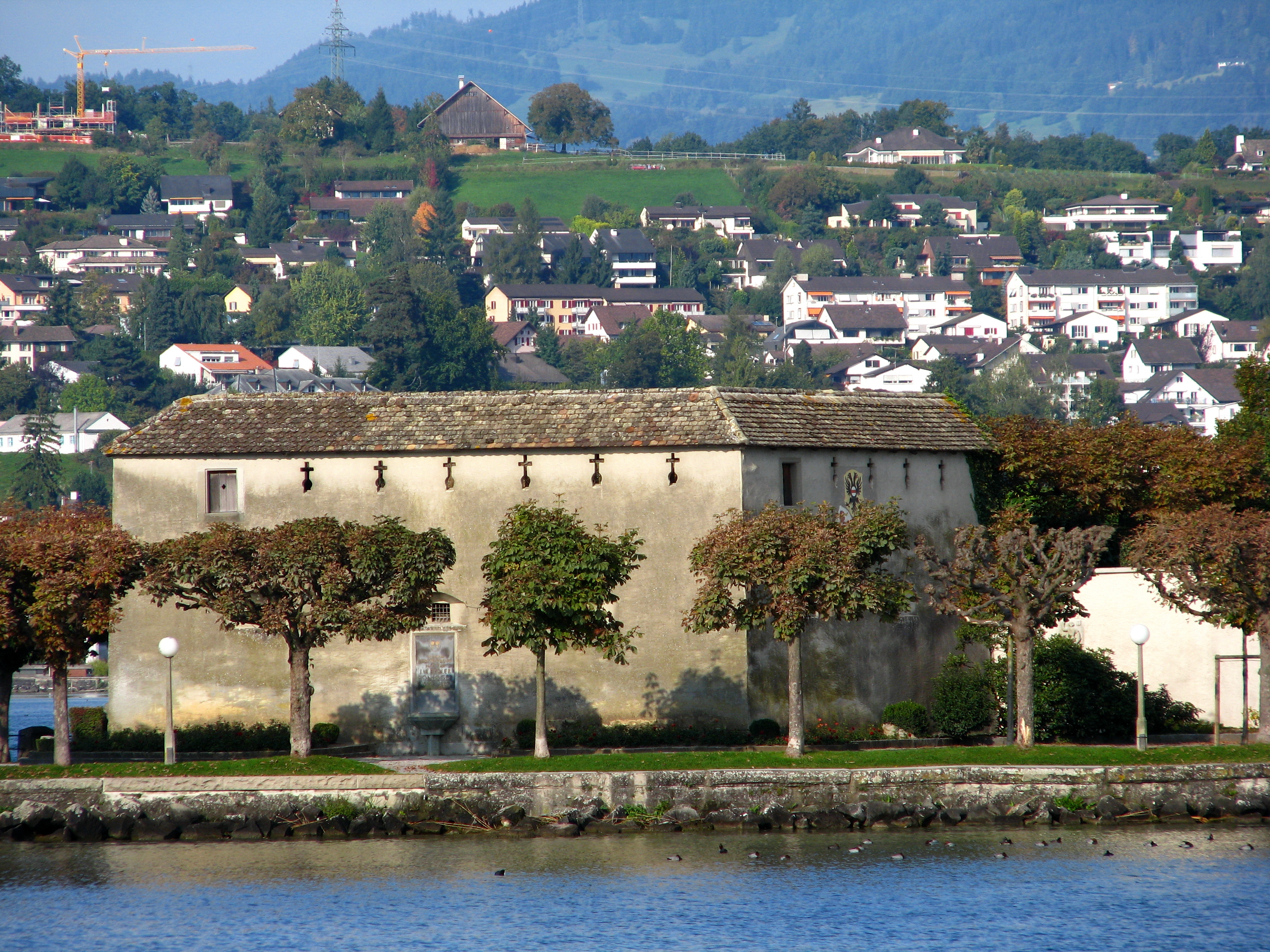
Stadtbefestigung beim Endingerhorn

Graf Rudolf III. von Rapperswil (* 1180/90, Jerusalemfahrt 1217; † 1251) gilt als der eigentliche Gründer und Erbauer des Burgstädtchens. Er beendete die durch Rudolf II. – zusammen mit Lütold IV. von Regensberg Teilnehmer des Fünften Kreuzzugs – begonnene Errichtung des neuen Stammsitzes.
Schloss Rapperswil, auf dem felsigen, weit in den Zürichsee reichenden Sporn des Schlossbergs, ist von drei Seiten von Wasser umgeben und war so während Jahrhunderten bestens geschützt. Weithin mit seinen hohen Türmen sichtbar, dominiert es das Stadtbild der darunter liegenden Altstadt. Das heutige, um das Jahr 1352 wiederaufgebaute Schloss bildet ein fast gleichseitiges Dreieck, wobei jede Ecke mit einem Turm verstärkt ist. Auf der Nordseite zieht sich ein betreuter Hirschpark mit rund einem Dutzend Damhirschen hinunter zum See und erinnert an die Sage der Stadtgründung. Ende des 13. Jahrhunderts erreichte Rapperswil mit Burg, Wehr- und Wohntürmen – Breny-Turm, Bubikerhaus, Haldenturm, Endingerturm und Müseggturm – und der Stadtmauer von Rapperswil die Ausdehnung der heutigen Altstadt mit dem Herrenberg im Nordwesten und den seeseitigen Befestigungen zwischen dem heutigen Fischmarktplatz und dem Einsiedlerhaus.
Die baulichen Strukturen des Breny-Hauses und der mit dem Breny-Turm verbindenden Stadtmauer reichen bis ins späte 13. Jahrhundert zurück, als die Herren von Russikon (Russinger) einen Wohnturm errichteten und ihn als Rapperswiler Dienstleute (Ministeriale) bis ins 15. Jahrhundert bewohnten. In der heutigen Form wurden Turm und Haus um 1492 vom aus dem Tösstal stammenden Ritter Hans von Landenberg anstelle des früheren Sitzes der Russinger erbaut. Die Landenberger amteten bis 1530 als Schultheissen und Räte. Die einstige Burganlage mit dem 28 Meter hohen Wohnturm markierte bis zur östlichen Stadterweiterung und dem Bau des Bollwerkes (Haus zum Alten Sternen) am Engelplatz im 16. Jahrhundert die Nordostecke der früheren Stadtbefestigung und war in die südwärts (seewärts) führende Stadtmauer mit dem «Herrenbergtor» integriert.
Der Festungsabschnitt mit dem angegliederten halbrunden Endingerturms ist der historisch bedeutendste Rest der einstigen Stadtbefestigung im Westen der Stadt. Mit dem Bau des Klosters wurde diese ab 1603 bis zum Endingerhorn, dem westlichen Zipfel der Halbinsel, ausgebaut, und das Einsiedlerhaus befindet sich seither innerhalb der Stadtmauern.

### Kirchen und Klöster

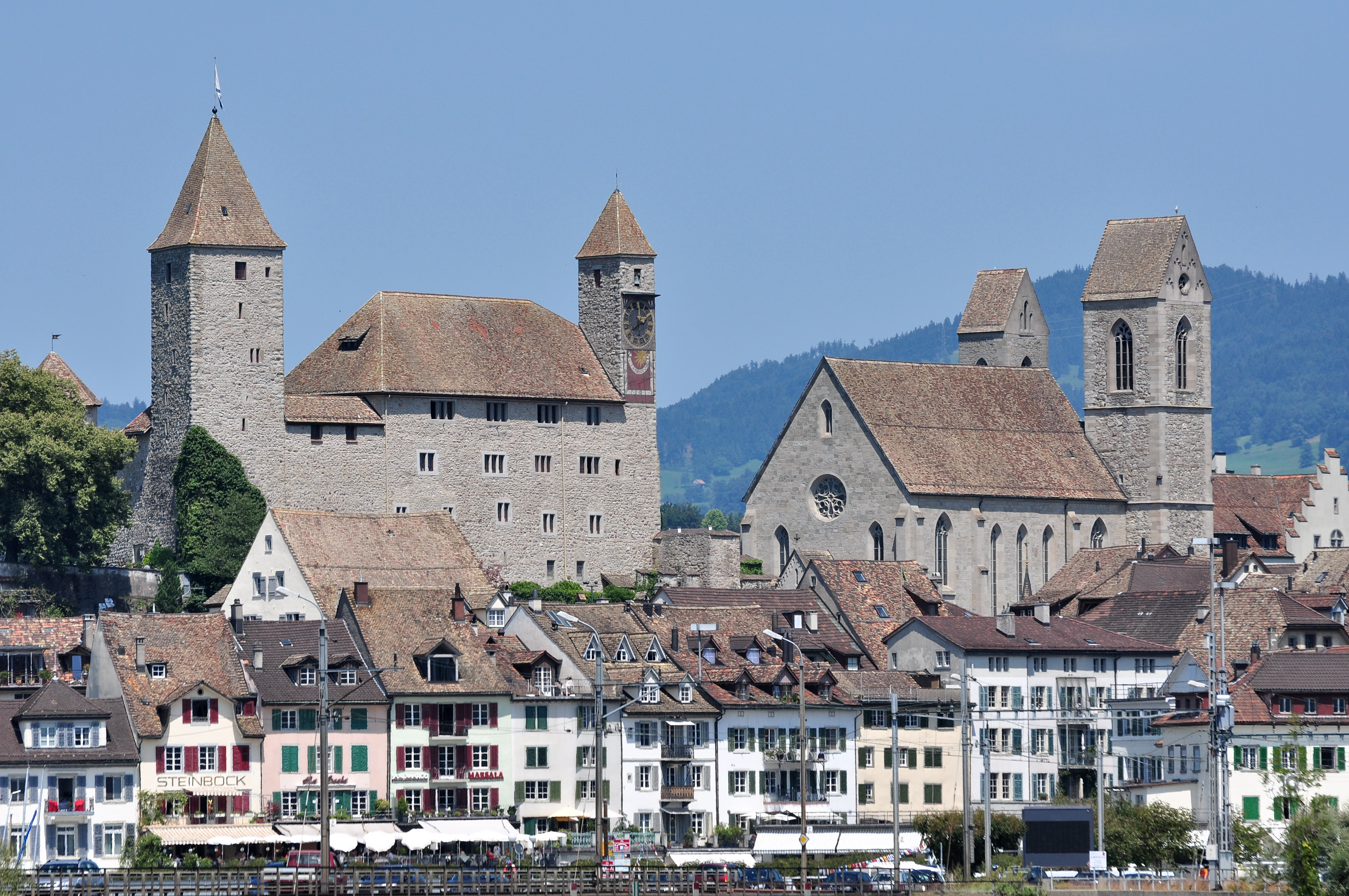
Schloss und Stadtpfarrkirche

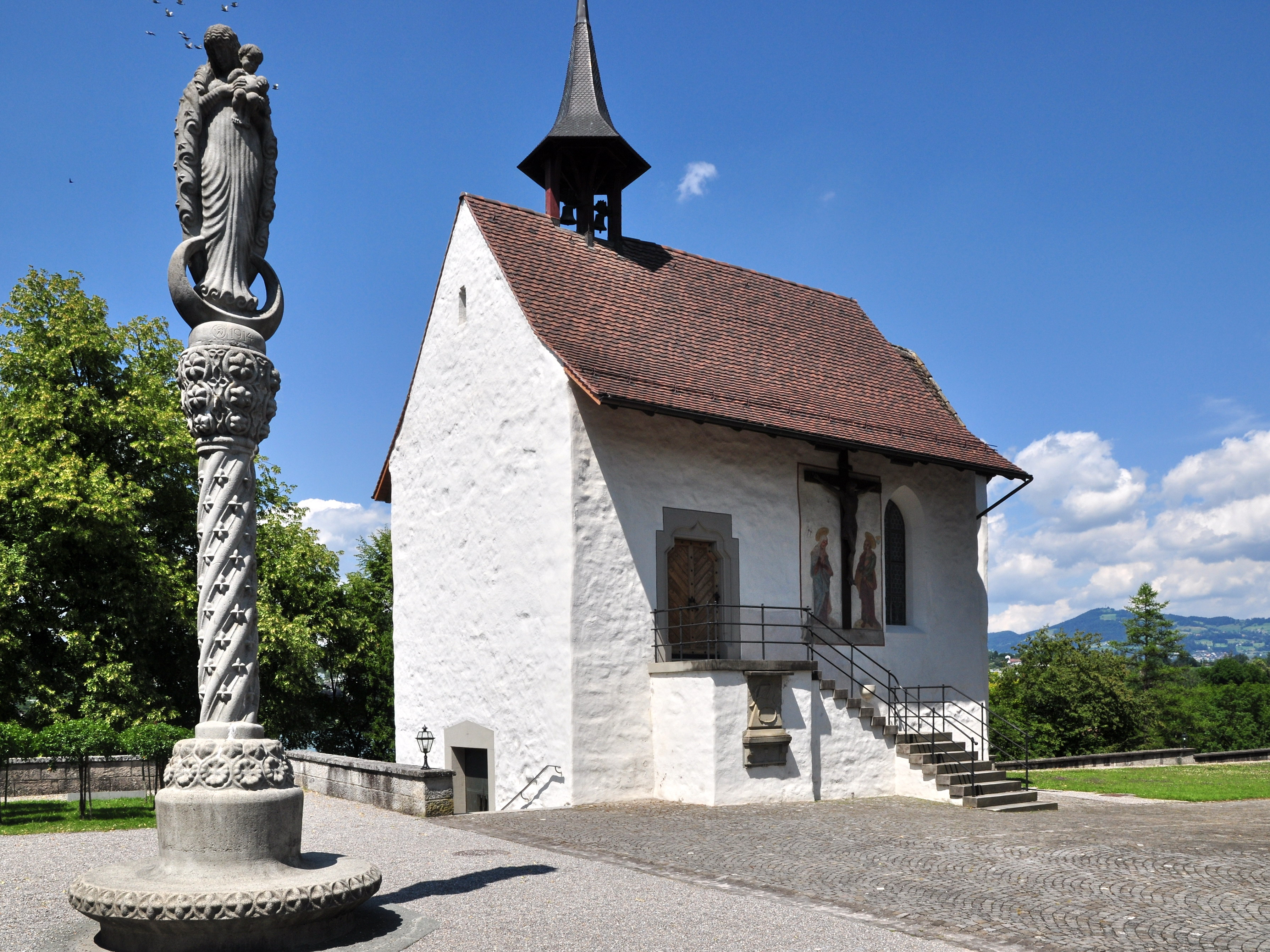
Liebfrauenkapelle

Bereits vor der Stadtgründung vereinigten die Rapperswiler Grundherrschaft sowie die hohe Gerichtsbarkeit, und die Bewohner des bis ins 19. Jahrhundert hinein bäuerlich bleibenden Umlandes – des heutigen Jona mit Busskirch, Wagen, Bollingen, Wurmsbach, Kempraten-Lenggis und Meienberg – gehörten bis 1798 zum Stand der «Hofleute» respektive zum Untertanengebiet. Die Rapperswiler stifteten die Klöster Wettingen (1227) und Wyden (1259). In den Jahren 1227 und 1290 schenkten beziehungsweise verkauften sie dem Kloster Wettingen ihre Güter in Uri, darunter Göschenen.
Das auf Gemeindegebiet liegende Zisterzienserinnenkloster Mariazell-Wurmsbach wurde 1259 von Graf Rudolf IV. gegründet, ebenso ein kleiner Frauenkonvent bei der Kapelle St. Meinrad in Bollingen, anfangs dem Kloster Rüti unterstellt, ab 1267 in das Kloster Wurmsbach integriert. Beteiligt waren die Rapperswiler auch an der Gründung der Johanniterkommende Bubikon – von 1303 bis zur Auflösung der Kommende im Jahr 1789 hatten die Johanniter ihr Amtshaus im sogenannten Bubikerhaus am Herrenberg.
Die erste Kirche, die heutige Stadtpfarrkirche St. Johann, im Schatten der Burg entstand im Auftrag von Rudolf III. zeitgleich mit dem Bau der Stadt und des Schlosses. Für das Grafenhaus war der Bau der Stadtkirche wie erwähnt nur eine einer ganzen Reihe namhafter kirchlicher und klösterlicher Stiftungen und Gründungen: Diese nicht ganz uneigennützige, zu jener Zeit aber standesübliche Wohltätigkeit sicherte den Mitgliedern des Hauses Rapperswil ihr Seelenheil und irdische Güter samt Einkünften. Rechtlich unterstand St. Johann bis 1253 der Pfarrei Busskirch und damit dem Benediktinerkloster Pfäfers. Graf Rudolf IV. bewirkte im Jahr 1253 die Abtrennung von der Pfarrei Busskirch und war Stifter der Pfarrei Rapperswil. Johannes der Täufer ist seit 1253 Schutzpatron der Pfarrei St. Johann, als Stadtheilige darf Kunigunde von Rapperswil betrachtet werden.
Nordwestlich der Pfarrkirche liegt die Liebfrauenkapelle (1489 erbaut), darunter das Beinhaus aus dem Jahr 1253, als Rapperswil selbständige Pfarrei wurde und einen Friedhof erhielt.

### Aussterben der männlichen Linie der Grafen von Rapperswil
Die männliche Linie der Neu-Rapperswiler endete 1283 mit dem Tod des minderjährigen Rudolf V. (* um 1265; † 1283). Nach seinem Tod zog König Rudolf I. von Habsburg die Reichslehen der Rapperswiler an sich. Die an das Kloster St. Gallen zurückfallenden Lehen übergab er an seine Söhne. Rudolf von Habsburg erhielt auf diese Weise die Kastvogtei über Einsiedeln, die Reichsvogtei über das Urserental und damit die Kontrolle über die strategisch wichtigen Bündner Pässe. Das Klosterarchiv Einsiedeln erläutert im Professbuch der Äbte diesen schwerwiegenden Wandel im Kräftegleichgewicht des Zürichgaus näher:
«… Auch das Grafengeschlecht von Rapperswil drohte auszusterben. Abt Anselm stand zum damaligen Grafen Rudolf [IV.]in gutem Verhältnis; denn er erscheint mehrfach als Zeuge in Urkunden des Grafen, so bei der Lostrennung der Kirche von Rapperswil [Graf Rudolf III.] von jener in Wurmsbach, bei der Stiftung des Klosters Wurmsbach und anlässlich einer Stiftung an dieses Kloster. Da er keinen männlichen Erben hatte, wollte der Graf, dass die Vogtei, die er über die Stiftsbesitzungen ausserhalb des Etzels zu Lehen trug, seiner Gemahlin Mechtild [von Neifen] zunächst als Leibgeding, dann aber seiner Tochter Elisabeth zufallen sollte. Abt Anselm gestand dies am 10. Januar 1261 zu. Da aber Rudolf [IV.] nach seinem Tode, den 27. Juli 1262, noch ein Sohn geboren ward, wurde der Vertrag hinfällig …»«… Nach einem Berichte des Abtes Johannes I. übertrug [Peter I. von Schwanden] aber dem nachgeborenen Sohn [Rudolf V.] des Grafen Rudolf [IV.] von Rapperswil die Vogteien, die sonst seiner Schwester Elisabeth zugefallen wären …» «… Von grosser Bedeutung für die weitere Geschichte des Stiftes war, dass unter diesem Abte [Heinrich II. von Güttingen] die Vogtei über das Gotteshaus an die Habsburger überging. Der oben erwähnte junge Graf von Rapperswil starb bereits den 15. Januar 1283. Da seine Schwester resp. deren Gemahl, Ludwig von Homberg, nicht um die Lehen einkam, übertrug sie der Abt seinem eigenen Bruder, Rudolf von Güttingen. Damit war aber König Rudolf nicht einverstanden, denn die Erwerbung dieser Vogtei passte vorzüglich zu seinen Plänen, mit denen er sich gegenüber den Waldstätten trug. Er liess darum die Lehen, die an und für sich nur in männlicher Linie sich vererben konnten, durch Wetzel den Schultheissen von Winterthur, zu Händen des Königs einziehen. Rudolf von Güttingen wurde mit einer Geldsumme abgefunden. Nun wollte aber der Hornberger sich die Lehen nicht entgehen lassen. Es erhob sich deshalb zwischen ihm und dem König ein grosser Zwist, unter dem auch das Stift zu leiden hatte, das durch den Schultheissen von Winterthur, Dietrich, sogar überfallen wurde. Dieser zog sich deshalb die Exkommunikation zu, deren Ausführung durch Abt Heinrich 1288 im Auftrage des Bischofs Rudolf von Konstanz und des Königs selbst dem Pfarrvikar auf der Ufnau übertragen wurde. Als Graf Ludwig von Homberg aber den 27. April 1289 gestorben war, übertrug der König seiner Witwe Elisabeth auf deren Bitten die Höfe Stäfa, Erlenbach, Pfäffikon und Wollerau, dazu noch die Pfäfers gehörenden Höfe zu Männedorf und Tuggen. Die übrigen Höfe und die Vogtei blieben aber bei den Herzögen von Österreich … Überhaupt hatte Abt Heinrich viele Sorgen um das ihm anvertraute Gut. Die Gräfin Elisabeth von Homberg-Rapperswil erhob Ansprüche auf die Höfe in Brütten und Finstersee, verzichtete aber den 20. November 1293 auf ihre Ansprüche …»

### Gräfin Elisabeth als Landesherrin der Grafschaft Rapperswil

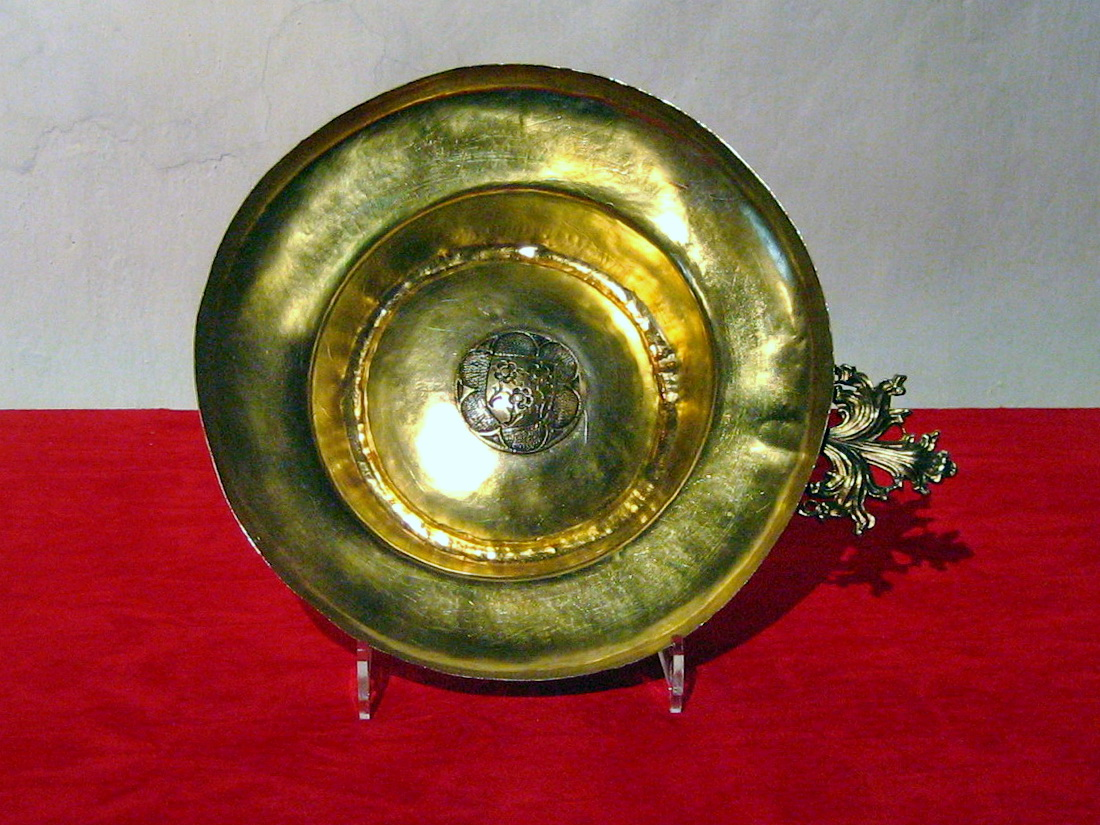
Trinkschale (nach 1300) von Gräfin Elisabeth im Stadtmuseum

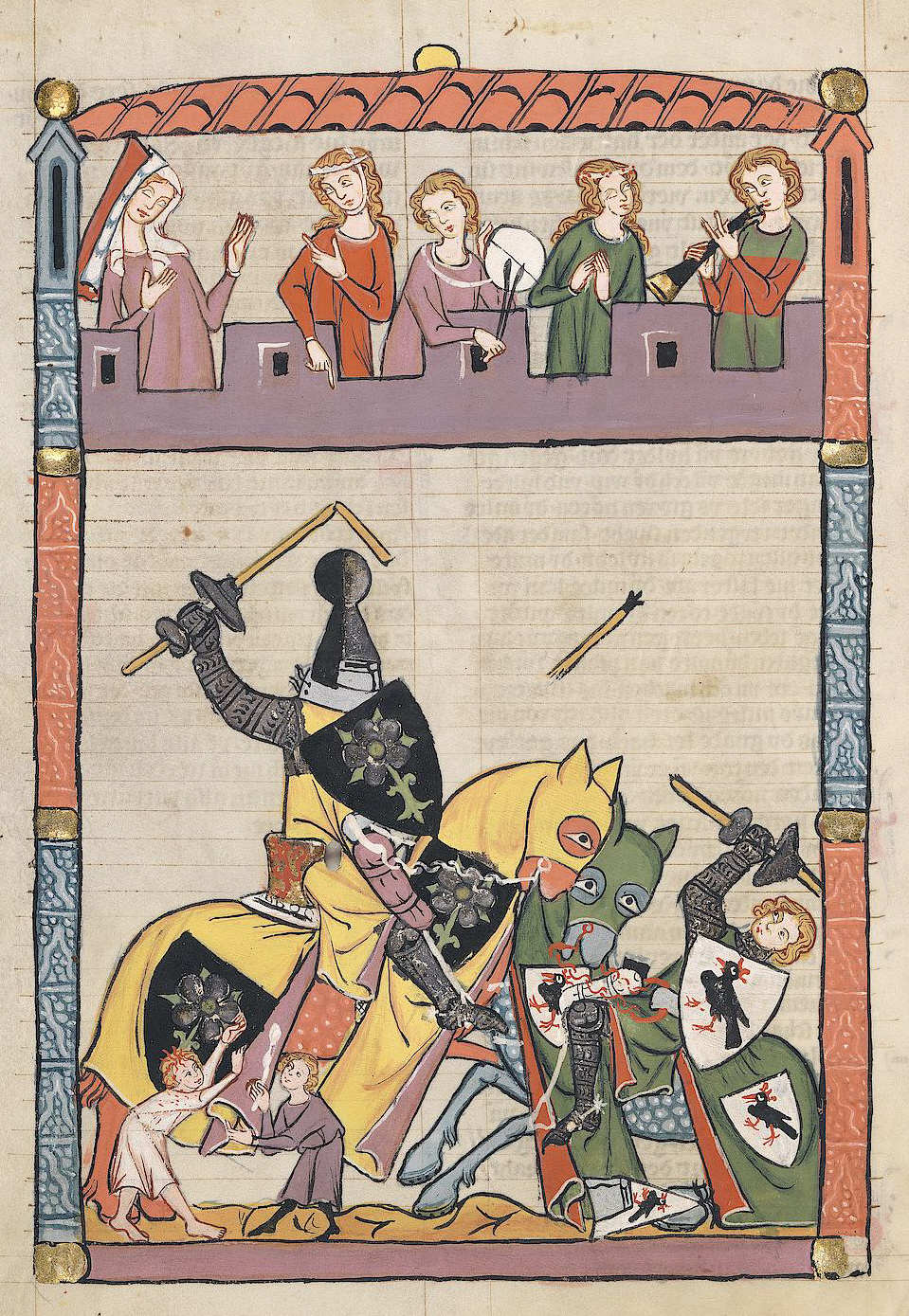
Albrecht von Rapperswil, Abbildung eines Ritterkampfes. Codex Manesse, (folio 192v)

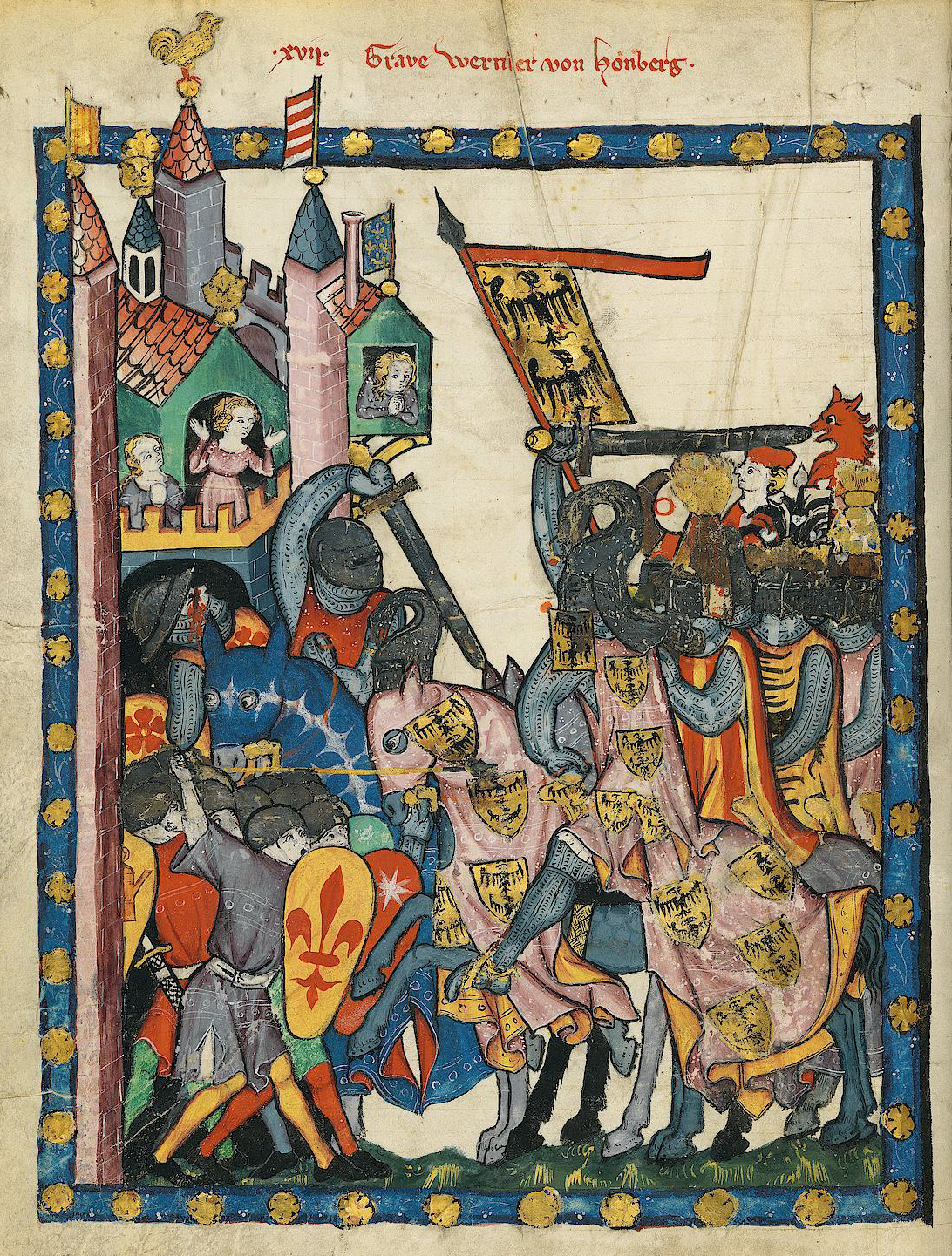
Graf Wernher von Homberg, Abbildung eines Ritterkampfes. Codex Manesse, folio 43v

Elisabeth von Rapperswil scheint die Geschicke der Grafschaft Rapperswil massgeblich mitbeeinflusst, wenn nicht sogar in den Jahren 1289 bis 1309 weitgehend alleine gelenkt zu haben, ging im Jahr 1291 zudem ein Bündnis mit der Stadt Zürich gegen Habsburg-Österreich ein, um die Rechte der Rapperswiler zu wahren. Sie ist wiederholt in Urkunden und historischen Schriften erwähnt, beispielsweise nochmals im Klosterarchiv Einsiedeln, zur Übergabe der Vogteirechte über Pfäffikon und das Kloster Einsiedeln: «… Die Vogtei über Pfäffikon usw. gab Abt Johannes 1296 der Gräfin Elisabeth von Rapperswil, die sich in zweiter Ehe mit Rudolf III. von Habsburg-Laufenburg vermählt hatte. Doch erhielt ihr Sohn aus erster Ehe, Werner von Homberg, einen Teil davon; diesem verpfändete Habsburg-Österreich 1319 auch die Vogtei über Einsiedeln; später gingen alle Lehen vertragsgemäss an Habsburg-Laufenburg über …» Elisabeth von Rapperswil (* um 1251 oder 1261; † 1309 vermutlich in Rapperswil), Schwester Rudolfs IV., war mit Graf Ludwig von Homberg († 1289) und später mit Graf Rudolf von Habsburg-Laufenburg († 1315) verheiratet. Wie schon ihre Mutter und ihr Vater zählte sie zu den Gönnerinnen des Stadtzürcher Klosters Oetenbach: Cäcilia von Homberg (* vermutlich vor 1300; † nach 1320), Tochter von Elisabeth, und Priorin der Abtei, förderte ab 1317 deren weiteren Ausbau, und ihr Bruder Wernher stiftete um 1320 den Dominikanerinnen die Liebfrauenkapelle. 1290 verkaufte Elisabeth den Rest des Besitzes in Uri und verpfändete um 1300 die Herrschaft Greifensee. 1291 ging sie ein Bündnis mit der Stadt Zürich ein, das sich vermutlich gegen die Hauptlinie des Hauses Habsburg richtete. Um 1303 teilte sie die Grafschaft, so dass der Besitz auf dem linken Ufer des Zürichsees den Nachkommen Ludwig von Hombergs zufiel, während der Besitz auf dem rechten Ufer dem Geschlecht der Habsburg-Laufenburg verblieb. Nach dem Tod ihrer Gatten waren dies ihr Sohn Johann I. (* vor 1295/96; † 1337), dann ihr Enkel Johann II. (* um 1330; † 1380) von Habsburg-Laufenburg. Nach dem Aussterben der Homberger fiel ihr Teil 1330 ebenfalls an Habsburg-Laufenburg, allerdings als Lehen des Stammhauses Habsburg.
Über das höfische Leben in Rapperswil ist nur wenig bekannt, das Grafenhaus scheint aber grossen Wert auf die Minne gelegt zu haben: Albrecht von Rapperswil ist ein im Codex Manesse erwähnter Minnesänger, ebenso Graf Werner von Homberg, Elisabeths Sohn aus erster Ehe, der ab 1309 Reichsgraf, Reichsvogt der Waldstätte und Reichs-Feldhauptmann von Kaiser Heinrichs VII. in der Lombardei war. Von Elisabeths Enkel Johann II. ist das Minnelied «Blümli blawe» überliefert, das Goethe zur Ballade «Das Blümlein Wunderschön: Lied des gefangenen Grafen» inspiriert hat.

## Fehde der Stadt Zürich mit Graf Johann I. und II. (1336–1350)

### Vertreibung des bisherigen Rats von Zürich durch Rudolf Brun
Die Verbannung der sogenannten Notabeln, den von den Händlern gestellten Mitgliedern des Rats der Stadt Zürich, und einigen Constafflern des bis Juni 1336 herrschenden Rats führte zu einer mehrjährigen Fehde mit der Stadt Zürich. Juni/Juli 1335 wurden mindestens zwölf Räte, von denen die grosse Mehrheit aus dem Kaufmannspatriziat stammte, nach der Zunftrevolution mit ihren Familien aus der Stadt Zürich verbannt. Die Mehrzahl der Verbannten flüchtete nach Rapperswil zu Graf Johann I. von Habsburg-Laufenburg, dem Sohn von Gräfin Elisabeth, die bereits 1291 ein Bündnis mit dem Rat der Stadt Zürich eingegangen war. Johann I. erhoffte sich wahrscheinlich eine Tilgung seiner Schulden bei einzelnen der Vertriebenen, falls diese wieder ihre alten Ämter zurückerlangen sollten. Unter dem Schutz von Graf Johann I. bildeten die Exilierten eine Gegenregierung des «äusseren Zürich», mit dem Ziel das Brunsche Regime zu destabilisieren. Bürgermeister Brun konnte sich die Unterstützung der Grafen von Toggenburg sichern, da Graf Kraft III. bestrebt war, zwischen der Eidgenossenschaft und Habsburg eine profitable Mittelstellung einzunehmen, und zudem mit Graf Johann I. wegen der Burg Grynau verfeindet war, die einen strategisch wichtigen Übergang über die Linth zwischen Zürich- und Walensee sicherte. Unter der Führung von Graf Kraft III. besiegten die Zürcher am 21. September 1337 in der Schlacht bei Grynau das Heer von Graf Johann I., der dabei umkam. Dies provozierte wiederum das Eingreifen des mit Johann I. verwandten Herzogs Albrecht II. von Österreich. Er zwang Brun, auf alle Eroberungen zu verzichten und den Verbannten ihr Vermögen auszuhändigen, was die Stadt Zürich ablehnte. Nach der Intervention von Albrecht II. herrschte für einige Jahre relativer Frieden. Währenddessen versuchte Brun sich mit Landfriedens- und Hilfsbündnissen mit benachbarten Städten und Adelsgeschlechtern abzusichern, und schliesslich trat Zürich 1349 dem Schwäbischen Städtebund bei.
Auch dem mündig gewordenen Graf Johann II., der beim Tod seines Vaters noch minderjährig war, soll von den verbannten Räten ebenfalls die Tilgung aller Schulden und die Einlösung der an die Stadt Zürich verpfändeten Höfe Wollerau und Pfäffikon angeboten worden sein, wie die Zürcher Geschichtsschreibung überliefert. Johann II. führte die Fehde vermutlich in der zweiten Hälfte der 1340er-Jahre weiter und wurde wie sein Vater zum Führer der Koalition gegen Bürgermeister Brun. Das Klosterarchiv Einsiedeln geht auf diese Ereignisse ausführlicher als andere zeitgenössische Quellen ein: «… Schlimmer waren die Vorgänge, die sich in Pfäffikon abspielten, wo Graf Johannes II. von Rapperswil in der Zeit zwischen dem 31. Juli 1347 und dem 26. Juni 1348 vereint mit den Bürgern von Rapperswil die Feste Pfäffikon überfiel, sie vollständig ausraubte und den Abt, der sich gerade dort aufhielt, mit sich gefangen fortführte. Die Ereignisse hängen jedenfalls zusammen mit den politischen Umwälzungen, die sich damals in Zürich abspielten … Abt Konrad, mit Brun jedenfalls gut bekannt – einer seiner Söhne hatte die Stiftspfarrei Rued (Kanton Aargau) inne – anerkannte mit anderen Herren die getroffenen Änderungen. Darum wohl lud der Abt den Hass des Rapperswiler auf sich. Graf Johann I. fiel am 21. September 1337 bei Grynau, sein Sohn Johannes II. aber führte die Fehde weiter und überfiel, wie gesagt, Pfäffikon, wobei ihm sogar der Abt in die Hände fiel. Wie lange Abt Konrad gefangen sass, ist nicht zu ermitteln; sicher war er am 26. Juni 1348 wieder frei und Pfäffikon wieder in seinen Händen, denn unter diesem Datum kam durch Vermittlung einiger Herren eine Aussöhnung zwischen dem Abt und dem Rapperswiler zustande. Der Schaden musste ersetzt werden, wofür Abt Johannes die Wege zur Aufhebung des Bannes ebnete, der offenbar verhängt worden war. Graf Johann II. und seine Brüder versprachen dafür, das Gotteshaus, seine Leute und Güter in ihren besonderen Schutz nehmen zu wollen.»

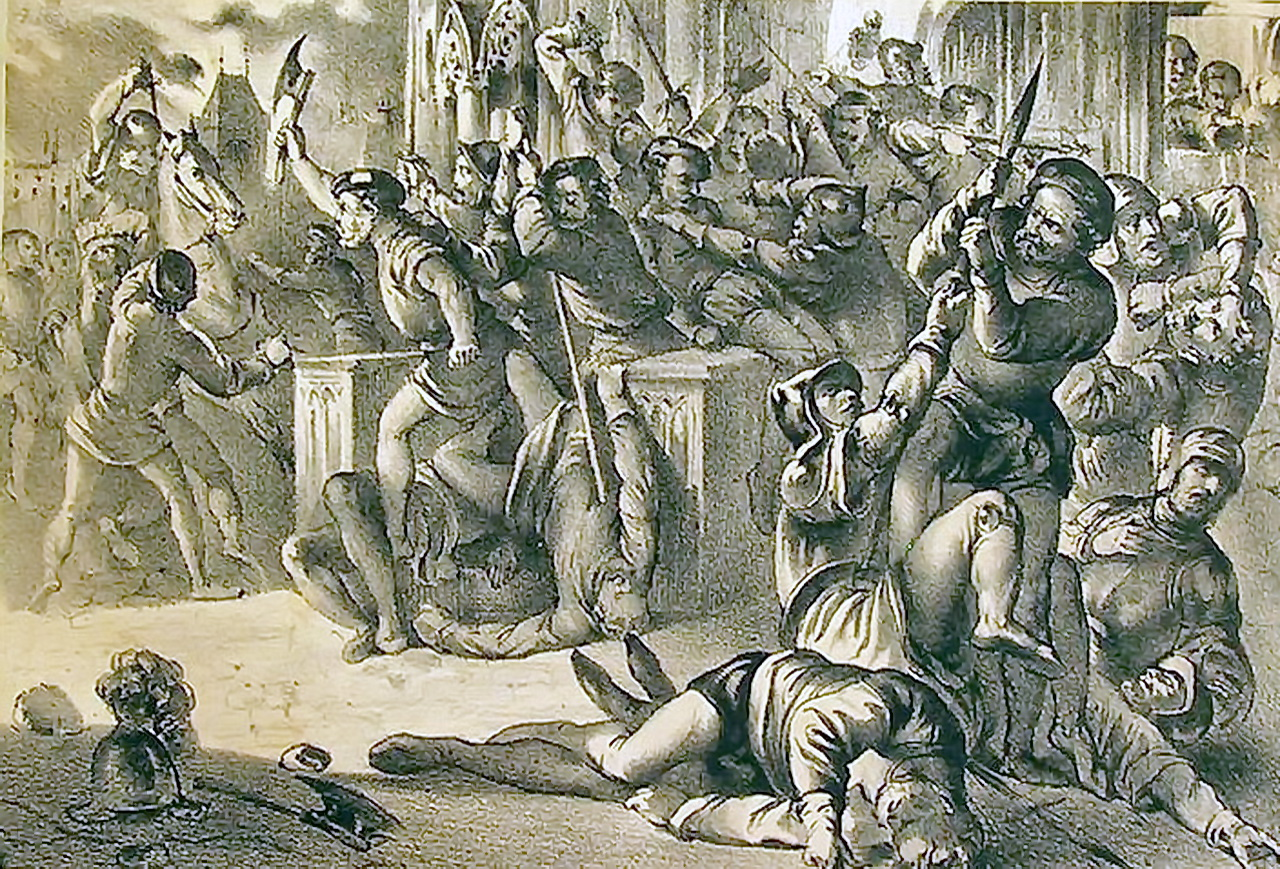
Mordnacht von Zürich, Lithographie von Anton Ziegler, 1848

In der Nacht vom 23. auf den 24. Februar 1350 versuchten die 1336 nach der Brunschen Zunftrevolution aus der Stadt vertriebenen Adligen nachtes bi slafender diet Zürich wieder unter ihre Kontrolle zu bringen, oder wie eine andere Quelle berichtet: «… Ein Gegenputsch der äusseren Opposition im Jahr 1350 wurde blutig unterdrückt (sog. Zürcher Mordnacht)». Zeitgenössische Abbildungen und Überlieferungen lassen darauf schliessen, dass beide Seiten äusserst erbittert gekämpft haben und der Strassenkampf mit dem Sieg der Anhänger von Bürgermeister Brun endete: Insgesamt waren 28 Tote zu beklagen, unter ihnen 15 «Äussere». Von den zahlreichen Gefangenen liess Brun 18 rädern und 17 köpfen – Graf Johann II. von Rapperswil-Laufenburg blieb rund zwei Jahre im Stadtzürcher Wellenberg eingekerkert.
Interessant für die Stadtgeschichte sind Passagen aus der Chronik der mit Zürich verbündeten Stadt Zug, welche die Ereignisse aus ihrer Perspektive zusammenfasst: «Die aus der Stadt vertriebenen Ratsherren – nicht alle erlitten dieses Schicksal – flohen nach Rapperswil. Sie fanden im dortigen Stadtherrn, Graf Johannes von Habsburg-Laufenburg, einen Verbündeten, mit dem sie 1350 in der später so genannten Mordnacht von Zürich ihrerseits einen gewaltsamen und blutig endenden, aber erfolglosen Umsturzversuch unternahmen. Dieser Friedbruch wurde aus zürcherischer Sicht als Fehdeanlass angesehen und mit der Eroberung Rapperswils sowie der Gefangennahme des für die Bluttat verantwortlich gemachten Johannes von Habsburg-Laufenburg [Graf Johann II.] vergolten. Da dieser sich weigerte, auf ein entsprechendes Friedensangebot Zürichs einzugehen, konnte die Fehde nicht beendet werden …» Der damalige Kaiser Ludwig der Bayer hatte nach dem Umsturz für Brun und sein Regime Partei ergriffen. Anders als der Franziskaner- und der Augustinerorden bekannten sich die Zürcher Prediger (Dominikaner) zum Papst und mussten deshalb die Stadt für mehrere Jahre verlassen. Sein Exil führte den Konvent zuerst nach Winterthur, Kaiserstuhl und später wie die verbannten Zürcher Ratsherren nach Rapperswil. Die Rückkehr der Prediger nach Zürich dürfte mit dem Höhepunkt der Krise 1349/50, nicht unwahrscheinlich wäre mit der Zerstörung von Rapperswil, zusammengefallen sein.

### Zerstörung von Rapperswil

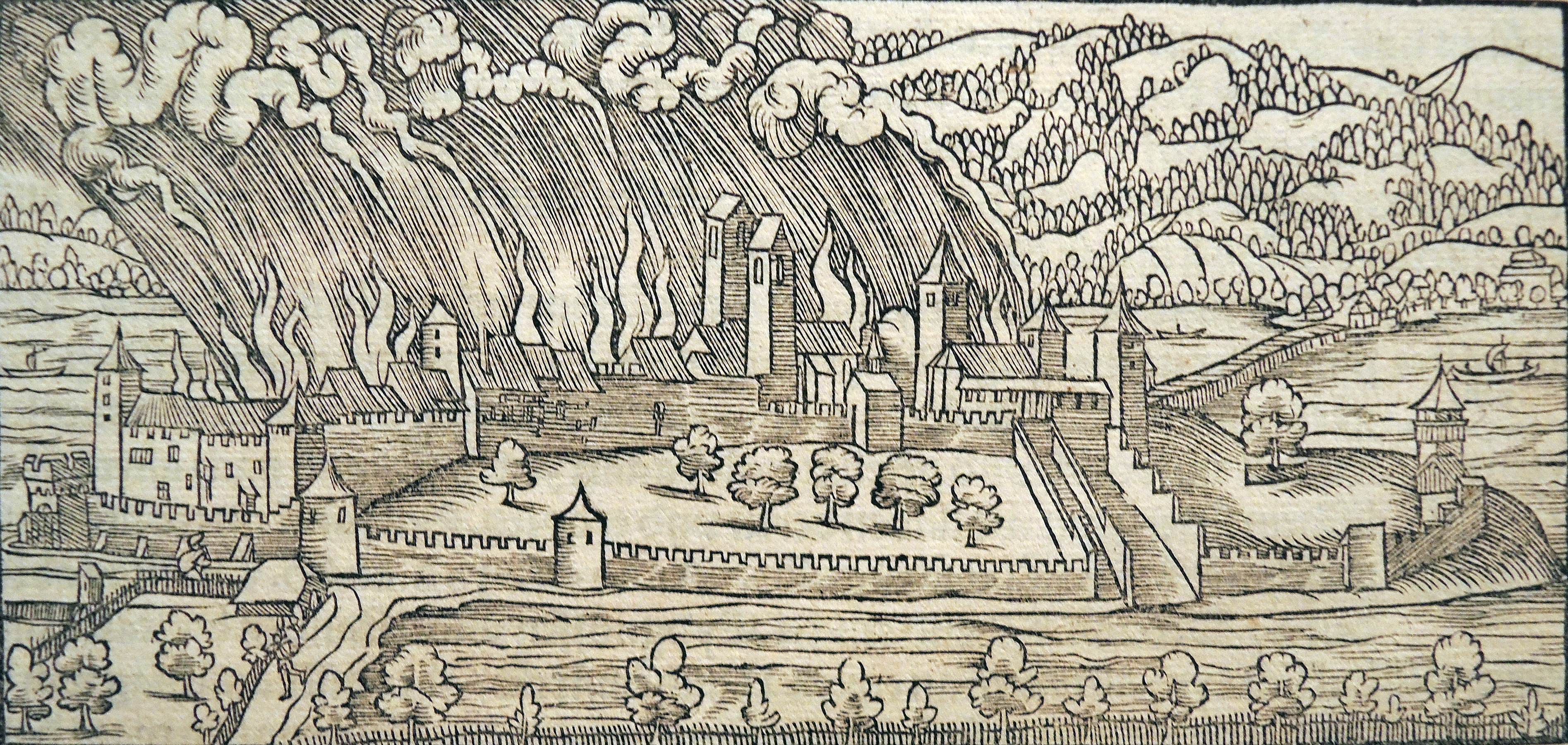
Brandschatzung von Rapperswil an S. Matthis abend 1350. Holzschnitt aus der Chronik von Johannes Stumpf, 1547/48.

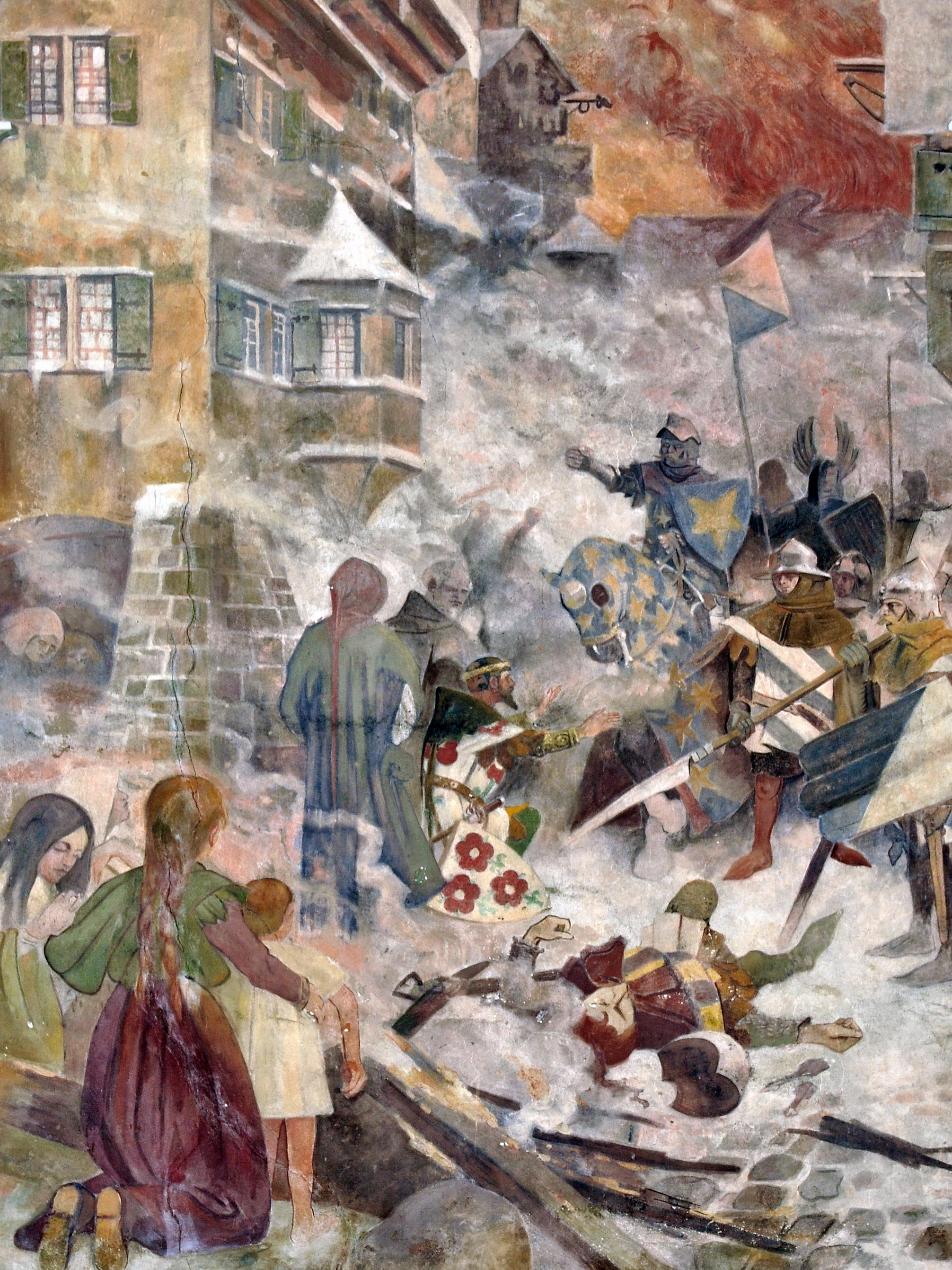
Wandgemälde am Curti-Haus

Eine der grössten Katastrophen in der Stadtgeschichte sollte die Zukunft der Grafschaft und der Schweiz nachhaltig verändern, die Zerstörung von Rapperswil: Rudolf Brun und seine Truppen zogen vermutlich bereits am 24. Februar 1350 – «S. Matthis» – vor Rapperswil, das sich aus Sorge um den in Zürich gefangen gehaltenen Grafen Johann II. ergab und von den Zürcher Truppen vermutlich noch am gleichen Abend gebrandschatzt wurde.
Die Zürcher Geschichtsschreibung überliefert, dass die Brüder des Grafen auf ein Eingreifen der habsburgischen Verwandten gehofft und einen Friedensschluss «sabotiert» haben sollen. Brun zerstörte mit dieser Begründung die Burg «Alt-Rapperswil» (Altendorf) und schleifte die Stadtmauern und das Schloss, so dass Rapperswil nicht mehr verteidigt werden konnte. Stadtzürcher Truppen besetzten des Weiteren die untere March und erlangten damit die Kontrolle über die Bündner Pässe.
Die reich illustrierte topografische und historische Chronik der Alten Eidgenossenschaft von Johannes Stumpf erläutert die Zerstörung von Rapperswil wie folgt: «…[an]no dom[ini] 1350, an S. Matthis abend. Aber sein volck ward abgetriben / und Graaff Hans selber gefangen / zů Zürych lange zeyt in gfencknuß enthalten / darvon hernach mer gesagt wirt. Darzwüschend ward statt und schlossz Rapperswyl von den Zürychern erobert und besetzt. Als aber die anderen Graven von Habspurg keinen friden mit Zürych annemmen woltend / und die Zürycher ires zůsatzes…»Beschreibung fol.140 aus Bd. II der Schweizer Chronik 1548. Der dazugehörende Holzschnitt illustriert die Brandschatzung im Jahre 1350 und ist gleichzeitig eine der frühesten akkuraten Abbildungen der Stadt. Die Silhouette Rapperswils wird bereits in ihrer ersten Nordansicht exakt wiedergegeben: Vom Halsturm zieht sich die Häuserfront nach Westen bis zu Kirche und Schloss. Der Wachturm am Westende (Endingerhorn) des Burghügels ist in die zinnenbekrönte Ringmauer der Stadtbefestigung eingefügt. Der Holzschnitt wurde wahrscheinlich von Rudolf Wyssenbach nach einer Zeichnung von Hans Asper angefertigt. Von dieser Abbildung sind zahlreiche andere Veduten abhängig, die in Anlehnung daran oder als direkte Kopien angefertigt wurden. Direkt an den westlichen Wachturm angefügt, ist das Einsiedlerhaus zu erkennen, das vermutlich vor dem Jahr 981 erbaute, älteste erhaltene Gebäude auf Stadtgebiet.
Das auch heute noch praktizierte Eis-zwei-Geissebei am Fasnachtsdienstag soll auf die Belagerung und Zerstörung der Stadt durch zurückgehen. Damals hätten mitleidige Stadtbewohner den hungrigen Kindern Nahrungsmittel aus den Fenstern ihrer Häuser gereicht, woran der heutige Brauch erinnert: Nach dem traditionellen «Herrenessen» im Rathaus mit Ehrengästen und Kabarettprogramm versammeln sich auf dem Hauptplatz Hunderte von Kindern. Genau um 15.15 Uhr öffnen sich die Fenster des Ratssaals, und eine Fanfare ertönt. Auf die Frage: «Sind alli mini Buebe doo?», ertönt die vielstimmige Antwort: «Joo! Eis – zwei – Geissebei!» und schon fliegen Würste, Brötchen und Biberli aus den Saalfenstern hinunter zu den Kindern auf dem Platz.

## Rapperswil unter Habsburg-Österreich (1352–1458)

### Eckpfeiler gegen die expandierende Eidgenossenschaft

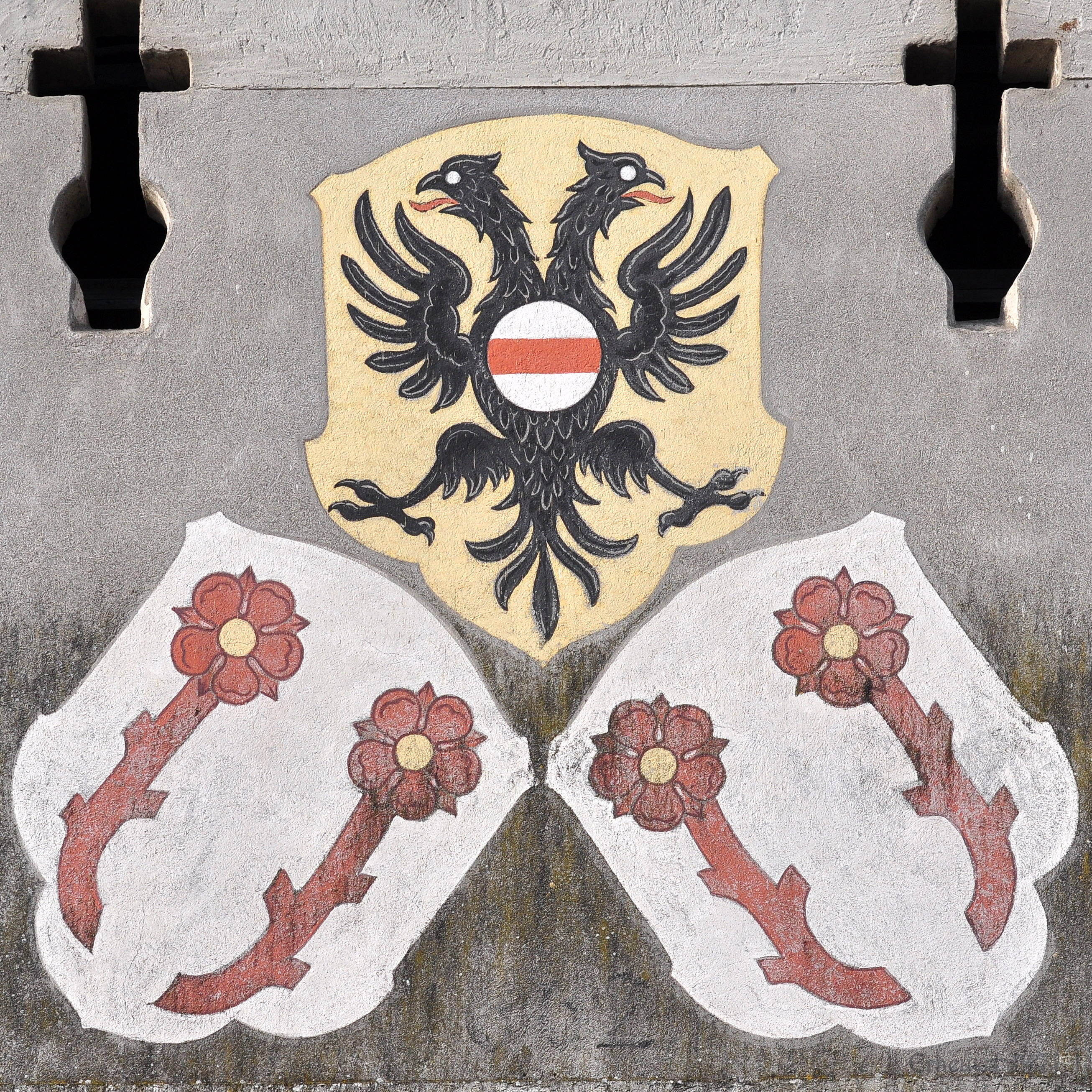
Wappenschilde von Rapperswil und Habsburg, Stadtbefestigung Endingerhorn

Eine direkte Folge der Zerstörung von Rapperswil war der Beitritt der Stadt Zürich zur entstehenden Eidgenossenschaft am 1. Mai 1351. Trotz eines Schiedsspruchs der Königsgemahlin Agnes von Ungarn eskalierte der Konflikt erneut, nachdem im August 1351 Herzog Albrecht II. von Habsburg die Wiederherstellung der zerstörten Festungen forderte, da beide habsburgische Lehen waren. Als Albrecht im September 1351 eine Belagerung der Stadt Zürich begann, willigte Brun in ein Schiedsverfahren ein, das zugunsten Habsburgs ausfiel, aber von den Waldstätten nicht akzeptiert wurde. Auf Vermittlung der Markgrafen von Brandenburg kam der «Brandenburger Frieden» zwischen Zürich, den Habsburgern und Rapperswil zustande: Graf Johann II. wurde freigelassen, Zürich sollte alle habsburgischen und rapperswilerischen Gebiete räumen und Rapperswil inskünftig keine Ausburger aufnehmen. 1353 setzten die Waldstätte die Kämpfe fort, und erst als Kaiser Karl IV. mit einem Heer vor Zürich aufmarschierte, willigte Brun in den «Regensburger Frieden» von 1355 ein. Aus den Wirren um die Brunsche Zunftverfassung ging faktisch das Haus Habsburg als Sieger hervor: Seine Vormachtstellung in der Nordschweiz wurde klar bestätigt, und Rapperswil ging in den Besitz Habsburgs über.
Graf Johanns II. Brüder, Rudolf (IV.) und Gottfried II., schlossen am 1. September 1352 einen Friedensvertrag mit Zürich. Rapperswil konnte die hohen Kosten für den Wiederaufbau der zerstörten Stadt und der Festungen nicht aufbringen, und so verkaufte Johann II. um das Jahr 1354 die Güter am oberen Zürichsee mit Stadt und Schloss an Herzog Albrecht von Österreich. Fortan hatten österreichische Vögte ihren Amtssitz im Schloss. 1358 verkaufte Johann II. auch noch den linksufrigen Besitz und die Einsiedler Lehen an Albrecht. Während seiner Gefangenschaft im Wellenberg in Zürich dichtete Graf Johann II. ein Minnelied, das Goethe zur Ballade «Das Blümlein Wunderschön: Lied des gefangenen Grafen» inspiriert hat, was die letzte Erwähnung der Grafen von Rapperswil in der Stadtgeschichte bleibt.
Herzog Albrecht II. von Habsburg-Österreich liess als neuer Besitzer Schloss und Stadt vermutlich bereits ab 1352 zu einem Stützpunkt gegen die expandierende Eidgenossenschaft ausbauen. Bis 1458 galten Burg und Stadt als Eckpfeiler von Habsburg-Österreich gegen die territorial expandierende Eidgenossenschaft.

### Bau der Holzbrücke zwischen Rapperswil und Hurden

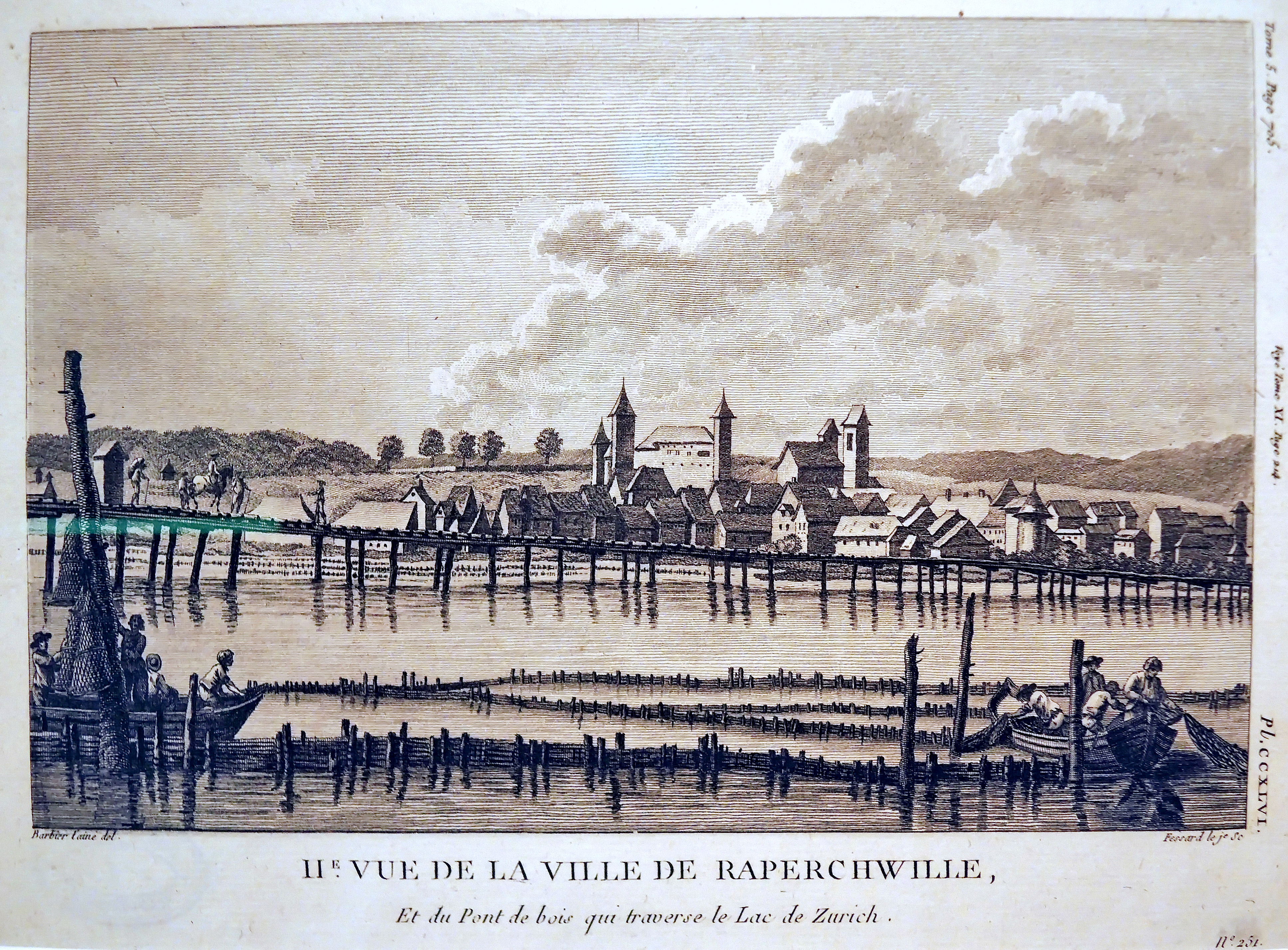
Die Holzbrücke, im Hintergrund Rapperswil, Stich um 1800

Im Jahr 1358 initiierte Herzog Rudolf IV. von Österreich den Bau einer Holzbrücke nach Hurden. Der im Jahr 1360 vollendete Bau der Holzbrücke und ihr Unterhalt wurden bis 1850 durch Wegzoll bestritten. 1368 erhielt Rapperswil erstmals auf zwölf Jahre den Brückenzoll, im Jahr 1415 auf Dauer.
In ihrer mehr als 500-jährigen Geschichte bis zu ihrem Abbruch im Jahr 1878 blieb die Holzbrücke eine wichtige Verkehrsader von Rapperswil. Zumeist während kriegerischer Auseinandersetzungen wurde sie wiederholt zerstört oder verbrannt – vollständig oder teilweise – und immer wieder aufgebaut. Im 19. Jahrhundert war sie dem zunehmenden Verkehr nicht mehr gewachsen. Beispielsweise konnten Fuhrwerke nur im Schritttempo fahren, und wenn eines gar einen Achsenbruch erlitt, war kein Vorwärtskommen mehr (dazu war die Holzbrücke zu schmal).

### Blütezeit der Stadt Rapperswil unter Habsburg

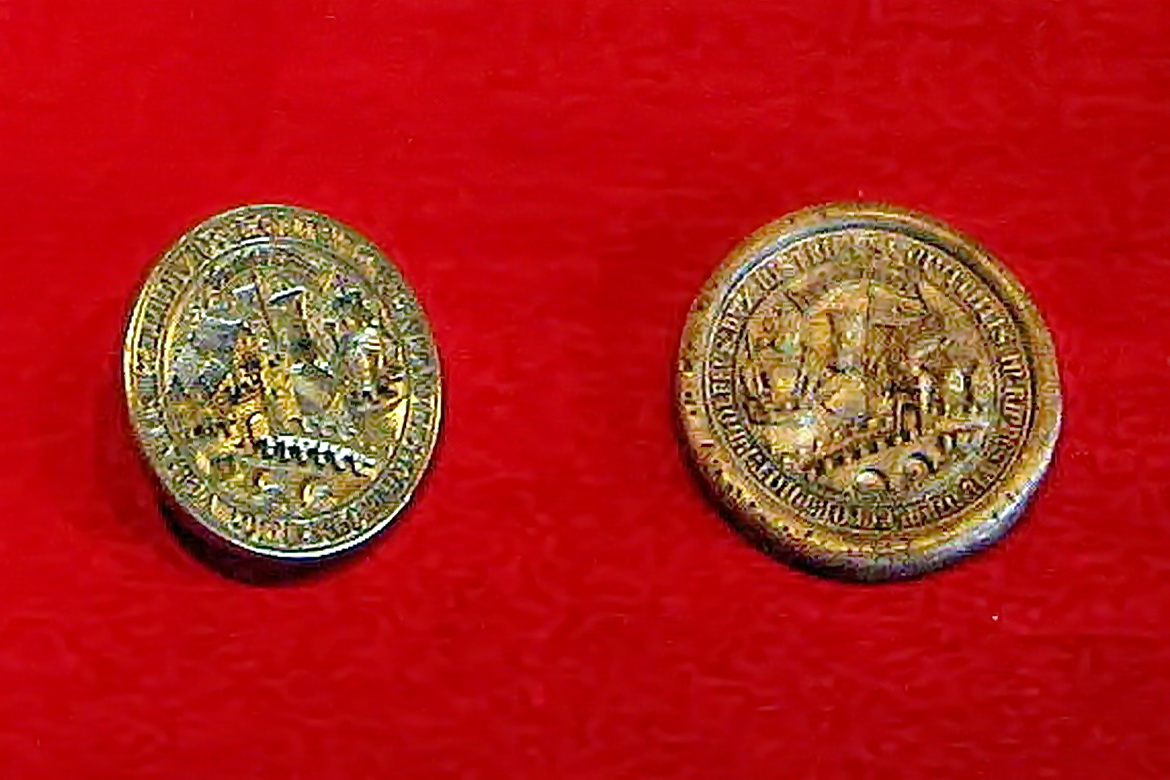
Grosses Stadtsiegel mit Stadtvedute von Rudolf IV. von Habsburg-Österreich, 1361

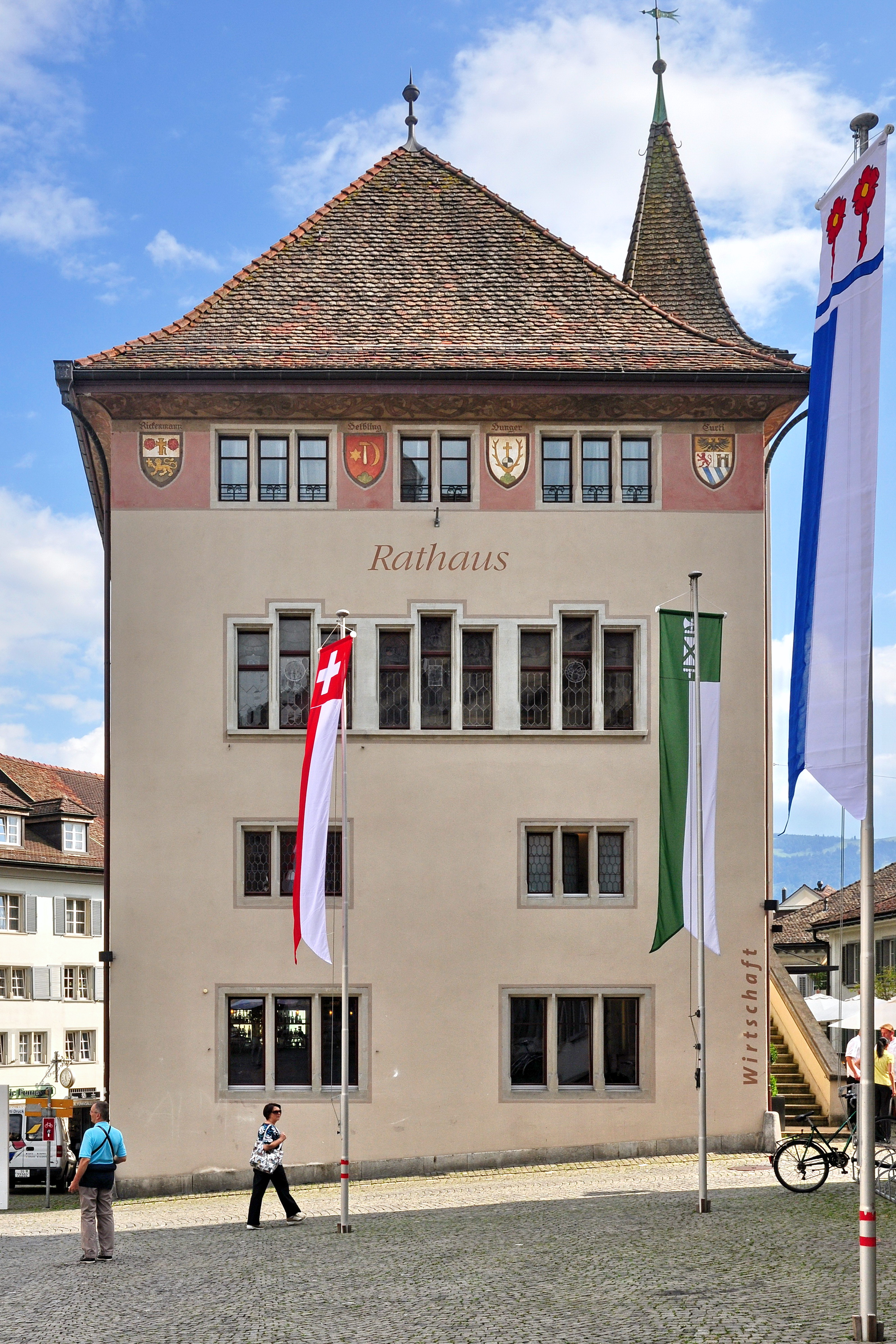
Das Rathaus, Ostseite

«Auf rankenverziertem Bildfeld hebt sich die phantastische Stadtvedute von Rapperswil mit gezinnter Brücke und Brückentor ab. Auf der linken Seite steht Herzog Rudolph IV. von Habsburg (1358–1365), der Erbauer der Rapperswiler Seebrücke, angetan mit Zepter und Schwert, in einem gezinnten Turm. Neben ihm schräg rechts (heraldisch) gestellter Bindeschild mit Topfhelm und Pfauenstutz und dahinter, die obere Hälfte des Siegels einnehmend, das Dreirosenbanner der Grafen von Rapperswil. Bekrönende Bandrolle mit Inschrift ‹nAT+DE+ hABSPG›. Umschrift zwischen granulierten Säumen in gotischer Majuskel: ‹+s+ CIVITAS+ IN RAPRESWIL+ QUAM+ REFORMAVIT+ RUDOLFFUS+ DUX+ AUSTRIE›. Das Grosse Stadtsiegel war seit 1361 in Gebrauch. Die in Bronze gegossene Petschaft wurde in den Feinheiten nachgraviert und vergoldet. Das grosse Stadtsiegel gilt als eines der schönsten Städtesiegel der Schweiz und dürfte von Herzog Rudolf in Wien persönlich in Auftrag gegeben worden sein.»
Rapperswil erfreute sich unter den Habsburgern grosser Autonomie, erhielt von Herzog Albrecht das Marktrecht, eigene Gerichtsbarkeit, freie Wahl des Schultheissen und konnte den Schlossvogt aus den eigenen Reihen ernennen. Die Stadt blieb auch nach der Schlacht bei Näfels (1388) gegenüber Habsburg loyal, als die Rosenstadt 66 in Näfels Gefallene zu beklagen hatte und die Innerschweizer erfolglos die Stadtmauern zu erstürmen versuchten. Vermutlich in der zweiten Jahreshälfte 1388 sollen wiederum Rapperswiler Truppen als Vergeltung für die Hilfe der Höfner das Dörfli Freienbach verwüstet haben. Seit dem Gelöbnis von 1388, nach der erfolglosen Belagerung im April, pilgern Stadtbürger Jahr für Jahr am ersten Sonntag im Juli nach Einsiedeln. Während der Appenzellerkriege (1401–1408) erhielt das Städtchen am 27. Mai 1403, kurz nach der österreichischen Niederlage in der Schlacht bei Vögelinsegg, den einträglichen See- und Landzoll. Als Folge der Schlacht am Stoss, in der wiederum zahlreiche Bürger auf Seiten Habsburg-Österreichs ihr Leben liessen, erhielt Rapperswil 1406 das Recht, den Schultheissen frei zu wählen und Gerichtsbussen zum baulichen Unterhalt der Stadt zu verwenden. Trotz einer kurzfristigen Verpfändung von Burg und Stadt an Zürich blieb Rapperswil habsburgisch.
Nach der Ächtung von Herzog Friedrich IV. im Jahr 1415 befahl Kaiser Sigismund nebst anderen habsburgischen Orten im Aargau und Thurgau auch Rapperswil, sich von Friedrich abzuwenden. Für die erwiesene Treue verlieh er die Reichsunmittelbarkeit und die direkte Herrschaft über die drei Hofgemeinden Jona/Busskirch, Kempraten und Wagen sowie die Pflegschaft über das Zisterzienserinnenkloster Wurmsbach. Damit begründete er die Territorialherrschaft der Stadt Rapperswil.
Das Rathaus am Hauptplatz wurde erstmals 1419 und 1433 als Ratsstube erwähnt und ist heute Eigentum der Ortsgemeinde.

### Rapperswil im Alten Zürichkrieg (1436–1450)

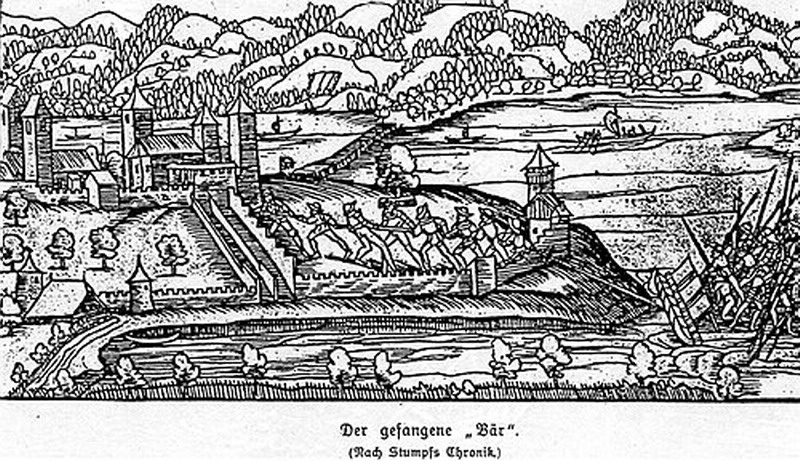
Eine Kampfszene im Jahr 1445 in der Chronik des Johannes Stumpf: Die Rapperswiler/Habsburger versuchen mit einem Seil, ein Schwyzer Kampffloss namens «Bär» an die Stadtmauern beim Endingerhorn heranzuziehen. Das Floss hängt an einem im Wasser verborgenen Haken. Im Hintergrund ist die Holzbrücke zu erkennen.

Während des Alten Zürichkriegs kehrte Rapperswil am 24. September 1442 unter die Herrschaft des Hauses Habsburg-Österreich zurück und ging gleichzeitig ein Bündnis mit Zürich ein. Rapperswil war im Mai 1443 Ausgangspunkt der ersten Kampfhandlungen in dieser Kriegsphase (→Schlacht bei Freienbach). In der zweiten Junihälfte 1443 erschienen bei hereinbrechender Nacht mehr als vierzig Mann der Besatzung von Grüningen vor dem Stadttor und baten um Einlass. Die Besatzung hatte Schloss und Städtchen Grüningen den Innerschweizern kampflos übergeben. Ihnen wurde jedoch der Eintritt verweigert, weil sie «nicht ehrlich und redlich zu Grüningen als Zürcher Besitz gehalten hatten. Sie mussten nun die ganze Nacht vor der Stadt Rapperswil im Freien zubringen; nur den Büchsenmeister liessen die Rosenstädter hinein, weil er sich entschuldigt hatte, er würde an der Kapitulation von Grüningen keine Schuld tragen. Am folgenden Tag zog die Grüninger Mannschaft weiter nach Zürich, wo sie sofort ins Gefängnis gesteckt und scharf gebüsst wurde.»
Nach der Schlacht bei St. Jakob an der Sihl am 23. Juli 1443 zog das eidgenössische Heer, das für eine Belagerung der Stadt Zürich nicht ausgerüstet war, weiter nach Rapperswil, das seiner guten Befestigung wegen nicht eingenommen wurde, ebenso Winterthur in den nachfolgenden Wochen. In dieser Pattsituation vermittelten der Bischof von Konstanz, Heinrich IV. von Hewen und der Abt von Einsiedeln am 9. August 1443 einen achtmonatigen Waffenstillstand, den «Frieden von Rapperswil», in der Zürcher Literatur auch «Elender Frieden» genannt. Am 22. März 1444 trafen sich die Kriegsparteien in Baden zu Friedensverhandlungen. Im Anschluss an die erfolglosen Friedensverhandlungen in Baden fielen abermals Innerschweizer Heerhaufen der Acht Alten Orte unter dem Schwyzer Landammann Ital Reding dem Älteren in das Stadtzürcher Hinterland (Landvogteien Grüningen und Greifensee) ein. Unter Umgehung der Rosenstadt erreichten sie am 1. Mai 1444 das Städtchen Greifensee. Nach vier Wochen Belagerung mussten am 27. Mai 1444 die überlebenden 62 mehrheitlich bäuerlichen Verteidiger unter der Führung von Wildhans von Breitenlandenberg kapitulieren. Bis auf zwei wurde am 28. Mai 1444 die überlebende Besatzung von Greifensee von den Innerschweizern während der «Blutnacht von Greifensee» in Nänikon im Schnellverfahren hingerichtet. Zürcherische Truppen brandschatzten währenddessen in den Freien Ämtern. Keine Partei war jedoch mehr fähig, entscheidende Aktionen durchzuführen. Nach längeren Verhandlungen auf eine Initiative dreier Kurfürsten in Konstanz unter der Leitung des Pfalzgrafen und Reichsvikars Ludwig IV. in Konstanz wurden die Feindseligkeiten am 12. Juni 1446 eingestellt.
Für Rapperswil, Habsburg und die mit ihm verbündete Stadt Zürich war während des ganzen Krieges die Kontrolle des Zürichsees ein entscheidender Faktor. Zürich verfügte über zahlreiche und teilweise mit Feuerwaffen bestückte Kriegsflösse und Barken. Dadurch konnte Zürich einerseits sich selbst wie auch das im Jahr 1443 und von April 1444 bis Dezember 1445 belagerte Rapperswil mit Nahrungsmitteln und Verstärkung versorgen. Schwyz versuchte durch den Aufbau einer eigenen Flotte die Vormachtstellung Zürichs zu brechen, und es kam zu Seeschlachten, etwa bei Männedorf (Oktober 1445) oder einem seltenen Beispiel amphibischer Kriegführung (November 1440) bei Pfäffikon. Beide Seiten versuchten während des Krieges mehrfach weitere See-Land-Operationen, die ohne durchschlagenden Erfolg blieben. Zürcherische Landungsversuche wurden etwa in Hurden und auf der Ufenau abgewiesen (→auch Schlacht bei Wollerau), wie auch der Versuch der Eidgenossen scheiterte, Rapperswil vom See aus sturmreif zu schiessen.
Die Friedensverhandlungen dauerten weitere vier Jahre, und erst am 8. April 1450 kam es im Kloster Kappel zu einem abschliessenden Vergleich, der ein Schiedsverfahren unter der Vermittlung des Berner Schultheissen Heinrich von Bubenberg vorsah. Am 13. Juli fällte dieser in Einsiedeln den Schiedsspruch: Zürich musste sein Bündnis mit Friedrich III. kündigen und den «Kilchberger Frieden» von 1440 anerkennen. Beide Seiten verzichteten auf Reparationen: Am 24. August 1450 erneuerten sie auf einer Wiese beim Kloster Einsiedeln feierlich die alten Bünde durch Eid und tauschten die im Krieg erbeuteten Fahnen aus.

## Der lange Weg zur Unabhängigkeit (1456–1798)

### Aufstand von 1456 und Schirmvogtei der Waldstätte
Mit dem Schiedsspruch von Einsiedeln am 13. Juli 1450, dem formalen Ende des Alten Zürichkriegs, blieb Rapperswil hoch verschuldet und hoffte vergeblich auf finanzielle Unterstützung von Seiten Habsburg-Österreichs. Daher sahen einige Stadtbürger unter Führung des Stadtschreibers Johannes Hettlinger ihre Zukunft fortan unter eidgenössischem Schirm und zettelten im Spätsommer 1456 einen Aufstand an. Die Unruhen endeten nach dem Zürcher Schiedsgericht vom 21. Dezember 1457 zwar mit dem Treueschwur Rapperswils gegenüber Habsburg-Österreich, doch von einer eigentlichen Rückkehr unter habsburgischen Schirm konnte nicht die Rede sein.
Als die eidgenössischen Truppen von Uri, Schwyz und Unterwalden nach dem sogenannten Plappartkrieg am 20. September 1458 aus Konstanz heimkehrten, begehrten sie in Rapperswil Einlass und führten den Sieg der proeidgenössischen Partei herbei. Ende 1458 wurde Hettlinger wieder in sein Amt eingesetzt; seiner Initiative sind die ersten Blutgerichtsprotokolle, das Regimentsbuch und das erste städtische Neubürgerverzeichnis zu verdanken.
Am 20. September 1460 liessen die Bürger von Unterwalden und Rapperswil von Stadtschreiber Hettlinger in Rapperswil den Absagebrief an Herzog Sigismund aufsetzen, und im gleichen Jahr beteiligten sich Rapperswiler mit den sieben eidgenössischen Orten Zürich, Luzern, Uri, Schwyz, Unterwalden, Zug und Glarus an der Eroberung der habsburgischen Landgrafschaft Thurgau. Am 10. Januar 1464, kurz nach dem Tod Herzog Albrechts VI. und der Machtübernahme seines Vetters Herzog Sigmund, verfasste Johannes Hettlinger den Schirmbrief (Schirmvogtei) mit Uri, Schwyz, Unterwalden und Glarus, der formal bis 1798 bestand. Damit wurde Rapperswil zu einem Protektorat der Eidgenossenschaft – ein Burgvogt amtierte als Verbindung zu den eidgenössischen Schirmorten. Am 26. Mai 1489 wurde Johannes Hettlinger anlässlich eines Aufruhrs gegen das Stadtregime enthauptet.
Im gleichen Jahr wurde das Spital von Rapperswil erstmals als Heiliggeistspital erwähnt, wenn auch das Hospitium genannte Gebäude bereits mit der Stadtgründung entstand. Seit dem 16. Jahrhundert diente die Anlage am heutigen Fischmarktplatz als städtisches Armen- und Pfrundhaus.
Das «Heilig Hüsli», eine immer noch bestehende Pilgerkapelle der früheren Holzbrücke, stammt aus dem Jahr 1511; zuvor hatten auf dem Holzsteg bereits hölzerne Gebetshäuschen bestanden – der historisch bedeutsame Überrest des alten Pilgerwegs über die historische Seebrücken steht unter Denkmalschutz und ist Eigentum der Ortsgemeinde. Die Kapelle wurde in die Linienführung der 2001 neu erstellten Holzbrücke einbezogen.

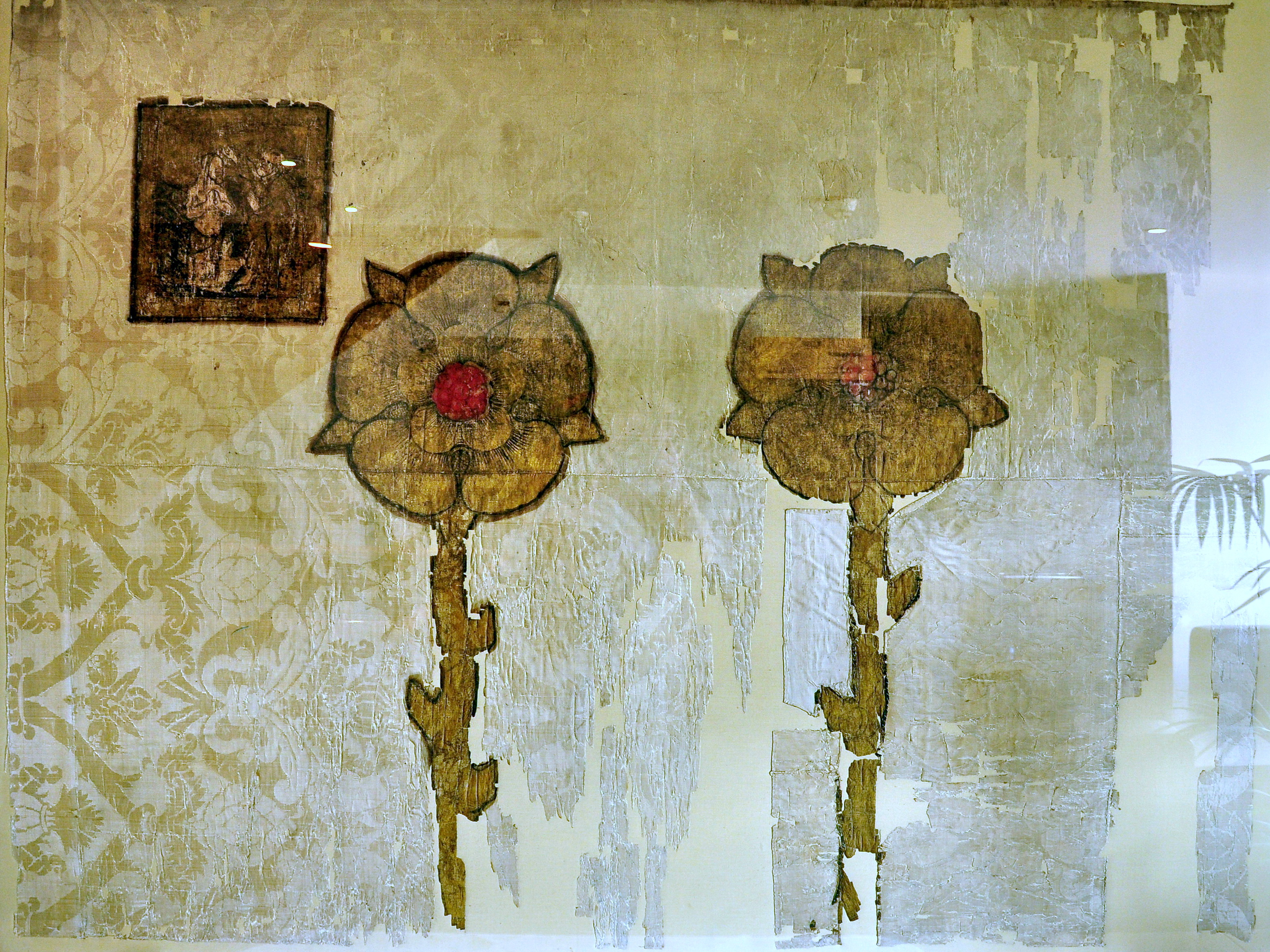
«Juliusbanner» von 1512

Am 24. Juni 1512 wurde das päpstliche «Juliusbanner» mit goldenen Rosen von Kardinal Schiner verliehen, als Anerkennung für die Solddienste von Rapperswiler Landsknechten für Papst Julius II. im sogenannten «Grossen Pavierfeldzug» (Italienische Kriege/Schlacht bei Ravenna). Eidgenössische Soldkrieger des Papstes hatten 1512 einen schnellen Sieg über die in der Lombardei eingebrochenen Franzosen errungen. Die mitbeteiligte Mannschaft aus Rapperswil erhielt laut Urkunde vom 24. Juni 1512 von Kardinal Schiner ein Banner mit «verbessertem» Stadtwappen: Goldene statt rote Rosenbutzen und im Eckquartier Darstellung der Taufe Christi durch Johannes, ein Bezug auf das Johannes-Patrozinium der Pfarrkirche Rapperswil.

### Reformation und Gegenreformation

#### Klosteraufhebungen in den reformierten Orten
Abt Felix Klauser schien die gefährliche Lage und den bevorstehenden Bildersturm in Rüti geahnt zu haben, denn er floh vor der Plünderung des Klosters Rüti am 22. April 1525 nach Rapperswil. Am Tag darauf plünderten die Oberländer Bauern die Abtei, nahmen die von ihnen geforderte Verteilung der Klostergüter gleich selbst an die Hand und zerstörten dabei die umfangreiche Bibliothek des Klosters. Auch die Johanniterkomturei in Bubikon blieb nicht verschont.

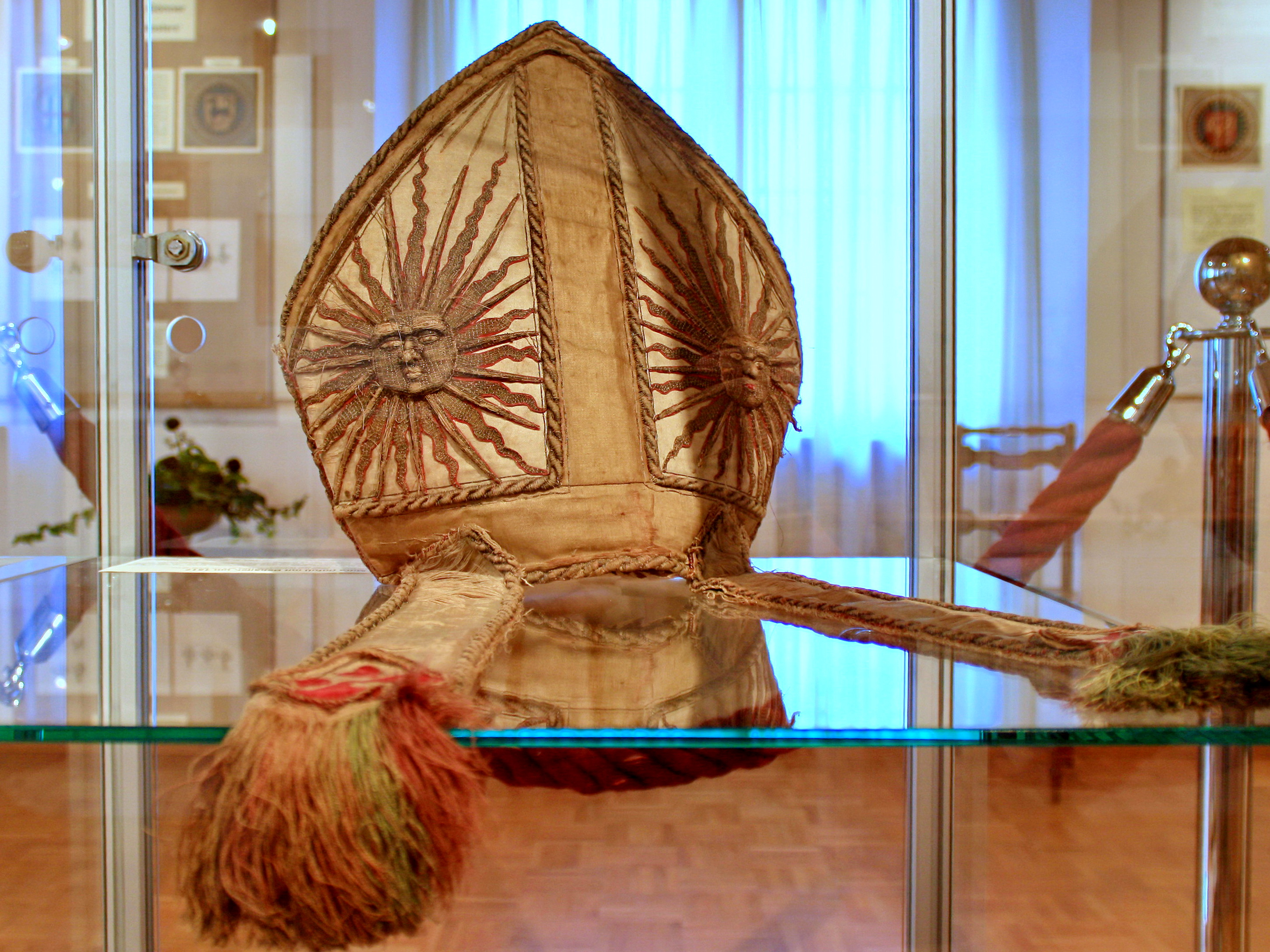
Mitra aus dem Klosterschatz Rüti

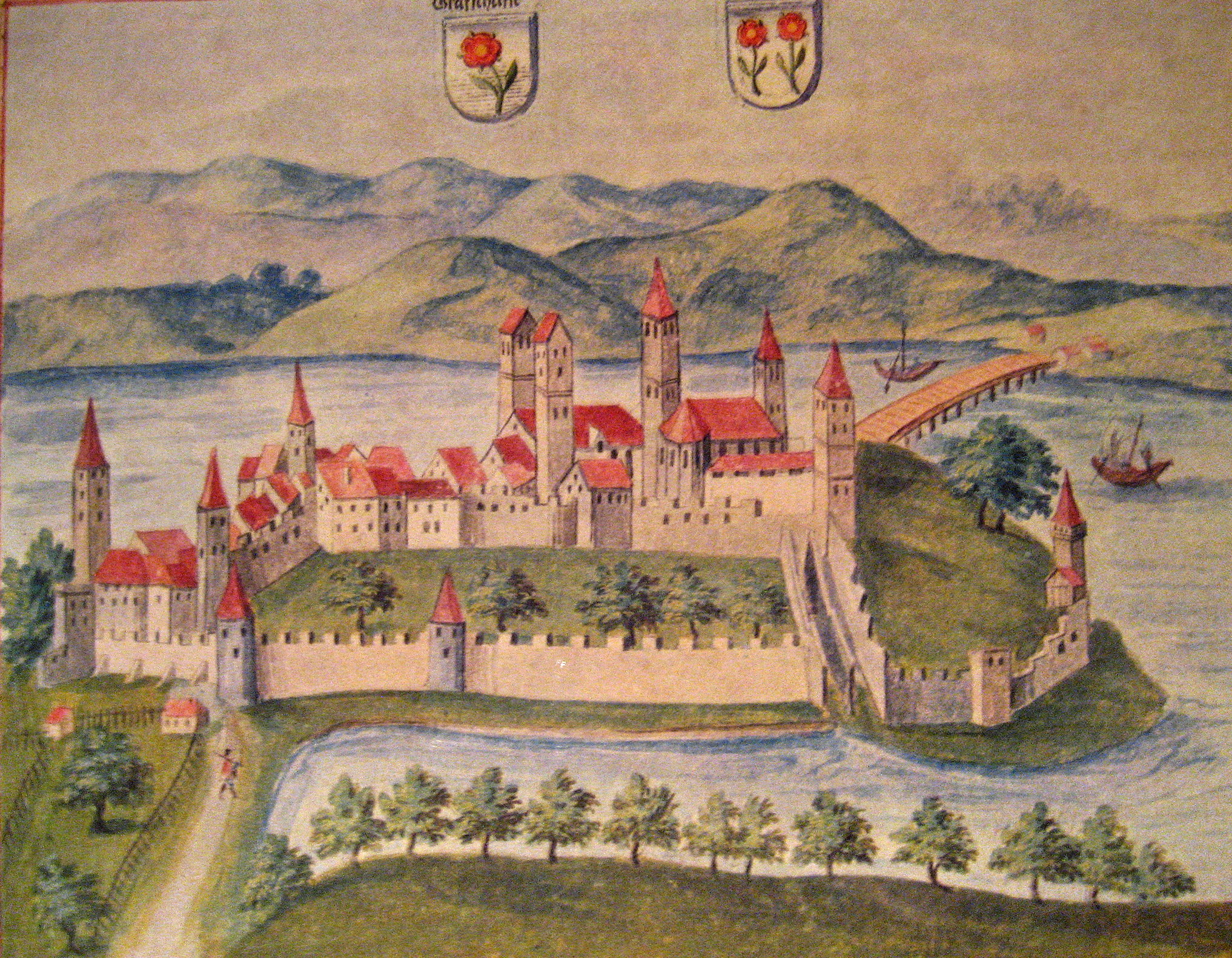
Rapperswil vor dem Bau des Kapuzinerklosters, Codex Vindobonensis, 1550

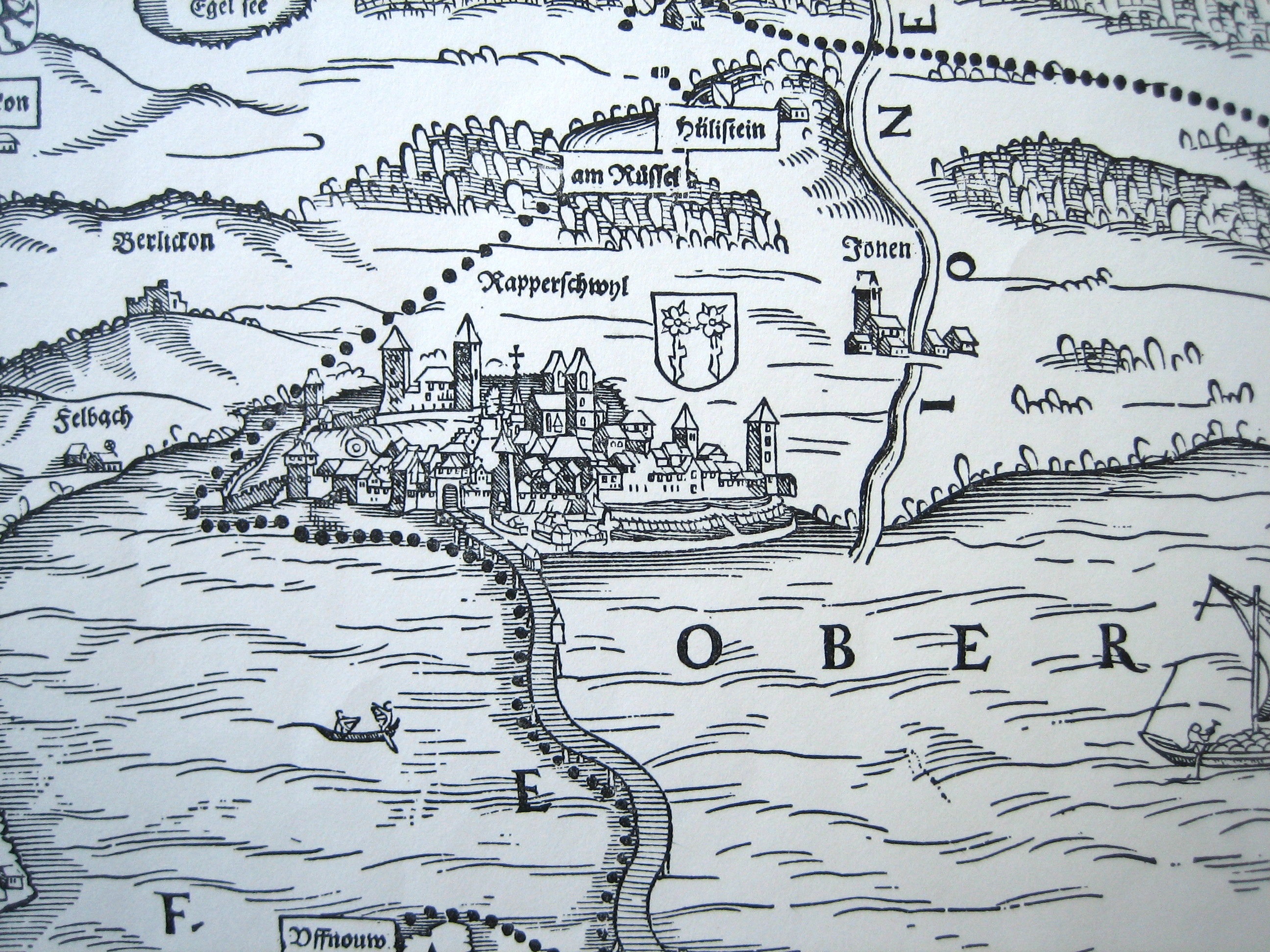
Rapperswil auf der Zürcherkarte von Jos Murer, 1566

Im Reisegepäck des Abts war der Klosterschatz – darunter Dokumente, die Mitra, der Krummstab, die Kreuzpartikel-Monstranz und Pontifikalgegenstände – der seither im Besitz der Ortsgemeinde Rapperswil und der katholischen Kirchgemeinde verblieben ist. Nach seinem Tod hätten die sakralen Gegenstände an das Kloster Rüti zurückfallen müssen, obwohl auch Rapperswil den rechtmässigen Besitz nachzuweisen vermag. Weil das Kloster im Juli 1525 säkularisiert worden war, sahen die Katholiken aus Rapperswil keine Veranlassung, sich von den Schätzen zu trennen. Um das Jahr 1530 verstarb der letzte Abt des Klosters Rüti Felix Klauser in Rapperswil und 1557 fand der letzte Rütner Konventuale, Sebastian Hegner, in Rapperswil Zuflucht. 450 Jahre später forderte Rüti die Schätze zurück, aber Rapperswil verwies an die Ortsgemeinde und die katholische Kirchgemeinde als rechtmässige Besitzer der Kulturgüter und an das Stadtmuseum Rapperswil, wo ein Teil der Gegenstände aufbewahrt wird.
Während der Reformationswirren gewann die Lehre Huldrich Zwinglis auch in Rapperswil eifrige Anhänger, und die Schirmorte liessen Kanonen nach Rapperswil schaffen und die Burgbesatzung verstärken. Aufgestachelt durch die Stadtzürcher Getreidesperre und Prädikantenpolitik, stürmten Anhänger der Reformation im Juli 1531 das Rapperswiler Rathaus, vertrieben den Rat, wählten den Zürcher Stapfer zum Schultheissen und setzten einen reformierten Pfarrer ein. Bildersturm und Brandstiftung zerstörten die städtischen Kirchen in Busskirch, Kempraten, Jona und Wagen. Die Schlacht am Gubel fällte im Zweiten Kappelerkrieg endgültig die Entscheidung zugunsten der katholischen Orte, und mit dem Zweiten Kappeler Landfrieden vom 20. November 1531 wurde die weitere Ausbreitung der Reformation in der deutschsprachigen Schweiz beendet. Rapperswil kehrte zum alten Glauben zurück, der abgesetzte Schultheiss und die zum reformierten Glauben Konvertierten verliessen das Städtchen. Die vier Schirmorte liessen den Besitz der Umstürzler konfiszieren, verboten weitere Versammlungen und bestraften die Führer der reformierten Partei mit Pranger, Zungenschlitzen und Exekutionen. Rapperswil wurde nun durch eine Innerschweizer Besatzung überwacht und verlor im Gnadenbrief von 1532 einige seiner alten Rechte. Fortan bildete Rapperswil ein katholisches Bollwerk, musste aber durch die Schirmherrschaft der katholischen Kantone weiterhin die Beschneidung seiner Rechte in Kauf nehmen.
Zur «Vermeidung grösseren Übels» ordnete die geistige und weltliche Obrigkeit im Jahr 1521 die Wohnsitznahme der Schwestern des 1259 gegründeten Franziskanerinnen-Kloster Wyden im Spital Rapperswil an – faktisch wurde der Konvent aufgelöst und die Gebäude im Joner Wald auf Beschluss des Rats von Rapperswil abgerissen. Die Auflösung des sogenannten Wydenchlösterlis wurde in einer Übereinkunft zwischen der Stadt und den «swöster huser der dritten regel sant Franicissen oders» am 21. Dezember 1521 geregelt. Am 16. April 1544 wurde in Einsiedeln ein Spruchbrief der drei Schirmorte über die Verantwortung von Schultheiss und Rat der Stadt Rapperswil gegenüber den Ordensschwestern ausgestellt, nachdem am 29. Oktober 1543 die Tagsatzung in Sachen  «die von Rapperswil wollen das Klösterlin Wieden (Wyden) nicht wie seit Altem her bleiben lassen und wehren de Jhrigen bei ihren Herrn Rat zu suchen» zugunsten der Ordensgemeinschaft entschieden hatte. Am 8. März 1544 erschien Vogt Heini Ulrich vor dem Rapperswiler Rat und lud ihn zur Tagsatzung ein. Katharina Scheucher (Kathrin Schüchterin), die letzte Oberin der Klostergemeinschaft, äusserte sich nach einem Brand im Stall des Spitals Rapperswil so unbedarft, dass ihr dies als Hexerei ausgelegt wurde: Sie wurde auf falsche Anklagen hin im Jahr 1563 als Hexe angeklagt, zum Tode verurteilt, grausam gefoltert und an Händen und Füssen gefesselt beim Heilig Hüsli im Obersee ertränkt. Ihre Leiche wurde schmählich unter dem Galgen in Rapperswil begraben. Die noch bestehende Kapelle des Klosters wurde im selben Jahr abgerissen, und das Klostergut ging vermutlich in den Besitz der Stadt über.

#### Rapperswil als Bollwerk des Katholizismus
Die katholischen Machthaber versuchten «das Städtchen innerlich im alten Glauben zu festigen und gegen Einflüsse der nahen Zwinglistadt zu schützen», und das Konzil von Trient (1545–1563) leitete den «ersehnten Neuaufschwung des religiösen Lebens ein». Die katholischen Orte waren in der letzten Tagungsperiode durch eigene Gesandte vertreten. Sie entsandten neben dem Stanser Landammann Melchior Lussi auch Abt Joachim Eichhorn von Einsiedeln – er wurde in Rapperswil von den versammelten Prälaten als ihr Delegierter gewählt – an die Reformsynode, die der Historiker Aegidius Tschudi in Rapperswil interessiert mitverfolgte. Die Rosenstadt gehörte 1564 auch zu den ersten, welche die Annahme des Konzils erklärten. An der Konstanzer Diözesansynode 1567 forderte Luzern ein Schweizer Priesterseminar in Rapperswil. Unterstützt von den eidgenössischen Tagungsmitgliedern wurde ab 1568 versucht, Jesuiten für die Schule zu gewinnen – das Jesuitenkollegium wurde 1576 in Luzern gegründet. Aufgrund der religions- und staatspolitisch wichtigen Lage Rapperswils – gerade nur 28 Kilometer vom Zentrum der Reformationsbewegung in Zürich entfernt – waren die Schirmorte Uri, Schwyz und Glarus äusserst motiviert, ihren wichtigen Brückenkopf vor Zürichs Toren dauerhaft zu sichern.

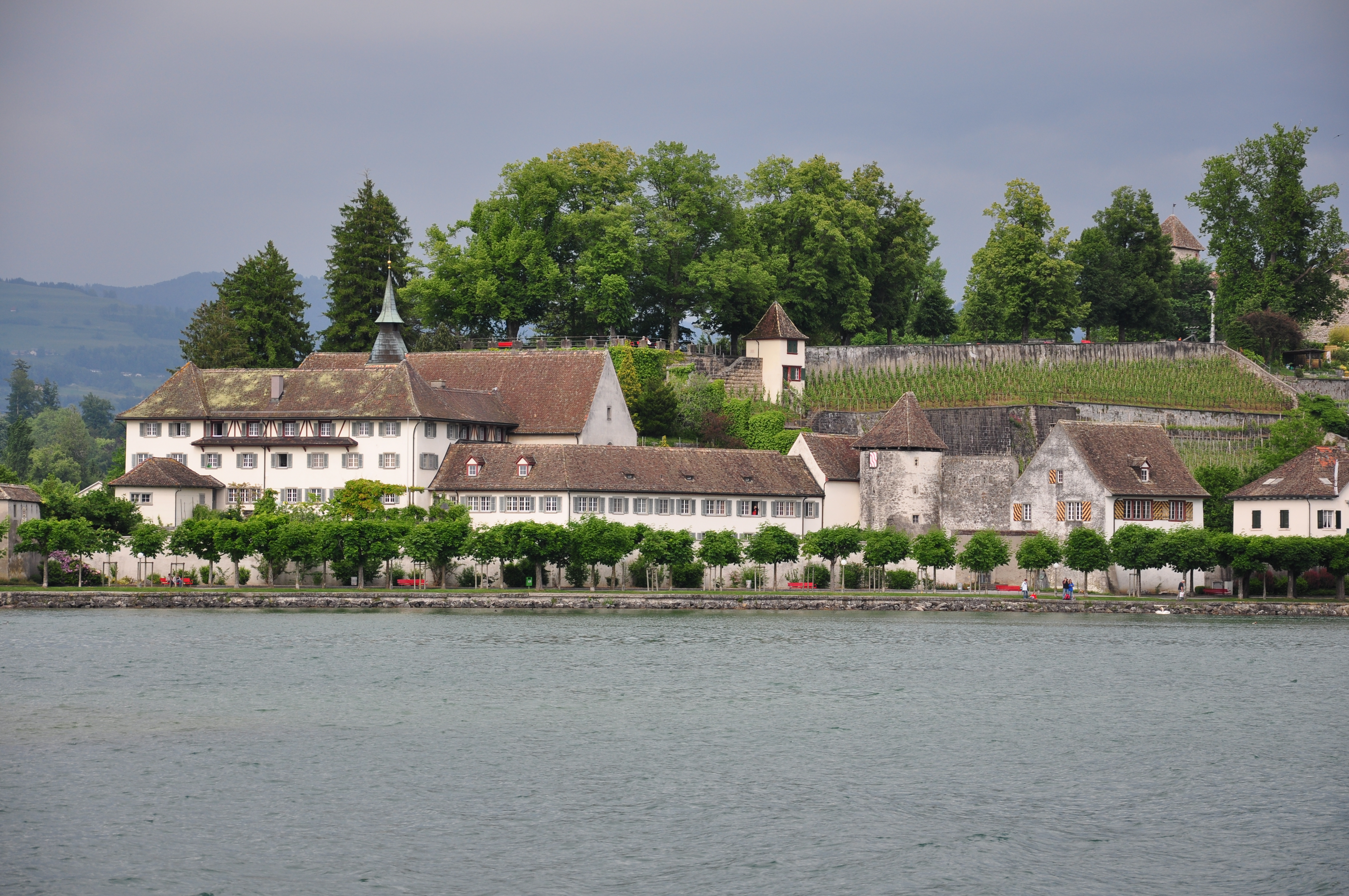
Kapuzinerkloster, Ansicht vom Seedamm

Die Idee eines Kapuzinerklosters Rapperswil wurde im Februar 1596 von Schwyz, Uri und Unterwalden dem Provinzial in Luzern und der Ordensleitung in Rom vorgetragen und von der Kapuzinerprovinz und vom neugewählten Ordensgeneral aufgenommen. Nuntius Giovanni della Torre erreichte, dass der Rat am 2. September 1602 den Baubeschluss «zur Mehrung und Äuffnung des heiligen, christlichen römisch-katholischen Glaubens» fasste und motivierte private und kirchliche Gönner, die notwendigen Gelder zu stiften. Als Besitzer des Gebiets um das Einsiedlerhaus stellte das Kloster Einsiedeln das Land zur Verfügung, Rapperswil das Baumaterial, und die Bürger beteiligten sich am Bau beim Endingerhorn. Die Ausmasse des ersten Klosters waren bescheiden und für nur zwölf Brüder berechnet. Der für den Bau notwendige Platz musste aus dem Felsen gesprengt werden, so dass sich die ältesten Teile des Klosters in den westlichen Schlosshügel einfügen. Dort zogen im Jahr 1607 vier Patres und drei Brüder ein, mit denen die bis heute andauernde Geschichte der Rapperswiler Kapuzinergemeinschaft begann. Die Bedeutung Rapperswils als Bollwerk gegen die Reformation in der Schweiz wird aus der langen Liste der Gönner und Stifter des Kapuzinerklosters ersichtlich: « … wird von Witwe Verena Züger eröffnet. Ihre Landschenkung beim Krützli und weitere 1000 Gulden anderer Bürger setzten einen grossartigen Anfang, dem weder die Spende eines der acht Äbte oder der katholischen Orte, noch die Beiträge des Schultheissen von Rapperswil oder des französischen Königs gleichkommen sollten … der päpstliche Nuntius, die Äbte von Einsiedeln, St. Gallen, St. Blasien, Muri, Rheinau, Wettingen, Pfäfers und das Kloster Fischingen sowie politische Herrschaften, die in ein katholisches Rapperswil investierten: der König von Frankreich, dessen Soldbündnis Rapperswil 1521 beigetreten war, die Schirmorte Uri, Schwyz, Unterwalden und Glarus, das Land Appenzell und Schultheiss Pfyffer von Luzern. Andere Beiträge fielen dem entstehenden Kloster auch spontan zu. So übernahm etwa ein Elsässer Pilger, der später auf dem Weg nach Einsiedeln am Bauplatz vorbei wanderte, die Kosten für die Wasserzuleitung aus dem Stadtbrunnen und spendete dafür gegen 100 Gulden.». Das ebenfalls 1607 auf dem Schlosshügel erbaute Schützenhaus, wo die wehrfähige Mannschaft aus Bürgerschaft und Hofleuten sich an Sonn- und Feiertagsnachmittagen zu Schiessübungen mit Musketen zusammenfand, war ein Zentrum des gesellschaftlichen Lebens. Der Standort soll «den Vätern Capucinern nit wolgefielle, wegen den Schützen überlustigen Tumult», weiss die Chronik Rothenflue zu berichten. Das im Jahr 1866 abgebrannte Schützenhaus wurde wegen des Schiesslärms mit reduzierter Fensterzahl zum Kloster hin errichtet.
1642 beherbergte Rapperswil das jährlich tagende Dominikaner-Provinzkapitel, an dem Delegierte aller Klöster die bedeutsamen Fragen ihres Lebens und die weitere Politik entschieden. Von 1650 bis 1655 führten Kapuziner in der Schweizer Provinz 1750 Personen zur katholischen Kirche zurück. Zu den bekanntesten Rapperswiler Konvertiten zählen der Zürcher Rittmeister Brendli und Georg Jenatsch, der Prädikantensohn und Theologe Martin Schädler, bevor er vor der Stadt hingerichtet wurde. Zürich drohte wie schon bei der Weihe des Klosters mit dem Boykott des Rapperswiler Marktes und erzwang die Abreise der beiden involvierten Brüder.

#### Belagerung von Rapperswil und Villmergerkriege

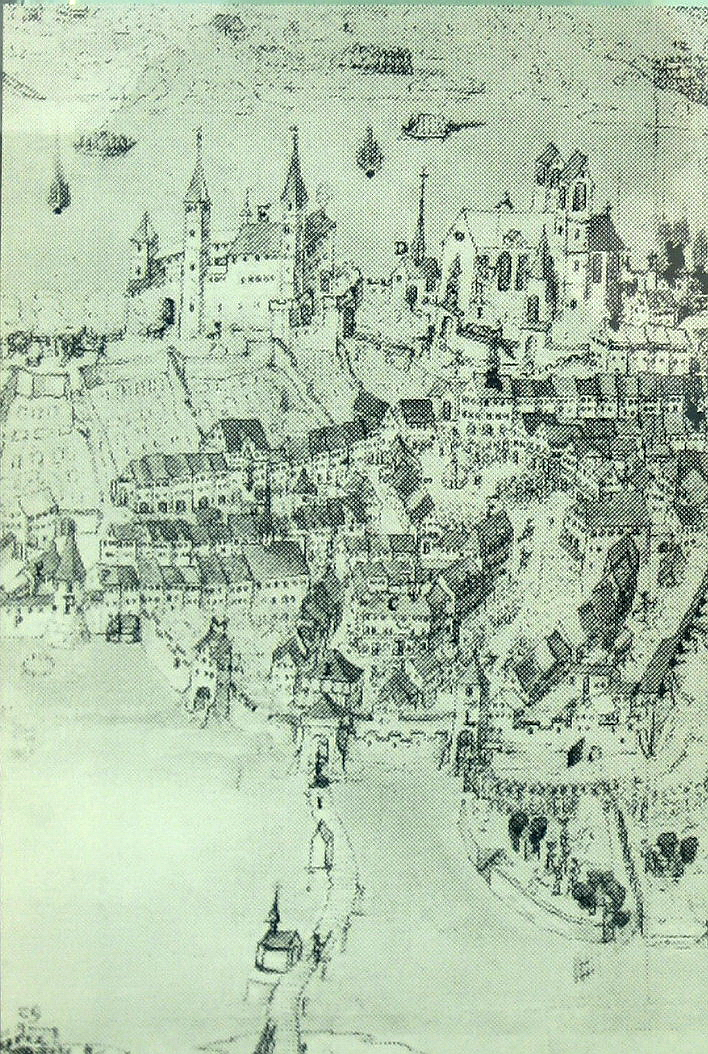
Belagerung von Rapperswil 1656. Federzeichnung (Ausschnitt), Stadtarchiv Rapperswil-Jona

Im nächsten schweizerischen Religionskrieg, dem Ersten Villmergerkrieg, von den Zürchern «Rapperswilerkrieg» oder «Schwyzerkrieg» genannt, scheiterte General Hans Rudolf Werdmüller mit der Belagerung von Rapperswil. Zur Seite stand ihm Bürgermeister Waser als Assistenzrat im Felde und eine Streitmacht von über 7326 Mann sowie 19 Geschütze. Werdmüller schloss den landseitigen Belagerungsring von Busskirch bis Kempraten. Die Häuser der umliegenden Dörfer wurden geplündert und die Kapellen ein weiteres Mal verwüstet. Rapperswil hielt der am 7. Januar 1656 beginnenden Belagerung stand und war rechtzeitig von katholischen Truppen besetzt worden, die Hieronymus Riget von Schwyz unterstanden. Geschütze sicherten beim Schützenhaus und Endingerhorn die Befestigungswerke, bewacht von Unterwaldnern und Rapperswilern. Schwyzer Truppen verteidigten die Holzbrücke von ihrem Hauptquartier in Pfäffikon aus. Nächtliche Einsätze hielten die Passage vom unteren in den oberen Zürichsee nach Altendorf von Vereisung frei. Am 24. Januar traf die Botschaft vom Sieg bei Villmergen über die Berner Truppen ein, gefolgt von Tagen unter schwerstem Artilleriebeschuss mit insgesamt 700 Granaten, die 34 Häuser komplett oder teilweise zerstörten. Nachdem ein Sturmangriff am 3. Februar erneut gescheitert war, wüteten die Belagerer nochmals im ländlichen Umfeld und zogen am 10. Februar 1656 ab. Rapperswil und die katholischen Truppen beklagten 189 Tote und etwa 300 Verwundete, wie viele davon unter der Zivilbevölkerung, ist nie geklärt worden. Bettelreisen bis Innsbruck, Salzburg, München, Landshut und an die Donau linderten die Not der schwergeprüften Stadt und ihrer Umgebung, und die Kapuziner konnten 7000 Silberkronen vom Papst erbitten. Da durch die Belagerung von Rapperswil die Zürcher Truppen gebunden blieben und die Katholiken die durch General Sigmund von Erlach angeführten Berner am 24. Januar 1656 bei Villmergen besiegen konnten, spielte Rapperswil im Ersten Villmergerkrieg eine wichtige Rolle. Der Villmerger oder Dritte Landfriede vom 7. März 1656 sicherte die durch den Zweiten Kappeler Landfrieden von 1531 erzielten Vereinbarungen und die katholische Hegemonie in der Eidgenossenschaft.

### Ausbau der Befestigungen von Rapperswil
Der Erwerb zweier Kriegsschiffe durch die Zürcher weckte die Befürchtung, bei einem neuen Angriff leicht verletzbar zu sein, waren die Rosenstädter im Ersten Villmergerkrieg dank der Seegfrörni einer Beschiessung von der Seeseite doch mit viel Glück entgangen. So wurden die Umfassungsmauern beim Endingerhorn 1659 festungsartig ausgebaut. Bereits im September 1657 hatte Oberst Reding von Schwyz militärische Verbesserungen verordnet: u. a. im Kloster, der seeseitig am meisten gefährdeten Stelle der Befestigungen, die Aussenmauern von allen Seiten mit Palisaden zu verstärken und mit Zinnen zu schützen, und das kleine Fort wurde mit Schiessscharten versehen. Der Fortifikation auch des Klosters wollte Zürich im Sommer 1659 auf der Fluh oberhalb Feldbach mit einer Gegenfestung begegnen, von der das Endingerwerk unter Artilleriefeuer genommen werden konnte. 1662 einigte sich der Rapperswiler Rat, den abschliessenden Blockturm durch die viereckige Schanz zu ersetzen, die Schiffe leicht beschiessen konnte. Im März 1664 bat der Rat zum Ausbau des Bollwerks einen sachkundigen Kapuzinerbruder nach Rapperswil. 1669 wurden die schützenden Palisaden entfernt und die Mauern erhöht. Die verstärkte Befestigung erlaubte es, den Schutz der exponiertesten Stelle von Rapperswil mit einer kleinen Mannschaft zu garantieren. Ein Zusatzbollwerk, das 1710 dem Endingerhorn eine M-förmige Bastion vorgelagert hätte, kam nicht zur Ausführung.

### Schirmvogtei der reformierten Orte
Im Toggenburgerkrieg, auch als «Zwölferkrieg» oder Zweiter Villmergerkrieg bekannt, von 1712 leistete die Innerschweizer Besatzung den reformierten Truppen aus Bern und Zürich keinen Widerstand. Im Frieden von Aarau, dem Vierten Landfrieden in der Geschichte der Eidgenossenschaft, sicherten sich am 11. August 1712 die reformierten Kantone die Vorherrschaft in den Gemeinen Herrschaften. Damit wurde die seit 1458 respektive 1531 bestehende Hegemonie der Alten Orte in der Verwaltung der Grafschaft Baden, der unteren Freien Ämter und Rapperswils beendet. Rapperswil blieb die vollständige Unabhängigkeit weiterhin vorenthalten, anstelle der katholischen Schirmorte traten von 1712 bis 1798 die reformierten Orte Bern, Glarus und Zürich.

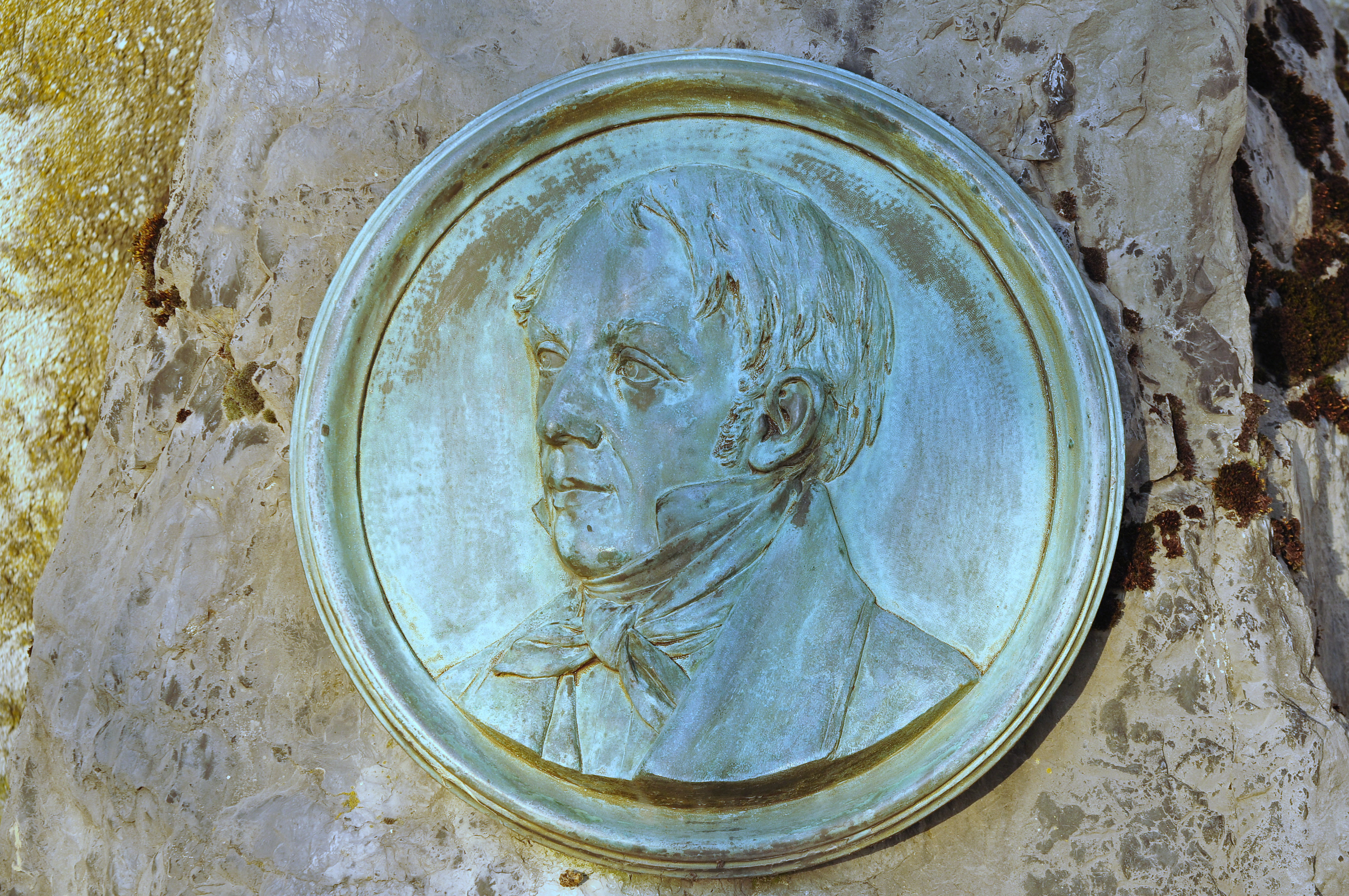
Franz Josef Greith, Denkmal beim Kapuzinerkloster.

Doch auch von friedvollen Ereignissen lässt sich berichten: Die 1737 von einigen «Herren Musicanten» gegründete «Bruderschaft der hl. Caecilia und Katharina» (Caecilia-Musikgesellschaft) sorgt noch heute für hochstehende Kirchenmusik in der Stadtpfarrkirche St. Johann. In ihrem Repertoire finden sich auch Kompositionen des in Rapperswil geborenen Kirchenmusikers und Komponisten Carl Greith (1828–1887), Domkapellmeister in München. Von ihm und seinem Vater Franz Josef Greith sind über 1000 Kompositionen bekannt. 1740 liess der Rat von Rapperswil eine Brücke über die Jona bauen, die für die Rickenstrasse durch eine gedeckte Holzbrücke (1829–1911) ersetzt wurde. Am 6. Oktober 1740 wurde der Publizist und Aufklärungstheologe Dominikus von Brentano geboren. Marianne Ehrmann (geb. Brentano), Schriftstellerin, Journalistin und Herausgeberin der frühen deutschsprachigen Frauenzeitschriften «Amaliens Erholungsstunden» und «Die Einsiedlerin aus den Alpen», Dominikus’ Nichte, war eine weitere prominente Stadtbewohnerin (* 25. November 1755).
Im Vorfeld des Gefechts bei Wollerau am 30. April 1798 liess der Schwyzer Landeshauptmann Alois von Reding um den 21. April Luzern und Rapperswil von Schwyzern und verbündeten Glarnern Truppen unter Oberst Paravicini einnehmen, aber am 30. April 1798 wieder räumen. Mit dem Vorrücken der französischen Revolutionstruppen unter General Nouvion (siehe Helvetische Republik) wurde auf dem Hauptplatz ein Freiheitsbaum aufgerichtet, und die Truppen wurden vermutlich als Befreier begrüsst. 1799 zogen die Franzosen ab, 8000 Österreicher rückten in Rapperswil ein, und der englische Captain William legte mit einem Kriegsschiff an. Die «Helvetische Legion», eine Truppe von aristokratisch gesinnten Schweizern, die mit Österreich gegen Napoleon kämpfte, und russische Truppen lagerten vor den Toren der Stadt. In Jona wurde die erste Gemeindeversammlung abgehalten, und mit ihr folgte der Beginn zur Eigenständigkeit, der einstigen «Stadtherren» und ihrer «Untertanengebiete» gleichermassen.

### Helvetik und Mediation
Bereits 1798 war die Helvetische Republik entstanden; die Bewohner (Hofleute) im Umland, in den Untertanengebieten der Stadt ungefähr im Gebiet der bis 2006 eigenständigen Gemeinde Jona, erkämpften sich die gleichen Rechte wie die Stadtbürger. Dadurch verlor Rapperswil seine Untertanengebiete, wurde aber kurzzeitig Hauptort des neuen Kantons Linth. Rapperswil und Jona wurden mit der neuen Verfassung zwei eigenständige Munizipalgemeinden mit allen Rechten und Pflichten. Der Übergang vom einstigen Untertanengebiet zur autonomen Gemeinde gestaltete sich sehr schwierig, vor allem die finanziellen Lasten, wie Armenfürsorge, Strassenunterhalt, aber auch zu geringe Steuereinnahmen, waren für Rapperswil und das während der Stadtherrschaft bäuerlich gebliebene Jona neue Probleme. Dazu kam die fehlende Bereitschaft der ehemaligen «Herren der reichen Stadt» zum Lastenausgleich.
Schon fünf Jahre nach ihrer Entstehung fiel die Helvetische Republik 1803 zusammen, und Rapperswil und Jona wurden mit der Mediationsverfassung nun definitiv als separate Gemeinden in den Kanton St. Gallen eingegliedert. Aus dem Nachlass des Kantons Linth erwarb die Familie Curti die Insel Ufenau für 4000 Gulden und schenkte sie dem Kloster Einsiedeln, das nach dem Einmarsch der Franzosen das Inselchen an die Helvetische Republik abtreten musste.

## 19. Jahrhundert

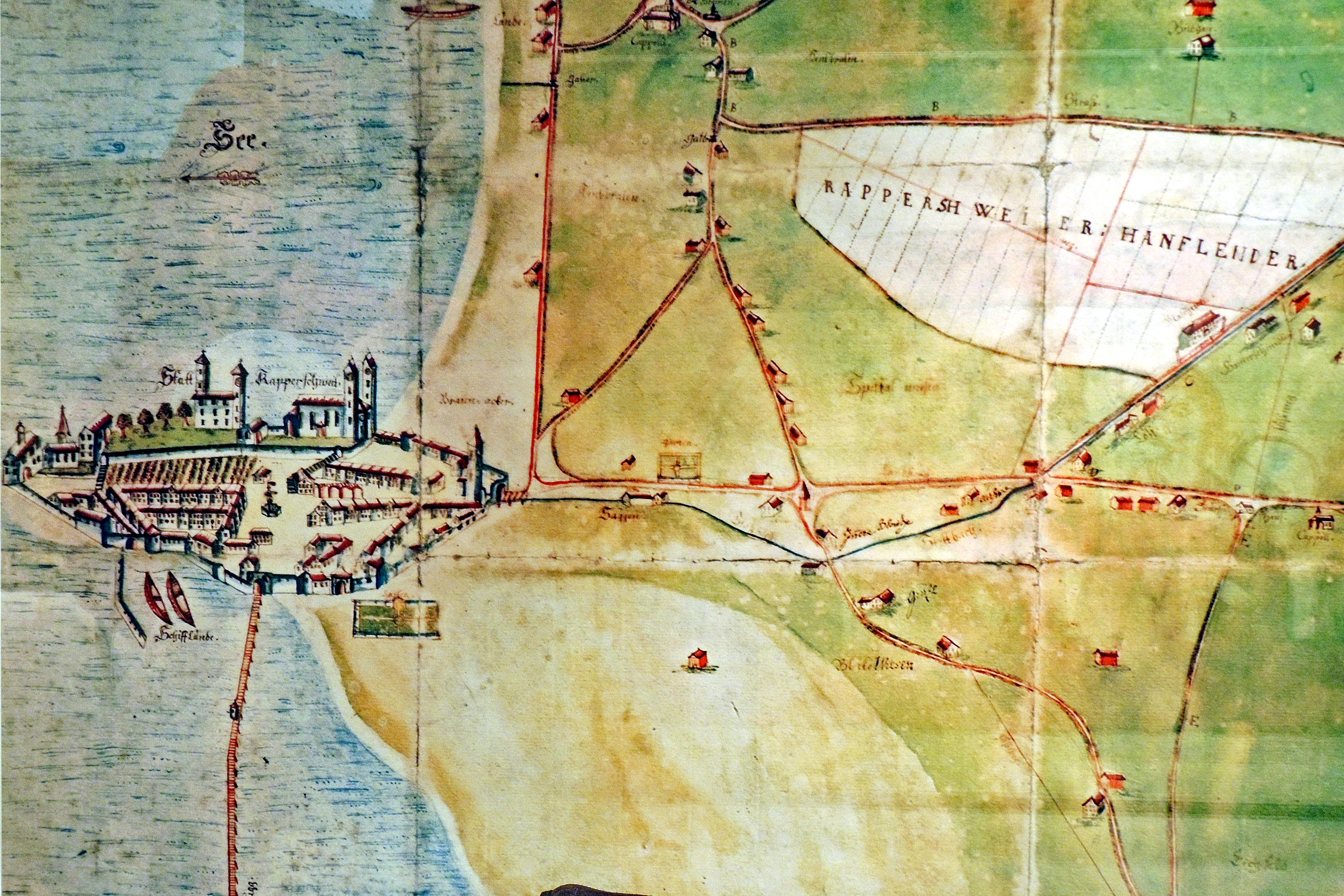
Karte von Rapperswil-Jona (1804)

1804 legte der Regierungsrat die Gemeindegrenzen endgültig fest. Dabei wurde Rapperswil auf das Gebiet der spätmittelalterlichen Stadt beschränkt, und das ganze Umland gehörte nun zur eigenständigen Gemeinde Jona SG. Einzig die Ableitung des Stadtbachs aus der Jona (Fluss) blieb in Rapperswiler Besitz, da dessen Wasserkraft für die rasch wachsenden Fabrikbetriebe lebenswichtig wurde. Jona musste sich von den ehemaligen Abgaben und Grundzinsen loskaufen. Aus dem Verkauf einiger Liegenschaften der Stadt auf dem Gemeindegebiet von Jona erzielte Rapperswil einen bedeutenden Ertrag für die Stadtkasse. Jona war gezwungen, die Allmenden an seine Bürger zu verkaufen, während die Besitzungen Rapperswils in Gemeindehand blieben und durch die «Genossengemeinde» (Ortsverwaltungsrat) verwaltet und bewirtschaften wurden. Daher gilt bis heute die Ortsgemeinde als reiche Land- und Waldbesitzerin: Die Erträge werden jedoch nicht mehr unter den Bürgern verteilt, sondern für kulturelle und soziale Aufgaben verwendet. Die Verteilung der Allmeinden führte 1818 zu einer weiteren Streitfrage: Die Rapperswiler Bürger stimmten der Verteilung der «Weiden» zu, nicht aber denen der «Waldungen». Und so besitzen die Ortsbürger, die Ortsgemeinde Rapperswil-Jona, ihren «Joner Wald» zwischen Rapperswil-Jona und Rüti bis in die heutige Zeit.
Aufgrund der Begrenzung auf die spätmittelalterlichen Stadtgrenzen (Gemeindeordnung von 1804) entfaltete sich die weitere Stadtentwicklung hauptsächlich auf dem Gemeindegebiet von Jona, das in der ersten Hälfte des 19. Jahrhunderts weitgehend eine Ansammlung von Höfen und Weilern im Nordwesten, Norden und Osten ausserhalb der Stadtmauern geblieben war. Bis 1800 lebten die Einwohner des bäuerlichen Umlands überwiegend von der Landwirtschaft, einige Kleinstbauern arbeiteten auch als Taglöhner, Schneider, Schuhmacher und Weber. Auch während des ganzen 19. Jahrhunderts blieb Jona mehrheitlich eine Bauerngemeinde mit Milchwirtschaft und Weinbau, dennoch verdreifachte sich die Einwohnerzahl zwischen 1800 und 1900.
Die zunehmende Industrialisierung brachte Rapperswil den Bau von Spinnereien, Webereien, Färbereien, einer Hammerschmiede und einer Eisengiesserei entlang des Stadtbachs. Christian Näf aus St. Gallen errichtete 1803 bei der Hammerschmiede eine der ersten Baumwollspinnereien des Landes. Jakob Braendlin-Näf († 1845 in Rapperswil) und Gebrüder gründeten 1811 eine grössere Baumwollspinnerei in der Papiermühle (1684 erbaut), danach in Kempraten weitere Gewerbebetriebe. Die Industriellen wurden 1815 Bürger von Jona, wo sie noch ausreichend Land erwerben konnten, und so entstanden die ersten Fabrikantenvillen. Johann Jakob Staub (1783–1852) erwarb 1823 ein Grundstück auf dem Meienberg, erbaute einen eleganten Landsitz in klassizistischem Stil und vereinte diesen mit weiteren Grundstücken zu einem weitläufigen Landschaftspark. Staubs Tochter heiratete den bereits am Meienberg lebenden Industriellen Jakob Braendlin-Näf und lebte in der benachbarten Villa Grünfels in Jona.

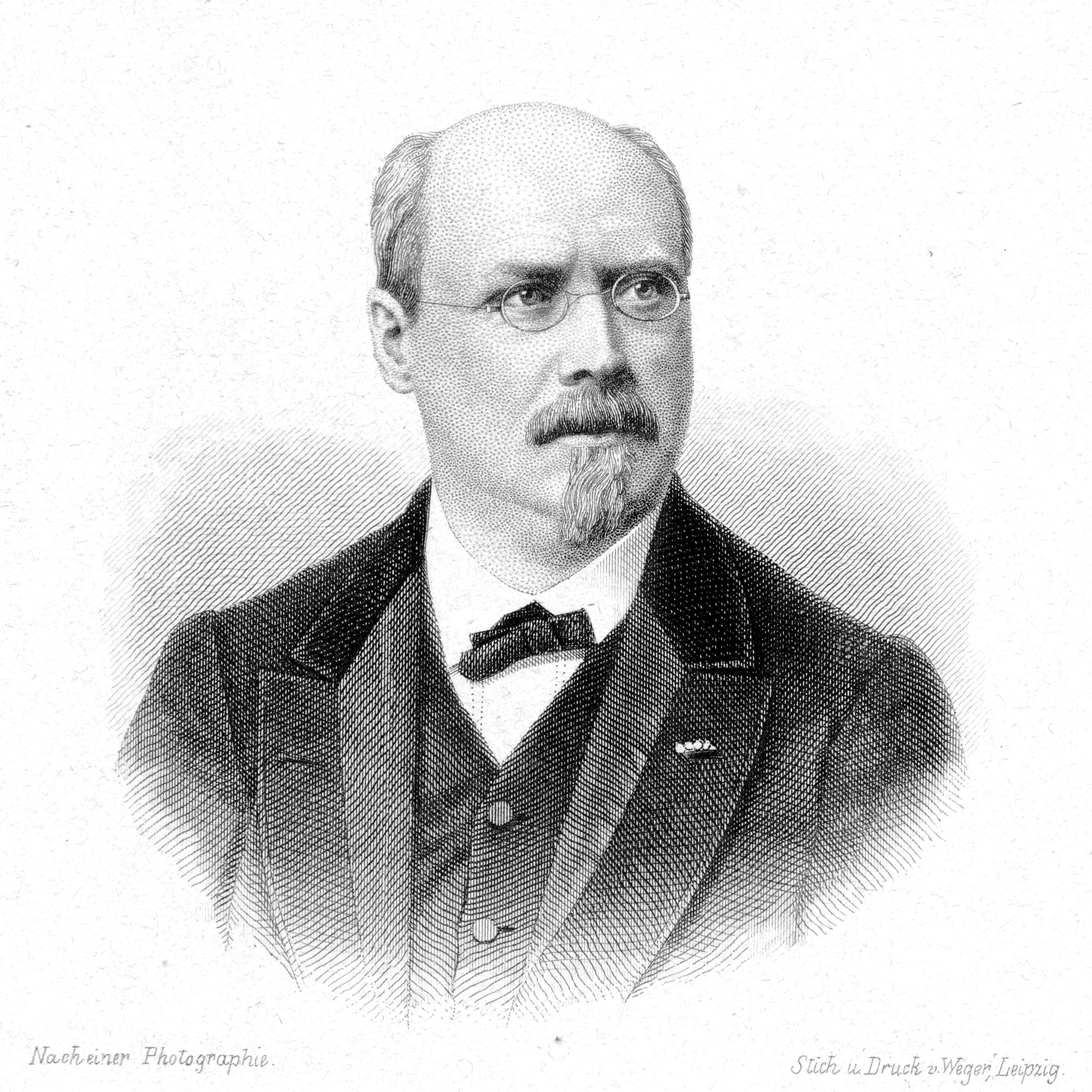
Joachim Raff, um 1817 Lehrer in Rapperswil

1815 konnte das erste Schulhaus auf dem Lenggis bezogen werden, danach in Wagen (1828) und Bollingen (1837). In späteren Jahren folgten die Sekundarschulen Bollwies, Burgerau und Weiden, die Realschulen Kreuzstrasse und Rain sowie die Primarschulen Hanfländer, Bollwies, Schachen, und Weiden. Der Komponist und Musikpädagoge Joachim Raff (1822–1882) wirkte um 1817 als Lehrer an der Primarschule Rapperswil; später war er persönlicher Sekretär und Assistent von Franz Liszt. Alois Fuchs war 1828 bis 1834 Lehrer an der Lateinschule und Spitalpfarrer in Rapperswil. Hier gelangte er wegen seiner liberalen Gesinnung in Konflikt mit dem Bischof von Chur und St. Gallen und musste sich vor einem bischöflichen Ketzergericht verantworten.
Das Schloss blieb bis 1820 ein kantonales Gefängnis. Ab 1829 wurden die Stadtmauern von Norden bis Südosten und die Tore als Hindernisse des zunehmenden Durchgangsverkehrs weitgehend geschleift – erhalten sind die Befestigungen im Westen und Nordwesten. die Rickenstrasse wurde bis in die Stadt verlängert.
Nach der Auflösung des Bezirks Uznach wurde Rapperswil 1831 bis zur Annahme der neuen St. Galler Kantonsverfassung (2001) Teil des neu gebildeten Bezirks See.
Felix Maria Diogg, der wohl bedeutendste klassizistische Porträtist der Schweiz, starb 1834 in Rapperswil.

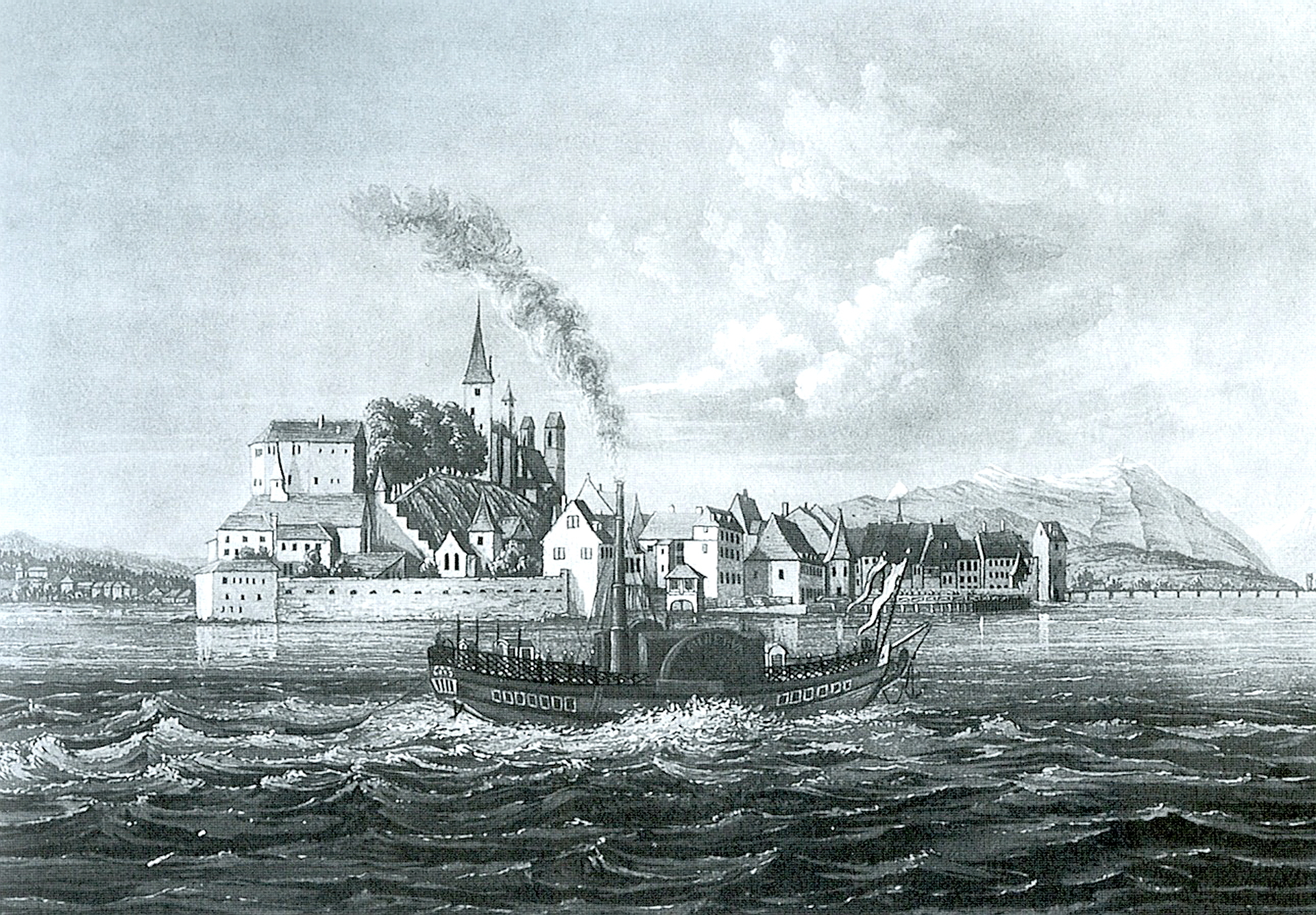
Das Dampfschiff Minerva am 19. Juli 1835 vor Rapperswil

Die Minerva war das erste mit einer Dampfmaschine betriebene Schiff auf dem Zürichsee. Bei ihrer ersten Fahrt am 29. Juli 1835 fuhr die Minerva nach Rapperswil und abends wieder zurück.
Der mittelalterliche «innere Hafen» am Fischmarktplatz wurde von 1837 bis 1840 aufgeschüttet, und das Hafengebiet im heutigen Erscheinungsbild begann zu entstehen. Der deutsche Lyriker, Dichter und Übersetzer Ferdinand Freiligrath liess sich 1845 mit seiner Frau und deren Schwester Marie Melos für zwei Jahre auf dem Meienberg nieder. Er machte Bekanntschaft mit Gottfried Keller, der sich unglücklich in Marie Melos verliebte, ohne ihr seine Liebe zu erklären. Freiligrath machte während seines Aufenthalts in der Schweiz auch die Bekanntschaft von Franz Liszt. 1848 erfolgte die Gründung der «gemeinnützigen Gesellschaft vom Seebezirk», des «Wochenblattes vom Seebezirk und Gaster» («Linth»-Zeitung) und der «Credit- und Sparanstalt» (Bank Linthgebiet-Sarganserland). Im gleichen Jahr wurde Theodor Curti geboren, der länderübergreifend bekannte Journalist, Nationalrat, Historiker («Geschichte der Schweiz im XIX. Jh.», 1902), Redaktor der St. Galler Zeitung und Leiter der Frankfurter Zeitung.
Bereits 1859 verkehrte die erste Dampfeisenbahn in Rapperswil – als Knotenpunkt der Bahnlinien von Rapperswil nach Rüti und von Rapperswil nach Schmerikon.  Das 12. Eidgenössische Sängerfest fand 1866 in Rapperswil statt. 1867 entstanden in Kempraten, 1868 in Busskirch, 1871 in Jona und 1886 der Landwirtschaftliche Verein Jona-Rapperswil sowie die Käserei Lenggis, als letzte einer Reihe von Milch- und Sennereigenossenschaften.
Im Beisein von 10'000 Polen aus aller Welt wurde 1868 auf dem Lindenhof eine polnische Freiheitssäule errichtet und die Weichen für das Polnische National-Museum gestellt. 1869 schloss die Ortsgemeinde mit dem polnischen Patrioten Graf Wladislaw Plater aus Kilchberg einen 99-jährigen Mietvertrag für das Schloss ab. Zwischen 1870 und 1927 fand das «Polnische National-Museum» hier eine Heimat. Von 1936 bis 1952 wurden die Räume des Schlosses ein zweites Mal für ein Museum des zeitgenössischen Polens genutzt, und während des Zweiten Weltkrieges übernahm es die kulturelle Betreuung von 1940 in der Schweiz internierten polnischen Soldaten. 1952 wurde die Sammlung des Museums nach Polen transportiert. Von 1975 bis 2022 befand sich zum dritten Mal ein polnisches Museum im Schloss.
1875 wurde nach einer Grenzregulierung der Dreiländerstein (Obelisk) eingeweiht.
1874/1876 und 1910 verheerten Überschwemmungen der Jona das Gemeindegebiet. Der aus Zürich-Selnau stammende Seidenfabrikant Hans Heinrich Weidmann (1851–1914) gründete im Januar 1877 in der alten Stadtmühle eine Papierfabrik, die seither das bedeutendste Industrieunternehmen der Stadt ist. Mit 86,21 Hektaren war Jona 1886 die grösste Weinbaugemeinde des Kantons St. Gallen.

### Wandel zur neuzeitlichen Kleinstadt (1834–1892)

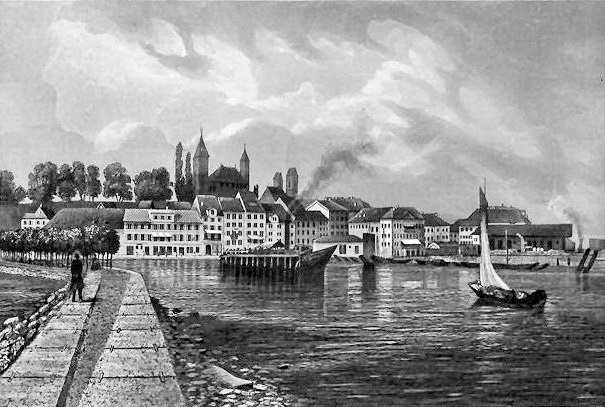
Der Hafen mit Wellenbrecher und dem damals bis an die südliche Häuserfront reichenden Zürichsee. Links befindet sich heute das Hotel Schwanen. Ansicht um 1867.

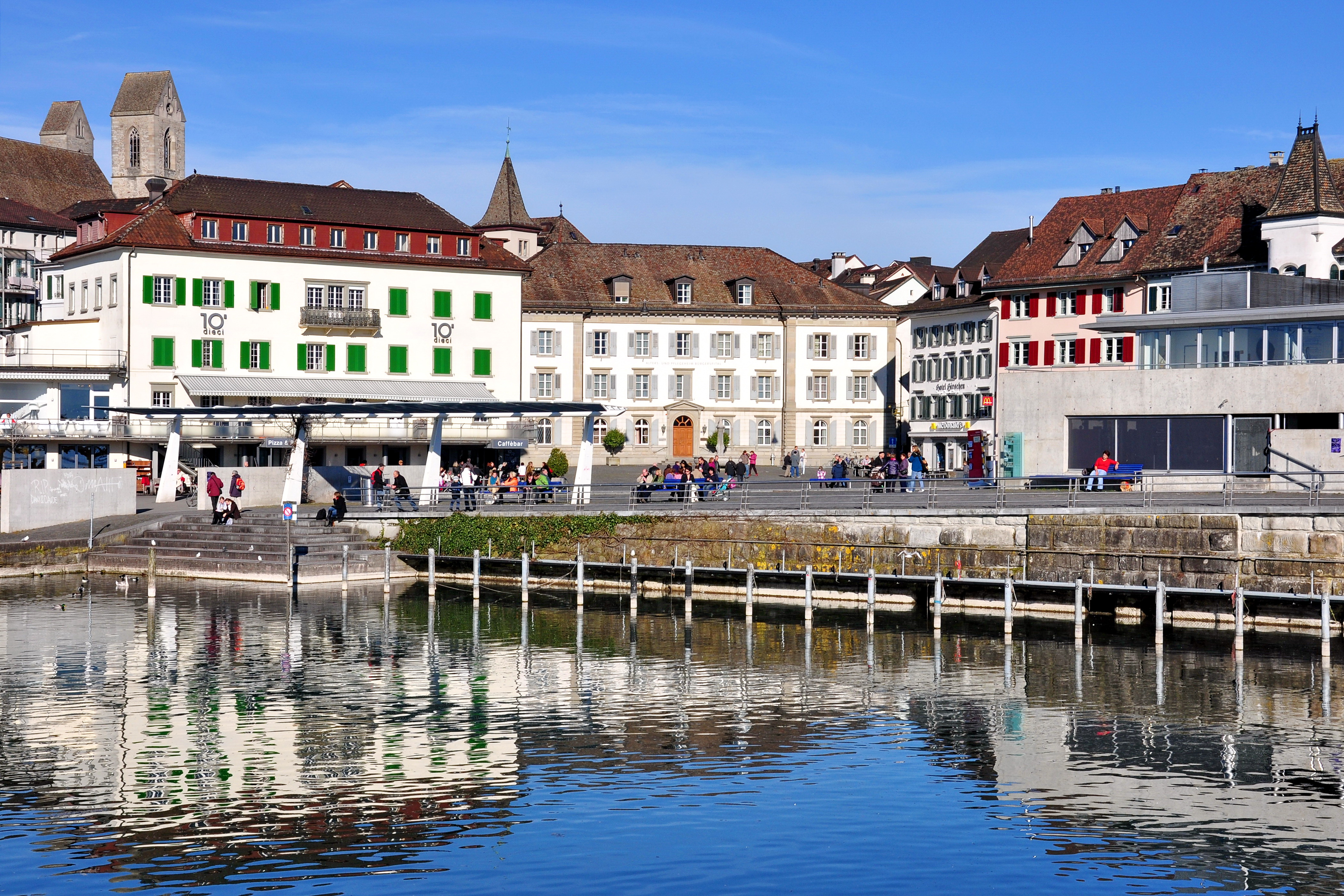
Fischmarktplatz beim inneren Hafen

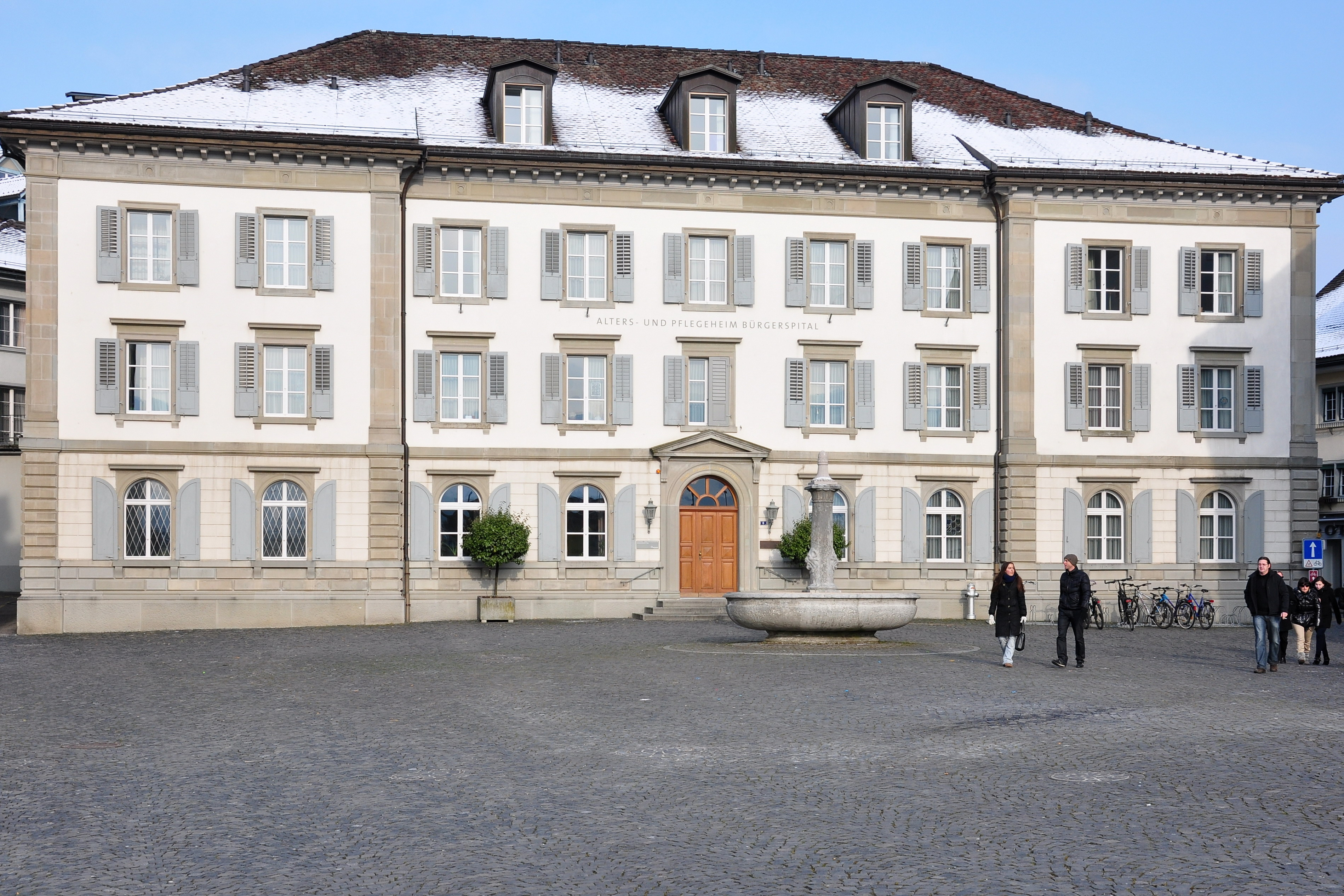
Das Bürgerspital am Fischmarktplatz

Der Zürichsee reichte ursprünglich bis an die Stadtmauern. Diese schützten auch den «inneren Hafen», der im Bereich des heutigen Fischmarktplatzes und des Parkhauses lag. Durch das hölzerne Fallgatter im 1610 ausgebauten Schutzgatterturm konnte die Schiffszufahrt gesperrt werden. Ab 1834 wurde der überwiegende Teil der Stadtbefestigung geschleift, 1837 auch der innere Hafen. Der Schleifung von Stadtmauern und Toren folgten die Aufschüttung des inneren Hafens und die Erstellung des neuen äusseren Hafens mit zwei markanten Wellenbrechern. Der offene Fischmarktplatz und die seeseitigen Gasthöfe Schwanen, Steinbock, Schwert, Bellevue, Anker und Du Lac sind mit dem aufkommenden Tourismus nach 1834 entstanden.
An der nordöstliche Achse des Fischmarktplatzes steht der 1844 errichtete klassizistische Spitalbau von Felix Wilhelm Kubly, das heutige Altersheim anstelle des mittelalterlichen Heilig-Geist-Spitals. 1845 kam der Schalenbrunnen aus Solothurner Jurastein hinzu. Am Endingerplatz bildet das Curti-Haus, das im Kern mindestens ins 16. Jahrhundert zurückreicht, die Nahtstelle zwischen Altstadt, Klosterbezirk und See. Eines der ältesten Fotos von Rapperswil zeigt das im Jahr 1889 an den Baron von Scherer verkaufte Bauwerk. Dieser liess es umbauen und die Fassade 1894 mit Mosaiken und Fresken verzieren, die auch heute noch von der Gestaltungsfreude des Fin de siècle Zeuge sind.
Noch bis zur Inbetriebnahme des steinernen Seedamms und der Bahnlinie führte die Hauptverkehrsverbindung der Region, die Holzbrücke nach Hurden, zum ehemaligen südlichen Brückentor beim damaligen Fischmarkt. Der Verkehr, mehrheitlich Kaufleute und Pilger, durch die Stadt Rapperswil verlief vom östlichen Halstor über den Hauptplatz durch die Fischmarktstrasse zum befestigten Tor am Fischmarkt (Gasthöfe Hecht und Hirschen).
Zur Steigerung des Tourismus und zur Erstellung der Quaianlagen wurden 1867 der «Einwohnerverein», gefolgt 1886 vom «Verschönerungsverein» 1886 und 1892 dem «Verkehrsverein», gegründet, die sich 1892 zusammengeschlossen haben. Die 1886 begonnene Anlage der «Bühler-Allee» um das Kapuzinerkloster und den Burghügel ist der Initiative von Johann Heinrich Bühler-Honegger zu verdanken, Industrieller, Gründungsmitglied der Südostbahn, Nationalrat und seinerzeit wichtigster Steuerzahler der Stadt. Die Quaianlagen am Seehafen unterstützte der Schirmfabrikant August Baumann. 1913 bis 1964 zierte eine sehr beliebte Pergola den Fischmarktplatz, heute bildet er die Deckfläche des 1996 fertiggestellten unterirdischen Parkhauses und Lokals des Verkehrsvereins.
An der Nordseite des Schlosses fertigte Gustav Adolf Closs 1896 zwei grosse Wandgemälde an, die nicht nur aufgrund des tadellosen Zustandes als zwei seiner Hauptwerke im Bereich der Wandmalerei zu betrachten sind. Seinem Seeufer, der historischen Altstadt mit dem Schloss Rapperswil und dem Kinderzoo verdankt Rapperswil bis heute seinen Ruf als international beliebtes Ausflugs- und Ferienziel.

### Rapperswil im Eisenbahnfieber

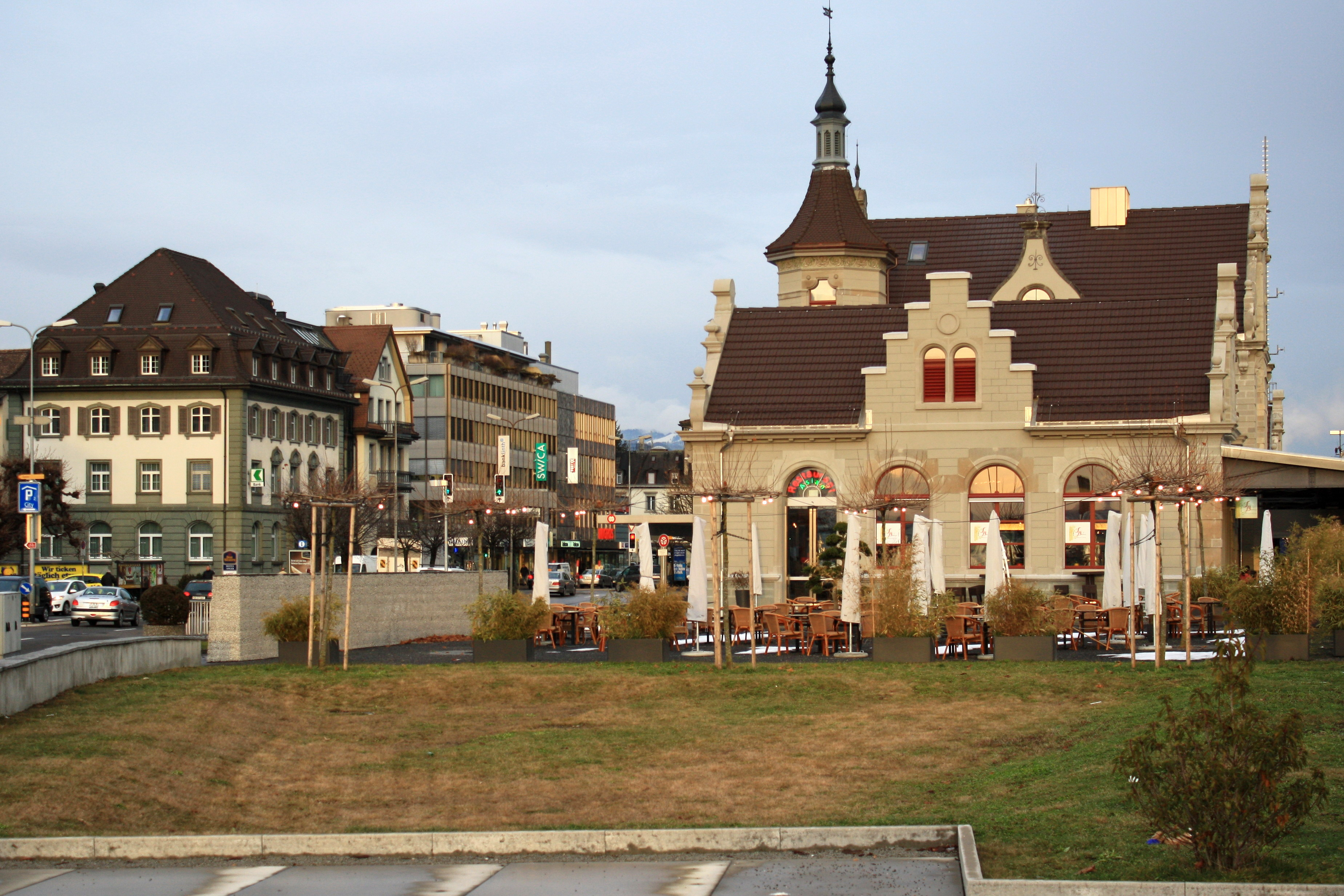
Bahnhof Rapperswil, links die untere Bahnhofstrasse

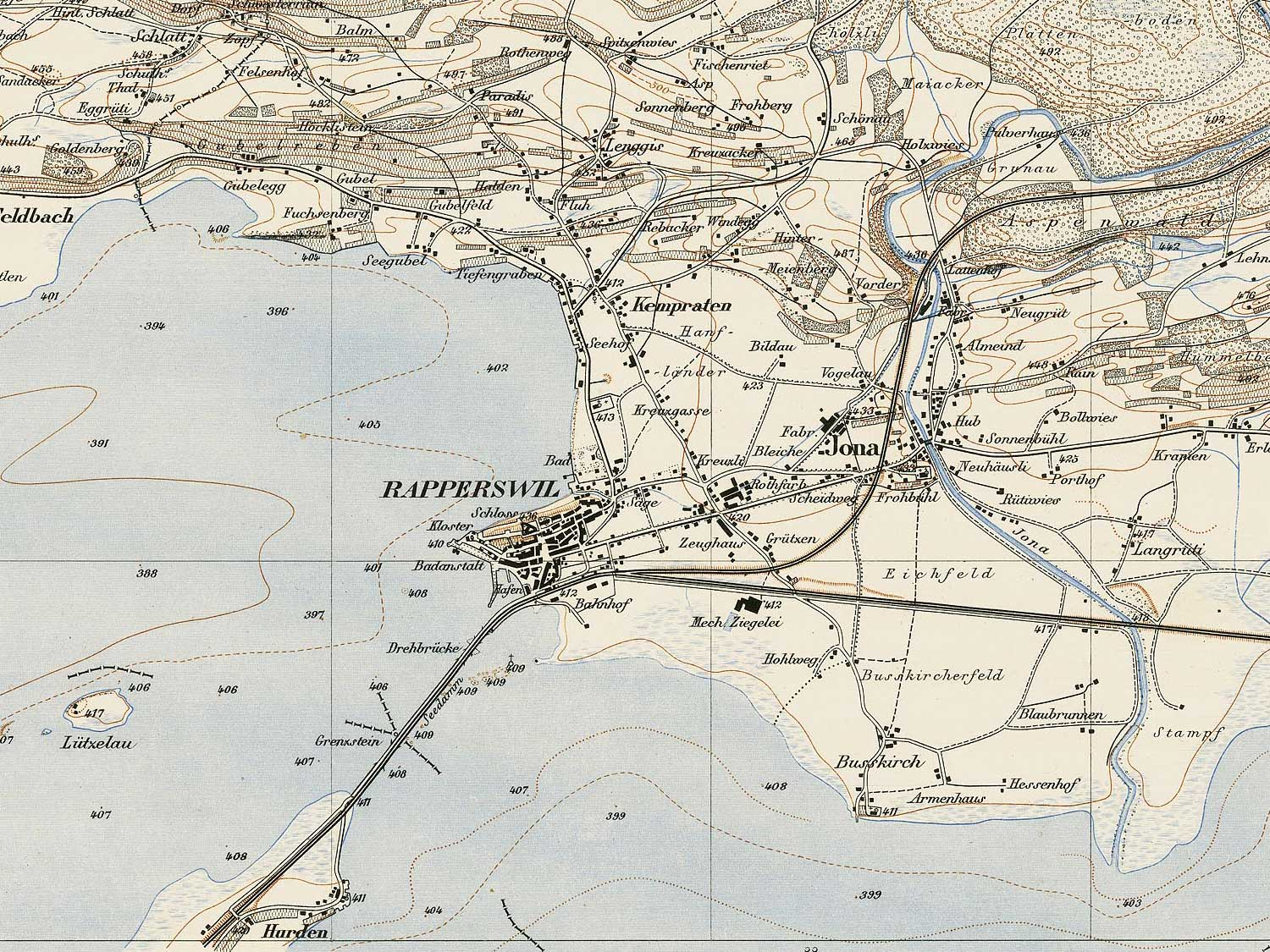
Im Siegfriedatlas (1882) ist der neue Seedamm zu sehen. Rapperswil und Jona sind damals noch weit voneinander entfernt.

Bereits 1859 verkehrte die erste Dampfeisenbahn in Rapperswil – als Knotenpunkt der Bahnlinien von Rapperswil nach Rüti und von Rapperswil nach Schmerikon. Drehscheiben und Kräne ermöglichten den Güterumschlag auf die Schiffe am Fischmarktplatz. Der legendäre Arlberg–Orient-Express fuhr eine Zeitlang von Bukarest, Budapest, Wien über Rapperswil nach Zürich und weiter nach Basel, Paris und Calais – allerdings ohne planmässigen Halt. Die Eisenbahnstrecken links und rechts des Zürichsees entstanden 1875 respektive 1894. Die Linksufrige Zürichseebahn («Seebahn») ist eine 1875 von der Schweizerischen Nordostbahn (NOB) eröffnete Eisenbahnstrecke zwischen Zürich Hauptbahnhof und Ziegelbrücke respektive Näfels. Mit der Verstaatlichung der NOB wurde die «Seebahn» 1901 Bestandteil der neu gegründeten Schweizerischen Bundesbahnen (SBB). Bevor die Bahnstrecke entlang dem linken Ufer des Zürichsees eröffnet wurde, verkehrten die ersten Schnellzüge zwischen Zürich und Chur über Uster. Als die Rechtsufrige Zürichseebahn – von Zürich über Meilen nach Rapperswil – 1894 eröffnet wurde, hatte sich in Zürich der Begriff «Seebahn» längst für die Strecke am linken Ufer etabliert, und durch entsprechende Strassen- und Objektbezeichnungen ist er bis heute erhalten.
1878 wurden die Bahnlinie und die Strasse auf dem neuen steinernen (gemauerten) Seedamm von Rapperswil eröffnet, der die alte Holzbrücke ersetzte.
Rapperswil ist seit 1877 ein wichtiger Knotenpunkt der heutigen Südostbahn (SOB). 1877 wurde die erste der beiden Vorläuferinnen der SOB gegründet, die Wädenswil-Einsiedeln-Bahn (WE). Bereits 1878 folgte die Zürichsee–Gotthardbahn (ZGB), welche die Bahnstrecke über den gleichzeitig eröffneten Seedamm von Rapperswil errichtete und ein grosses Bahndepot betrieb. Im Jahr 1891 wurde die Verbindung zur Gotthardbahn eröffnet und damit auch die Seedammlinie mit dem Stammnetz der SOB verbunden. Durch die verschiedenen Berührungspunkte arbeiteten sowohl die BT, als auch die SOB schon früh mit den SBB zusammen. Die durchgehenden Züge von Romanshorn über Rapperswil und Arth-Goldau nach Luzern, werden seit 1992 unter dem Namen Voralpen-Express geführt. Das heutige Bahnhofgebäude im Stil der Neurenaissance wurde 1894/95 nach den Plänen von Architekt Karl August Hiller erbaut und unterstrich schon damals die wachsende touristische Bedeutung. Die Güterschuppen und das hölzerne Bahnhofprovisorium bestanden bis 1894. Die Aussenfassade des «Schwanensaals» (Hotel Schwanen) wurde so umgestaltet, wie sie sich heute präsentiert. Die wichtige Bedeutung als Verkehrsknotenpunkt des öffentlichen Verkehrs zeigt sich im 21. Jahrhundert nebst den erwähnten Bahnstrecken mit der Glatthalbahn und der Tösstalbahn (Thurbo) der S-Bahn Zürich, dem ausgedehnten Depot sowie der Stationierung eines Lösch- und Rettungszugs (LRZ) der SBB.

## 20. Jahrhundert

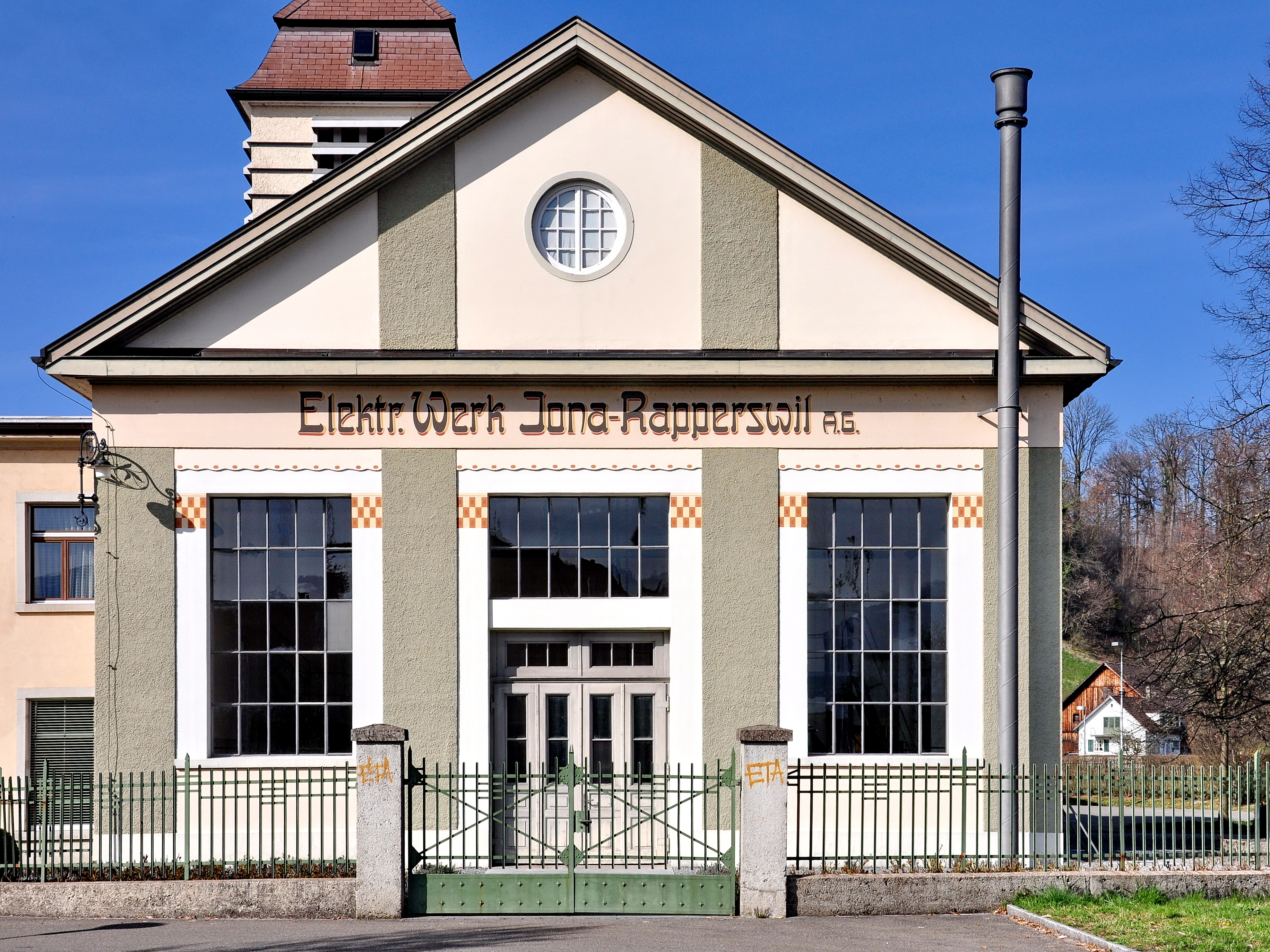
Das 1902 in Jona gegründete Elektrizitätswerk Jona-Rapperswil

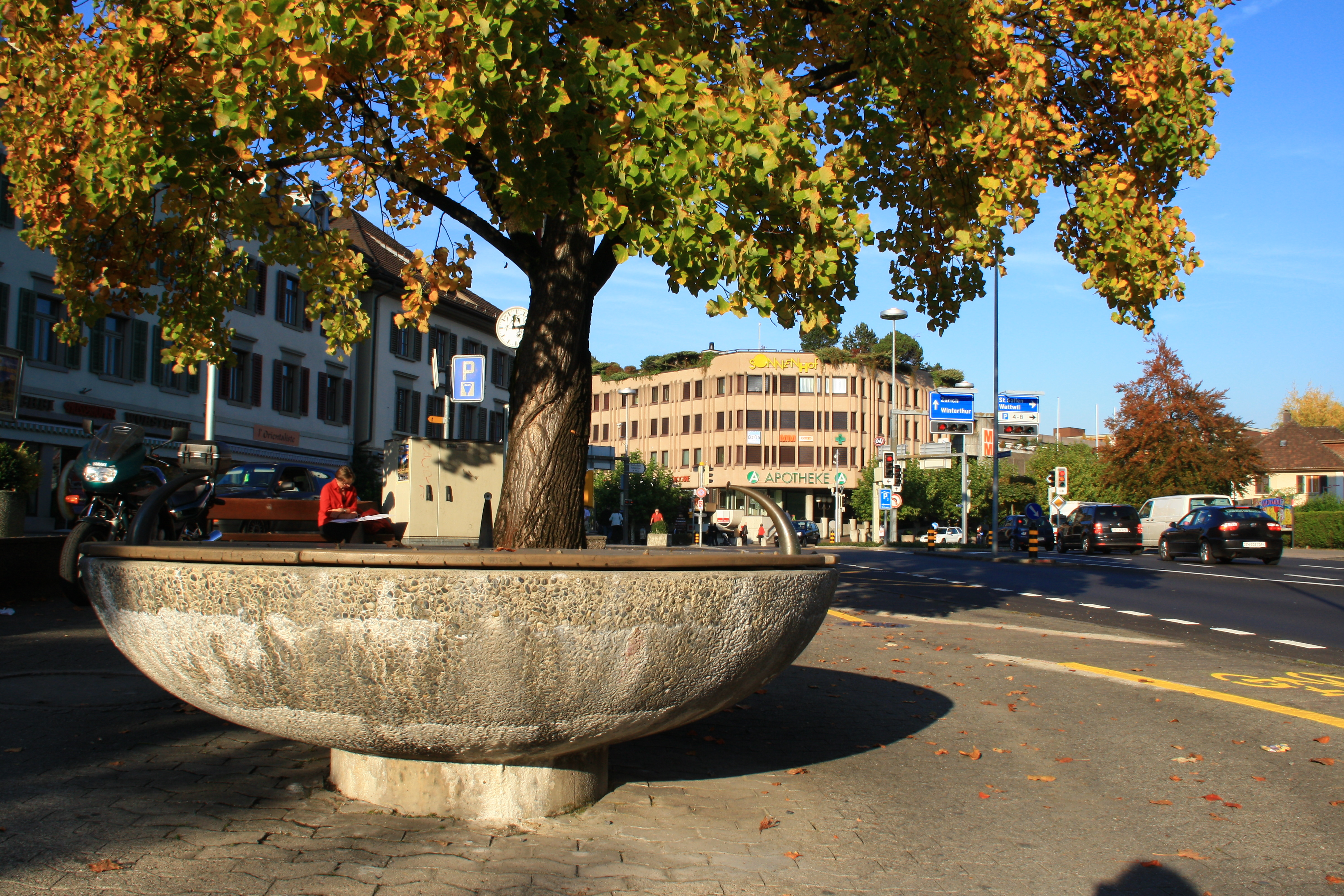
Einkaufszentrum Sonnenhof, Ansicht vom Stadthofplatz, rechts die obere Bahnhofstrasse

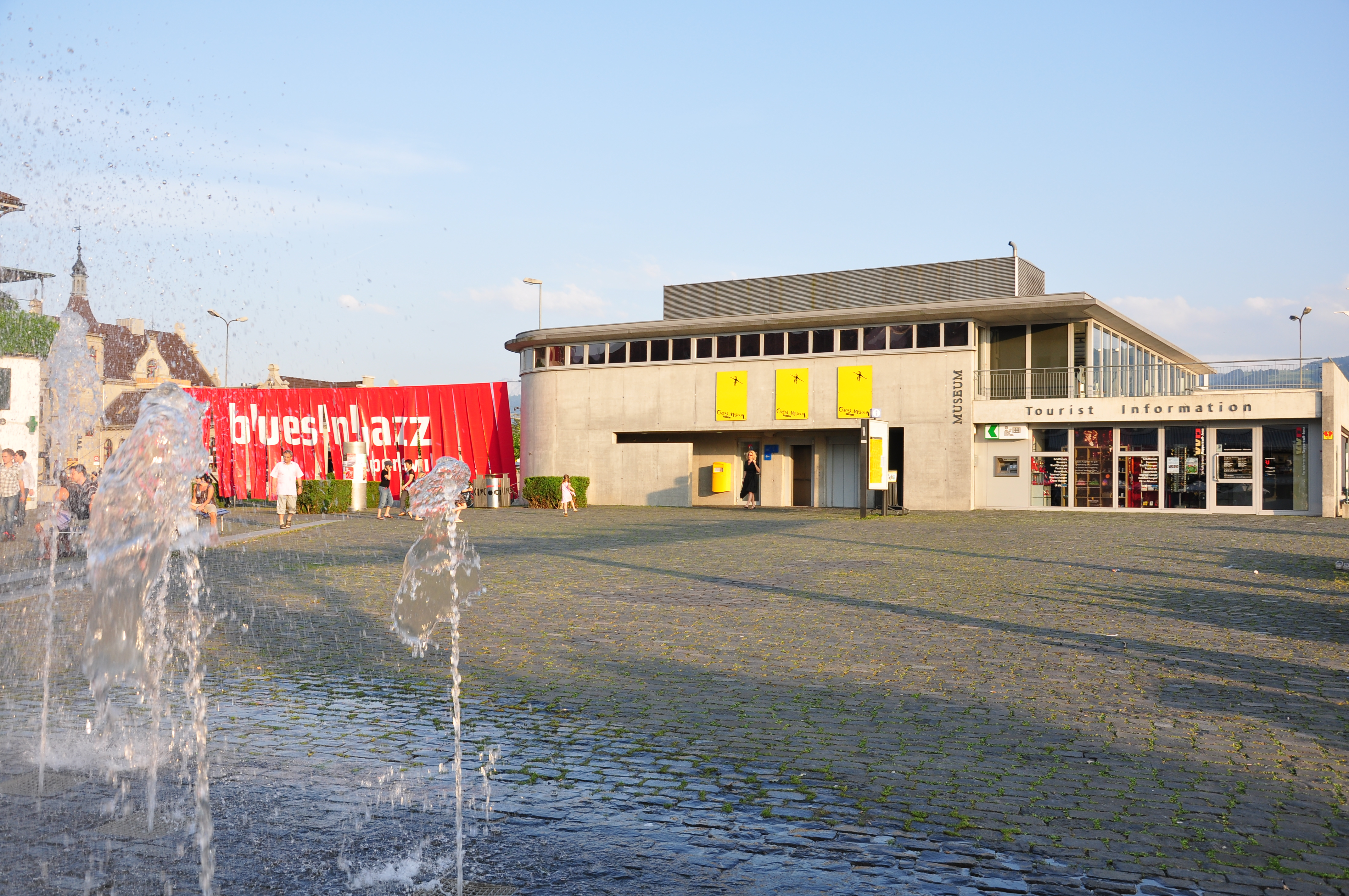
Fischmarktplatz, Parkhaus und Tourist Information mit dem Circus Museum im Obergeschoss

1902 wurde das Elektrizitätswerk Jona-Rapperswil als Aktiengesellschaft in Jona gegründet und 1903 ein privates Gaswerk, das 1908 von der Gemeinde übernommen wurde.
1942 wählten die Stimmbürger von Rapperswil Ferdinand Fürer als ersten Stadtammann im Vollamt.
1945 wurde die Pfarrei Busskirch in die Kirchgemeinde St. Johann integriert, die ihr 750-jähriges Bestehen 2003 feierte.
Das amtliche Protokoll der Baukommission des Stadtrats vom 16. Dezember 1946 gilt als Gründungsurkunde des heutigen Seerettungsdienstes Rapperswil-Jona. Ab 1967 wurde das benachbarte Hombrechtikon (ZH) miteinbezogen. Seit dem 1. Januar 2011 ist der Seerettungsdienst als Wasserrettungszug in die Feuerwehr Rapperswil-Jona integriert.
1961 erfolgte der Beitritt zur Kehrichtverwertung Zürcher Oberland (KEZO), einem Zweckverband von 39 Zürcher Oberländer Gemeinden, die gemeinsam u. a. sechs Kehrichtverbrennungsanlagen betreiben, nachdem die Rapperswiler bereits seit 1949 ihren Kehricht nach dem Ochsner-System entsorgten.
1964 weihten Rapperswil und Jona am Meienberg ein gemeinsames Altersheim ein. 1990 öffnete das Alters- und Pflegeheim Bühl in Jona seine Tore.
Im September 1978 eröffnete das Einkaufszentrum Sonnenhof seine Tore.
1979 feierte die Rosenstadt «750 Jahre Rapperswil». Der Brunnen im Klostergarten ist eine Schenkung der benachbarten Gemeinden zum Jubiläum; eine alte Brunnenschale aus Jurakalk, kunstvoll restauriert und umgestaltet.
1984 wurde Parkhaus Schanz im Stadtzentrum 1984 eröffnet – mit einer Besonderheit, dem oberirdischen Duftrosengarten für Sehbehinderte. Die Rapperswiler Bürgerschaft bewilligte 1991 einen Kredit von 13 Mio. Franken für die Erstellung einer weiteren unterirdischen Parkanlage (224 Plätze, 1996 fertiggestellt) am Fischmarktplatz, zusammen mit dem Hauptplatz einer der bekanntesten öffentlichen Plätze.
1992 verlegte der Radio Zürisee, einer der ersten privaten Radiosender der Schweiz, sein Studio von Stäfa in die Rosenstadt.

### Kultur und Bildungswesen

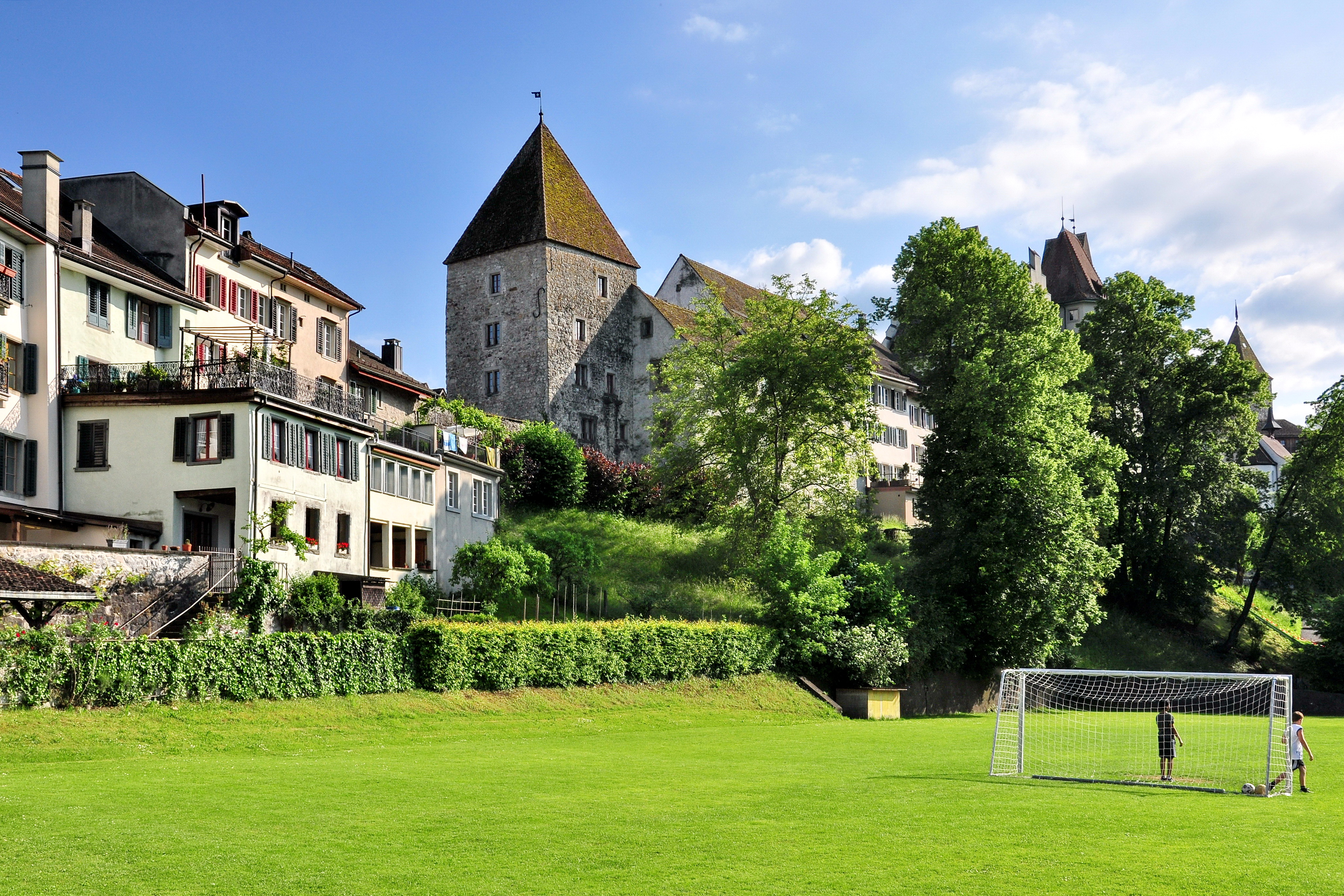
Breny-Haus und Breny-Turm

1919 wurde der Schweizer Nationalzirkus Circus Knie gegründet, nach mehr als einem Jahrhundert Schaustellerbetrieb mit einer offenen Manege. Im Gründungsjahr 1919 errichteten die Gebrüder Knie das ständige Winterquartier in Rapperswil und erwarben ihr erstes Zirkuszelt, ein Zweimastzelt mit 2500 Sitzplätzen. In der aufführungsfreien Zeit (Ende November bis Mitte März) wurden Tierdressuren und andere Programmnummern eingeübt.
1943 wurden unter dem Patronat des Verkehrsvereins Rapperswil-Jona Teile der Liegenschaft Paulina und Heinrika Breny als «Heimatmuseum lokaler Geschichte und Kunst» eingerichtet. Die Liegenschaft (Obere Halsgasse bis 1960) gelangte 1958 als Vermächtnis der Geschwister in den Besitz der Ortsgemeinde Rapperswil-Jona. Der «Breny-Haus und Breny-Turm» genannte Gebäudekomplex beherbergt das heutige Stadtmuseum Rapperswil-Jona.
Am 15. Juni 1962 wurde der landesweit bekannte Zoologische Garten Knies Kinderzoo eröffnet. Im Mittelpunkt steht die Begegnung zwischen den Besuchern und den Tieren. Nicht nur diverse Haustiere können gestreichelt und mit Zoofutter gefüttert werden, sondern auch beispielsweise ein zahmes Nashorn hinter den Ohren gekrault werden. Daher werden bewusst keine Raubtiere gezeigt, sondern mehrheitlich streichelfreundliche Arten. Der Zoo ist ein Teil des Winterquartiers des Zirkus Knie und beherbergt auch die Tiere, die nicht mit auf Tournee gehen können.
Ab 1968 dirigierte Max Lehmann († 2002) die Stadtmusik in Rapperswil, mit der er sich ganz besonders verbunden fühlte. 1974 komponierte er den Rapperswiler Marsch.
1972 feierte Rapperswil die Eröffnung des Interkantonalen Technikums Rapperswil. Durch Einstufung als Fachhochschule wurde aus dem Technikum die Hochschule für Technik Rapperswil; diese ging im Jahr 2020 in der OST – Ostschweizer Fachhochschule auf.
Die 1973 eingerichtete Interkantonale Lehrmittelzentrale (ilz) hat ihre Geschäftsstelle im Herzen der Altstadt.
1976 brachte die Einweihung des «Berufschulhauses für kaufmännische und gewerbliche Lehrlinge und Lehrtöchter», das heutige Berufs- und Weiterbildungszentrum (BWZ).

### Sport
1928 wurde der Fussballclub FCRJ gegründet und 1945 der «Schlittschuh Club Rapperswil-Jona», aus dem der heutige Eishockey-Club SC Rapperswil-Jona Lakers hervorging.
1987 wurde die «Eishalle Lido» von Rapperswil und Jona eröffnet, der Vorgänger der heutigen St. Galler Kantonalbank Arena.
1994 wurde die Sporthalle im Joner Grünfeld eröffnet (11,9 Mio. Franken Kosten).

### Rosenstadt Rapperswil

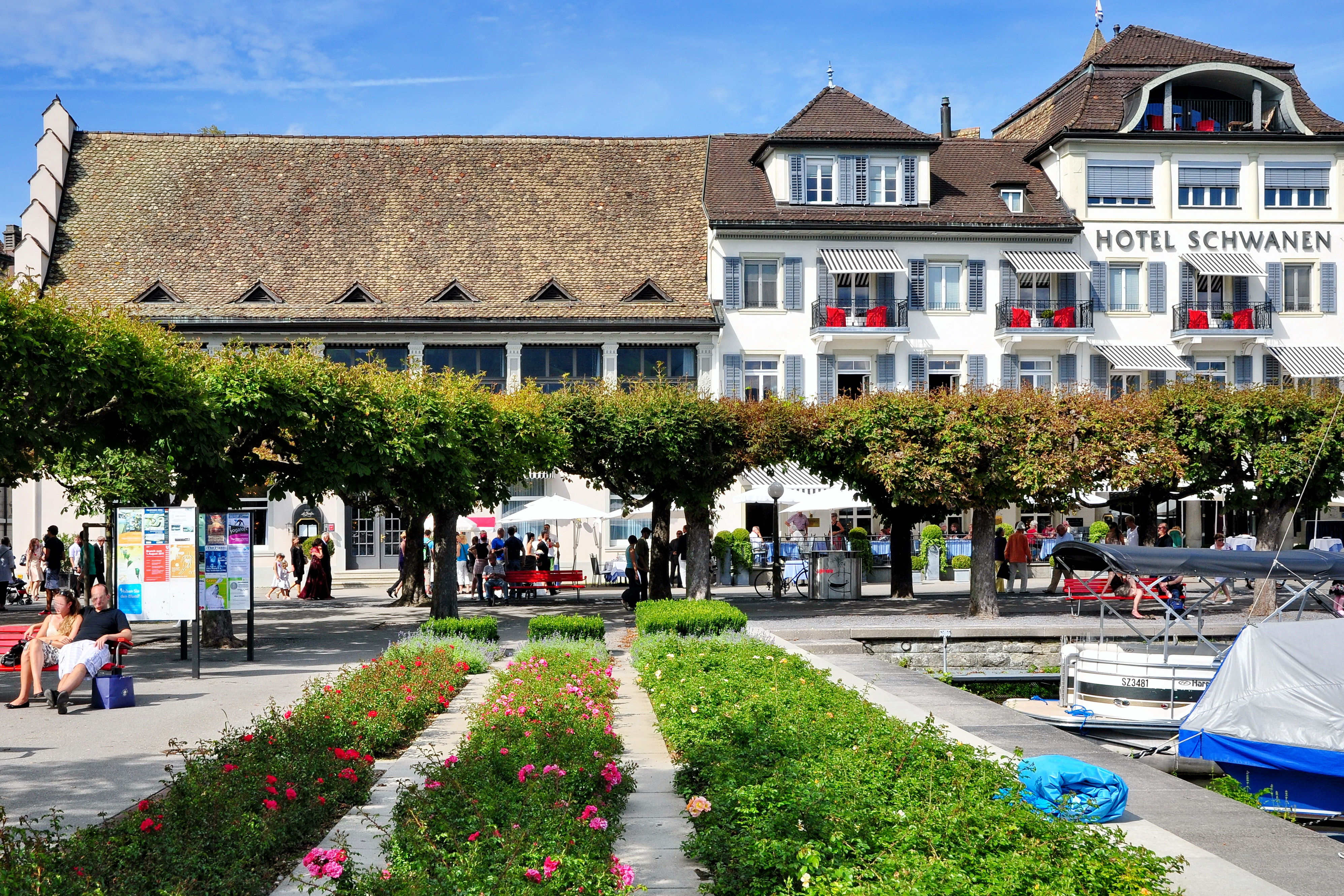
Rosengarten beim Hafen

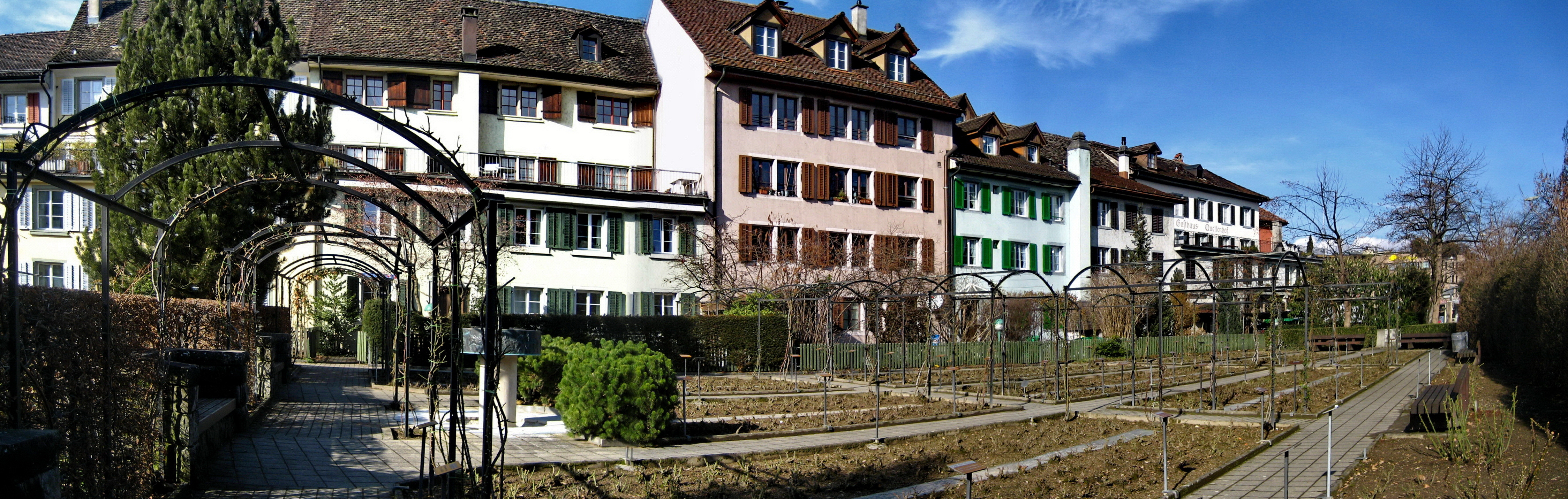
Duftrosengarten, links der Zierbrunnen von Hans Erni

1913 liess der «Verkehrs- und Verschönerungsverein Rapperswil und Umgebung» die Rosenanlagen (Pergola) am Seehafen einrichten sowie weitere Anpflanzungen am Seehafen Anfang der 1920er Jahre und an Strassen und Plätzen, sofern dies in der dichtbebauten Rapperswiler Altstadt noch möglich war.
Rosengärten in Rapperswil im eigentlichen Sinn folgten um 1965, u. a. im ehemaligen Obstgarten des Kapuzinerklosters auf Initiative des Verkehrsvereins respektive von Dietrich Woessener, Gründer (1959) und Ehrenpräsident der «Gesellschaft Schweizerischer Rosenfreunde». Nach langwierigen Schiedsverfahren verloren die Kapuziner 1972 ihren Obstgarten beim «Einsiedlerhaus» am Endingerhorn. Die Stadt nutzte ihn in Unterpacht und gestaltete ihn zu einem Garten für antike Rosen um. Den Brüdern versprach Rapperswil in einer feierlichen Urkunde, den Obstausfall jährlich «in natura» zu ersetzen.
Eine landesübergreifende Besonderheit ist der 1984 eingeweihte Duftrosengarten für Sehbehinderte auf dem unterirdischen Parkhaus Schanz. Die mehr als 1500 Rosen aus 75 Duftsorten sind durchgehend mit Braille- und Normalschrift beschildert. Hans Erni schuf einen für Sehbehinderte konzipierten Zierbrunnen, finanziert vom Cirkus Knie.
Zwischen Juni und Oktober erblühen insgesamt rund 15'000 Edelrosen, Polyantha- und Strauchrosen in den Gärten und Gassen in und um die Altstadt, so dass sich Rapperswil mit Stolz als «internationaler Mittelpunkt der Duftrosen» und somit als «Rosenstadt» bezeichnen darf.

## 21. Jahrhundert
Mit der neuen Kantonsverfassung vom 10. Juni 2001 wurde der Wahlkreis See-Gaster gebildet, dem Rapperswil und Jona bis zur Gemeindefusion als eigenständige Gemeinden angehörten.
400 Jahre Kapuziner in Rapperswil und 10 Jahre Kloster zum Mitleben feierte das Kapuzinerkloster im Jahr 2002.
Die 20. Orientierungslauf-Weltmeisterschaften 2003 fanden vom 3. August bis 9. August 2003 statt: Rapperswil war Austragungsort der Sprintrennen und organisatorisches Zentrum der Weltmeisterschaften. Das Seenachtfest Rapperswil eine Woche später war ein weiterer kultureller Höhepunkt, der 2006 (und vom 7. bis 9. August 2009) an jeweils drei Sommertagen an die hunderttausend Unternehmungslustige nach Rapperswil brachte.

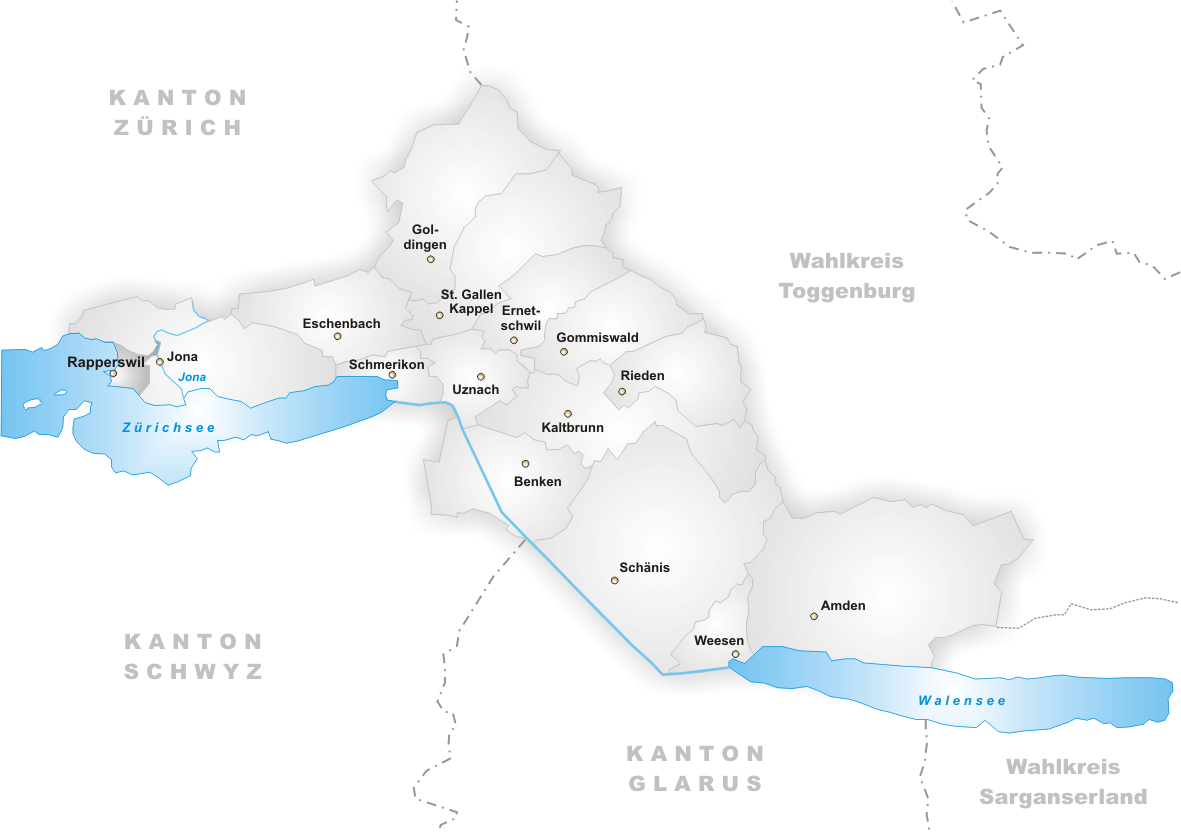
Das Gebiet der bis 31. Dezember 2006 eigenständigen Gemeinde Rapperswil

Wohnbevölkerung und Wirtschaft von Rapperswil konnten sich auf Grund der räumlichen Begrenzung auf gerade nur 1,72 km² Stadtgebiet nur sehr beschränkt entwickeln, und Rapperswil war mit dem flächenmässig zwölfmal grösseren Jona im Verlauf des 20. späten Jahrhunderts baulich zusammengewachsen. Die Grenze verlief fliessend und war aus der Luft kaum auszumachen. Nach früheren erfolglosen Versuchen bejahte die Bevölkerung 2003 an einer Volksabstimmung eine Fusion der Gemeinden Rapperswil (2001: 7400 Einwohner; Ja-Anteil 82 %) und Jona (2001: 17'100 Einwohner; Ja-Anteil 52 %). Der Fusionsvertrag wurde im Frühling 2005 von der Bevölkerung beider Gemeinden angenommen, und der Gemeindezusammenschluss zur Stadt Rapperswil-Jona trat per 1. Januar 2007 in Kraft. Rapperswil-Jona ist nach der Stadt St. Gallen die zweitgrösste Gemeinde des Kantons St. Gallen.
Ein kleines zeitgeschichtliches Kapitel war die Einigung auf ein neues Stadtwappen für Rapperswil-Jona. Dem Entwurf «Smile» statt «Lätsch» von Peter Bruggmann wurde anlässlich der Bürgerversammlung vom 27. November 2005 mit grossem Mehr zugestimmt, und das neue Wappen fand bald auf breiter Ebene Anwendung. Am 1. Januar 2007 wurde die neue Stadtfahne von Rapperswil-Jona im Stadtsaal feierlich eingeweiht.